# ほんとにあった! 呪いのビデオシリーズの一覧
ほんとにあった! 呪いのビデオシリーズの一覧（ほんとにあった!のろいのビデオシリーズのいちらん）では、パル企画のオリジナルビデオホラーシリーズ『ほんとにあった! 呪いのビデオ』の初巻から現在に至るまでの詳細を説明する。
一部のVHSとDVDリリースでは、タイトルとコメントが異なる場合があるが、内容は同じである。この作品は発売日順に並んでいます。

## 作品

### 1999年
| シリーズ | タイトル                 | パッケージコメント                             |
| -------- | ------------------------ | ---------------------------------------------- |
| 1巻      | 「千駄ヶ谷トンネル」     | トンネルの壁面に浮かぶ事故死者の霊             |
| 1巻      | 「井戸」                 | 水面に浮かび上がった人の手…                    |
| 1巻      | 「テレビ」               | 生中継の映像に、解析不能の電波が…              |
| 1巻      | 「カラオケBOX」          | 監視カメラに映った人影                         |
| 1巻      | 「試着室」               | マニアの盗撮ビデオの中に…                      |
| 1巻      | 「神奈川県小坪トンネル」 | 旅行しているカップルが撮影した地縛霊           |
| 2巻      | 「謎の声が…」            | 誰も居ないはずの方向から聞こえる女性の声       |
| 2巻      | 「電車の窓グラスに…」    | 撮影者が謎の失踪をとげた不可解映像             |
| 2巻      | 「踏み切り…」            | 監視カメラ捉えた白く光る足                     |
| 2巻      | 「旅行先で…」            | 女性グループが体験した恐怖                     |
| 2巻      | 「ドアミラーに…」        | ドライブ中のミラーに苦悩に歪んだ顔が           |
| 2巻      | 「自主映画の中に…」      | 役者の背後に映る黒い影                         |
| 3巻      | 「ビデオ視聴者からの声」 | 本シリーズパート1を見た人に起こった恐怖の体験… |
| 3巻      | 「運動会」               | 我が子の記録に映った謎の霊…                    |
| 3巻      | 「害虫駆除」             | 業者が屋根裏に仕掛けたビデオに…                |
| 3巻      | 「ラジオドラマ」         | 関係者のものとは別の男の声が…                  |
| 3巻      | 「ビデオレター」         | 恋人へ語りかける男性の背後に…                  |
| 3巻      | 「誕生日パーティー」     | 突然響いたラップ音…                            |
| 3巻      | 「里帰り」               | 幼い孫の映像に亡くなった祖父の霊が…            |

| シリーズ | タイトル                        | パッケージコメント |
| -------- | ------------------------------- | --- |
| 1巻      | 「白い着物の女」                | 新居へ引越しした若夫婦。作業も一段落つき、仲間たちと飲んでいる様子をおさめたビデオ。まだ電源も入れていないテレビのブラウン管に白い着物を着た女の霊が写っている…。                                    |
| 1巻      | 「トンネルにて」                | 旅行中のカップルが車内から撮影したビデオ。神奈川県小坪トンネルの壁面に地縛霊の影が…。 |
| 1巻      | 「墓参りの記録」                | 一家揃っての墓参りの様子を8ミリカメラで収めた映像に亡くなった祖母の顔が…。 |
| 1巻      | 「劇団の稽古風景」              | 演劇のリハーサル風景を収めたビデオ。役者たちの背後にある稽古場の窓に映るはずのない人影が…。 |
| 1巻      | 「結婚パーティーにて」          | 結婚式の2次会の模様を収めたビデオ。友人の背中に女性のものらしき手首がゆらゆらと現われる…。 |
| 1巻      | 「事故現場にて」                | 偶然、交通事故現場に通りかかった投稿者が撮影したビデオ。ガードレールにこちらを睨む男の顔が…。 |
| 1巻      | 「監視カメラ」                  | カラオケBOXの監視カメラがとらえた映像。無人の部屋に髪の長い少女の霊が…。 |
| 1巻      | 「生中継番組」                  | ある地方のローカル番組で不可解な現象が。突然、電波の状態が悪くなり、出演者たちの顔が歪む…。 |
| 1巻      | 「大学校舎にて」                | 肝試しで深夜の校舎を探検する投稿者たち。廊下の奥から白く半透明な少年の霊が現われる…。 |
| 1巻      | 「盗撮・試着室」                | マニアが撮影した盗撮ビデオ。試着室のカーテンに男の顔がくっきりと浮かびあがっている…。 |
| 1巻      | 「千駄ヶ谷トンネル」            | 心霊スポットで有名な都内・千駄ヶ谷トンネル。「呪いのビデオ」取材班が霊の姿を捉えるべく撮影をはじめたが…。                                                                                            |
| 2巻      | 「作業服の男」                  | 見た者すべてに災いが降りかかる呪いのビデオ。旅行に行ったあるカップルが電車内で撮影したビデオに作業服の男の霊が映っていた…。その映像を撮影した投稿者の恋人は失踪、ビデオを見た者は次々と危険な目に…。 |
| 2巻      | 「窓の外を落下する光」          | 修学旅行で泊まった旅館で談笑している女子高生。その窓の外を光の輪のようなものが落下していく。その旅館ではかつて飛び降り自殺があったという…。                                                          |
| 2巻      | 「サイドミラーに映る女の顔」    | ビデオカメラを購入した投稿者が試し撮りがてら車の中でビデオをまわしていた。そのミラーに苦悩に歪む女の顔が…。                                                                                          |
| 2巻      | 「自主映画に映った男の影」      | 青春ものの自主映画を撮影していた投稿者。ライトの前には役者しかいないはずなのに何者かの影が映りこんでいる…。                                                                                          |
| 2巻      | 「神社の木に浮かぶ顔」          | 犬の散歩の途中で立ち寄った神社。その敷地に植えられている木をよく見ると…。 |
| 2巻      | 「壁からのぞく白い影」          | 何気なく友人達の姿を撮影していたビデオ。背後の建物の壁に白く浮かぶ霊が…。 |
| 2巻      | 「踏切りに現われた足」          | 7年間で6件もの飛び込み自殺があり、地元でも有名な踏切り。その踏切りに設置された監視カメラに足だけが歩いている奇妙な映像が…。                                                                          |
| 2巻      | 「事故を予知した警告の映像か…」 | 川原でバーベキューを楽しんでいた投稿者。参加者の1人の右足の膝から下が消えてしまっている。その後、その人物はバイク事故を起こし右足を骨折してしまった…。                                               |
| 2巻      | 「子供を呼ぶ声」                | 仲睦まじい幼い子供と妻をビデオで撮影していた投稿者。突然、背後で「あけみちゃん」という女性の声がする。そこには誰も居なかったのだが…。                                                                |
| 3巻      | 「野球場に現われる少年」        | 投稿者が知り合いの出場する野球の試合を応援しに行った際に撮られたビデオ。グラウンドに少年の霊が…。 |
| 3巻      | 「車の窓にはりついた手」        | 夜道を走る車中で助手席に座っていた投稿者の知り合いが何気なくまわしたビデオ。青白い手が後部座席から…。                                                                                                |
| 3巻      | 「運動会の8ミリフィルムに…」    | 投稿者が小学2年生の時の運動会の様子を父親が撮影した8ミリフィルム。哀しげな少年の顔がうつしだされている…。                                                                                            |
| 3巻      | 「闇に浮かぶ男の顔」            | サークルの合宿で行なわれた肝試しの様子をおさめたビデオ。暗闇のなかに、明らかに関係者ではない顔が…。                                                                                                  |
| 3巻      | 「心霊写真が撮られた現場にて」  | 東京郊外のある城跡で撮影された写真。投稿者とともに写真が撮影された場所を訪れたスタッフだったが…。 |
| 3巻      | 「屋根裏にうごめく人の顔」      | 害虫駆除を請け負う業者が下見のために撮影した屋根裏の様子。光源を避けるかのように白い霊が動く…。 |
| 3巻      | 「カップルを見つめる女の横顔」  | あるラブホテルで撮影されたビデオ。そのカップルの背後の壁に、彼らを恨めしそうに見つめる女の顔が…。 |
| 3巻      | 「いるはずのない男の声」        | ある録音スタジオで収録されたラジオドラマの中に不可解な声が。声優以外の何者かの声が誰かを呼んでいる…。                                                                                                |
| 3巻      | 「ビデオレターから見つめる目」  | 遠距離恋愛中の彼女に送るために撮影されたビデオレター。背後の本棚の隙間から、覗くような目が…。 |
| 3巻      | 「4人いる」                     | メンバー4人でキャンプに行った際のビデオ。第三者に頼んだ覚えはないのにメンバー全員が写った遠景のカットが…。                                                                                           |
| 3巻      | 「仏壇の遺影の顔が…」           | 幼い子供をつれて実家に遊びにきていた投稿者。背後にある仏壇に置かれた祖父の遺影が何故か大きくなっていた…。                                                                                            |
| 3巻      | 「襲いかかるラップ音」          | 何もない空間で突然ラップ音が鳴り響いた瞬間を偶然とらえたビデオ。そしてその場に居た女性が急に意識をなくした…。                                                                                        |

### 2000年
| シリーズ       | タイトル | パッケージコメント |
| -------------- | --- | --- |
| 4巻            | 《医師の声》 | 《医師の声》 |
| 4巻            | 「レントゲン写真」 | 病死した患者のレントゲン写真に写るはずのないものが… |
| 4巻            | 「診察室」 | 窓の外に男性の生首が… |
| 4巻            | 「手術室」 | 幽体離脱か?肝硬変の手術を記録したビデオに手術中の患者の影が… |
| 4巻            | 《看護婦の声》 | |
| 4巻            | 「ナースコール」 | 深夜、鳴るはずのない無人の病室から、ナースコールが… |
| 4巻            | 「待合室」 | 監視カメラに居るはずのない少年の姿が… |
| 4巻            | 「霊安室」 | 夜の見回りでエレベーターを利用すると、何故か霊安室の階で扉か開く… |
| 5巻            | 「卒園式」 | 卒園証書を受け取るあどけない子供たち。彼らを撮影するカメラマンのフラッシュの光の中に… |
| 5巻            | 「音楽室」 | 壁に貼られたモーツアルトの肖像画。その目が動くという噂を確かめるために隠しカメラを仕掛けると… |
| 5巻            | 「焼却炉」 | 幽霊がでたり、うめき声が聞こえると噂される校庭の隅にある焼却炉。生徒の有志が真実を確かめるため撮影を敢行! |
| 5巻            | 「入学式」 | 中学校の入学式を収めた8ミリフィルム。その式典が行われた体育館では女の霊がしばしば目撃されるのだが… |
| 5巻            | 「放送室」 | 放送室の窓から見える軍服姿の男の霊。そのグラウンドは、戦時中、演習場だったという… |
| 5巻            | 「校庭」 | 日曜日の校庭で幼い子供が遊んでいるところを両親が撮影そこに居るはずのない人物の「おとうさん…」という声が… |
| 5巻            | 「タイムカプセルビデオ」 | 1990年、タイムカプセルに入れるため、学校で撮影された記念ビデオ。10年を経て掘り起こされたそのビデオの中に、信じられない映像が!                                                                                              |
| Special 1巻    | 「作業服の男の霊」 | 『見ると災いが降りかかる』という映像…カップルが電車の中で撮った作業服の男らしき霊。その後、スタッフは追跡取材によりその電車沿線の鉄道員だった老人から貴重な証言を得る。トンネル開発工事中に忌まわしい事故があったという…。 |
| Special 1巻    | 「白い着物の女の霊」 | 消しているはずのテレビ画面に映った白い着物の女性の霊。だが、別の投稿映像にスタッフは戦慄する。それはあの女性の霊が写ったビデオだったのだ…。映像を通して霊は蔓延してゆくのだろうか?だとしたら…。                            |
| Special 1巻    | 「誰も居ないはずの家の窓に光る人影」 | 小学校の校庭で遊ぶ子供を撮影したビデオに、不可解な文字が写ったビデオ。そのビデオを更に検証すると、学校の隣の民家の窓に、白く光る数人の人影が!取材の中で、我々は驚くべき事実を知る…!                                        |
| Special 1巻    | 「歪む顔」 | タイムカプセル・ビデオに写った少女の顔が歪む映像。その後の追跡取材で、少女のクラスメイトから、彼女が小学校時代いじめられていた、という証言を得る。"いじめられた恨み"が、顔を歪ませてしまったのだろうか?                    |
| Special 1巻    | 「さらに…」 | 我々は霊媒師の女性に協力を依頼、一緒に撮影現場へ赴いた。すると、彼女は我々には見えない霊の存在を次々感じとっていった…! |
| 6巻            | 「心霊スポット」 | 霊をビデオに収めようと、有名心霊スポットを訪れた若者4人組。そこへ、彼らに話しかけてくる声が… |
| 6巻            | 「猫」 | 母親が子供の遊ぶ様子を撮影したビデオに写った猫の顔。可愛かっていた今は亡きペットが会いにきたのだろうか… |
| 6巻            | 「除霊の現場で」 | 霊媒師が記録のために仕事の様子を撮影したビデオ。霊に憑かれた人を成っている最中、そこに無数の霊体が… |
| 6巻            | 「花火大会」 | 都内某所の大花火大会を撮影したビデオ。そこに女の横顔が… |
| 6巻            | 「憑依する霊」 | バーベキューパーティーを撮影したビデオに子供の霊が。その後、別の場所に移動するとまた同じ霊が写っていた… |
| 6巻            | 緊急調査!衝撃の事実が発見!「ほんとにあった!呪いのビデオspecial」の中に、本編では語られなかった霊が存在した! | |
| 呪海スペシャル | 「ほんとにあった!呪いのビデオ」製作委員会に送られてきた一通の手紙。そこには、富士の青木ヶ原樹海で撮影されビデオテープの存在が記されていた。そのテープにはこの場所で発見された死体が写っているという。 元々ホラー好きであった相談者は、自宅にポスティングされた、死体関連の品々を扱う専門のショップのチラシを見て、この商品の存在を知る。彼女の友人もホラー好きであったため、興味を抱き購入して視聴してしまったのだ。 相談者本人は恐怖を感じ、この映像は見なかったそうだが、友人は映像を見てからというもの、死というものに囚われるような強迫観念を抱き、実際に自殺未遂を起こしてしまったそうである。この女性に取材したスタッフは、この死体関連のショップの情報を得て、店員に話を聞き、映像を持ち込んだ木下という男性を探し当てた。 木下が勤めていた以前の会社で青木ヶ原樹海で遺体を見つけてカメラに収めるという企画が立ち上がった。彼はその会社でADをしていたそうだが、もう1人の土屋という男性ADと、本番撮影の前のロケハンに向かうことになる。木下らはそこで2体の心中遺体を発見してしまう。だがこれを見た土屋は、それ以来震え上がってしまって戦線を離脱。やむなく木下と他3人で本番撮影に向かう。この木下を含めた4人の撮影クルーが実際に体験した恐怖が、以後再現ドラマとして展開される。 | |

| シリーズ  | タイトル                      | パッケージコメント |
| --------- | ----------------------------- | --- |
| 4巻       | 「待合室」                    | 待合室の監視カメラに写った幼い子供の白い足。交通事故により両足を切断された少年の浮遊霊であろうか…。 |
| 4巻       | 「診察室」                    | ある大学病院の回診の様子を研修医が収めたビデオ。診察室のカーテンに不可解な顔が写っている…。 |
| 4巻       | 「レントゲン写真」            | 病死した患者のレントゲン写真にうつりこんでいた謎の文字。漢字の「終」という字にも読めるのだが…。 |
| 4巻       | 「リハビリ室」                | ある病院のリハビリ室での記録ビデオ。歩行訓練を行なう患者を写した映像のなかに手すりを掴む手首が…。 |
| 4巻       | 「ナースコール」              | 誰もいないはずの病室から発信されるナースコール。その病室はその日の昼間、入院患者が死亡したばかりだった…。 |
| 4巻       | 「病室」                      | 入院中の同僚の見舞いに訪れた際に撮影されたビデオ。病室の壁に掛けられた鏡に女性の顔が…。 |
| 4巻       | 「病棟の窓に…」               | カラオケビデオを制作するため撮影されたビデオの建物の窓に霊の顔が…。後にそこは古い病院ということが判明する。 |
| 4巻       | 「手術室」                    | 生と死をわける分岐点でもある手術室。ある手術を記録したビデオの背後に手術されている本人らしき影が…。 |
| 4巻       | 「霊安室」                    | 不可解な現象が絶えないという某病院の霊安室。その部屋の前にスタッフが設置したカメラに記録されていたものは…? |
| 5巻       | 「卒園式」                    | 1985年に撮影された、投稿者自身の卒園式の模様。カメラマンが撮影するフラッシュの光の中に不可解な顔が…。 |
| 5巻       | 「音楽室」                    | 投稿者の学校では、音楽室に飾られた音楽家の肖像画が動くという噂がある。真相を確かめるべく投稿者はビデオを設置するが…。 |
| 5巻       | 「焼却炉」                    | 焼却炉にまつわる不気味な噂が絶えない某学校。過去、そこである男性が生きたまま焼かれたというのだが…。 |
| 5巻       | 「カルチャーセンター」        | あるカルチャーセンターで開講された講座を収めたビデオ。その教室の窓に不可解な白い手が写っている…。 |
| 5巻       | 「放送室」                    | ある中学校の校内放送に紛れ込んだ不可解な声。その放送室が面している校庭は戦時中、駐屯地だったというが…。 |
| 5巻       | 「入学式」                    | 入学式終了後、式が行なわれた体育館の裏で仲の良い友人が集まって撮影したビデオ。その中に不可解な顔が…。 |
| 5巻       | 「窓」                        | 深夜、誰もいないはずの窓に人影が見えるという学校。スタッフは教室の外と中に監視カメラを設置する…。 |
| 5巻       | 「校庭」                      | ある小学校の校庭で遊ぶわが子を収めたホームビデオ。そばには誰も居なかったはずなのに「おとうさん」という声が…。 |
| 5巻       | 「学芸会」                    | 小学校で行なわれた学芸会の様子を記録したビデオ。子供達の横に何かを覗き込んでいるような白い影が…。 |
| 5巻       | 「タイムカプセル」            | ある小学校で1990年にタイムカプセルの中に収められ、10年後掘り出されたビデオ。その中に驚くべき映像が…。 |
| Special巻 | 「続・作業服の男」            | パート2で紹介された“見た者すべてに災いがふりかかる”という正真正銘の呪いのビデオ。電車の窓にうつった坊主頭の男の霊にはどんな怨念があったのだろうか…。スタッフは問題のビデオを再追跡する。そして、ある元鉄道員から重要な証言を得るのだった…。                           |
| Special巻 | 「ストーカー」                | ストーカーに悩んでいたA子さんは、探偵を雇って被害の証拠集めをしていた。そんななか、A子さんの留守中、部屋に仕掛けたビデオにストーカーの影がうつった。だが、そのビデオが撮られた数日前、ストーカー本人が急死していたことが判明する…。ビデオにうつっていた影はいったい…? |
| Special巻 | 「続・父を呼ぶ声」            | パート5で紹介された映像に不審な点があると地元出身者から情報が入った。背後に建っている誰も居ないはずの廃屋に人物がうつっているという。現場に向かったスタッフは、その廃屋にまつわる戦慄の過去を知ることに…。“おとうさん”と呼ぶ声の謎はさらに深まる…。                   |
| Special巻 | 「続・白い着物の女」          | パート1で紹介された、消えているはずのテレビ画面に浮かび上がった白い着物の女の霊。パート1発売後、ビデオをレンタルして鑑賞した女性たちの部屋に全く同じ霊が…。映像を通して白い着物の女の霊が蔓延するとでもいうのだろうか…?                                               |
| Special巻 | 「続・タイムカプセル」        | 小学校の同級生が10年ぶりにタイムカプセルを掘り起こし、中に入っていたビデオを見たところ、不可解な映像が…。パート5では、その被写体のOさんが行方不明と紹介したが、実は彼女に失踪の事実はなかった。Oさんと会ったスタッフは思いがけない真実を知る…。                       |
| Special巻 | 「ニュース映像の怪～そして…」 | スタッフの知り合いから、少女の失踪を報じるニュース映像に不可解な顔がうつっているとの持込が。取材を進めるなか、スタッフルームでラップ音が鳴り響くようになった。霊視に訪れた霊媒師は、女性スタッフに驚愕の事実を告げる。一同は、またも曰くの廃屋へ…。                   |
| 6巻       | 「再生出来ないビデオテープ」  | 交通事故を起こした車の中で撮影され、事故の瞬間もおさめられたビデオ。撮影していた女性は死亡したというが…。 |
| 6巻       | 「廃病院」                    | 若者たち数名が肝試しに行った際に撮影されたビデオ。道に迷い、廃病院に迷い込んでしまったのだが…。 |
| 6巻       | 「花火」                      | ある花火大会の模様をビルの屋上から撮影したビデオ。その夜空の薄闇の中に不可解な人影が…。 |
| 6巻       | 「ビデオレター」              | 元気な孫の姿を見せようと、娘が両親に宛てて送ったビデオレター。その映像の中に今は亡き飼い猫の顔が…。 |
| 6巻       | 「除霊」                      | 霊媒師・中田氏が記録のために除霊の現場を撮影したビデオ。その除霊の最中に数々の霊現象が…。 |
| 6巻       | 「オーディションビデオ」      | 投稿者がオーディションに送るためカラオケBOXで撮影したビデオ。そこに居るはずのない髪の長い女性の姿が…。 |
| 6巻       | 「レインコート」              | 河原でバーベキューを楽しんでいた投稿者は黄色のレインコートを着た子供の霊を見かけた。その後、盆踊り会場でもその子供の霊が…。 |
| 6巻       | 「パート3より」               | パート3で紹介した、ラジオドラマに入ってしまった不可解な声の投稿。後日、同じスタジオで不可解な現象が…。 |

### 2001年
| シリーズ    | タイトル                    | パッケージコメント |
| ----------- | --------------------------- | --- |
| 7巻         | 「返却されたビデオ」        | 延滞されたレンタルビデオ。実は、借主が死亡、遺族がビデオを返してきたのだ。ビデオの映像の上に重ね撮りしたような形跡が… |
| 7巻         | 「留守番電話」              | 実家の母親が吹き込んだ伝言メッセージ。そのテープをよく聞くと、人の名前らしき声が聞こえた… |
| 7巻         | 「魚釣り」                  | 休日、楽しくフィッシングを楽しんでいる様子を収めたビデオ。投稿者の背後、白い手が水面に浮かんでいる… |
| 7巻         | 「父の8ミリフィルム」       | 投稿者の亡くなった父親は、旅行の記録を収めた8ミリフィルムを、とある神社にお祓いに出し、封印してしまった。一体そこには何が映っていたのだろうか? |
| 7巻         | 「憑依」                    | ミステリーサークルの部員による「降霊術」を収めたビデオ。その最中、メンバーの1人の顔が歪んでいった… |
| Ver. X: 1巻 | 「人身事故」                | 旅行中の投稿影像、乗換駅のホームで撮影していたところ、ホームを電車の間に恨めしそうな男の霊が写っている。スタッフが調査をすすめると、一年ほど前にその駅で人身事故があった事が判明するが…。 |
| Ver. X: 1巻 | 「8ミリフィルム」           | フリーマーケットで8ミリカメラを購入したという投稿者。買った時、カメラの中にはフィルムが残っていたが、投稿者は中身を確認しなかったという。最近になってそのフィルムを見た投稿者は、そこに不可解な映像が写っているのを発見する…。                                                                                                 |
| Ver. X: 1巻 | 「不可解な声」              | 不気味な声が入っているというビデオが投稿されてきた。投稿者が友人と温泉宿に行って、撮影したものである。しかし、スタッフが温泉宿で調査した結果、該当する出来事はなかったが…。 |
| Ver. X: 1巻 | 「砂嵐」                    | Aさんは、深夜番組をタイマー録画して、たまたま放送終了後の砂嵐を録画した。後日、そのビデオを見たAさんは友人のBさんに「砂嵐の中に霊がいる」と言い残して失踪…。問題のビデオとAさんは何処へ消えてしまったのだろうか?調査が進むにしたがい、思いも寄らなかった新事実が…。                                                            |
| Ver. X: 2巻 | パート1より～「砂嵐：前編」 | たまたま放送終了後の砂嵐を録画したAさんは、友人に「砂嵐の中に霊がいる」と言い残して失踪してしまった…。ビデオとAさんは何処へ消えてしまったのだろうか? かすかな手がかりをもとに、ビデオの謎にせまるスタッフたち…。 |
| Ver. X: 2巻 | 「砂嵐：後編」              | 急転直下、Aさん失踪の鍵を握ったまま行方不明になっていたBさんが発見された。長野県で事故に遭い、入院しているという。彼は何故長野にいたのか?スタッフは、現地に赴き、事故現場のそばに墓地があることを知る。そして、その墓地は近所の人々から「霊が出る」と噂されている場所だった。はたして、この墓地と砂嵐に関連性があるのだろうか? |
| Ver. X: 2巻 | 「喧嘩」                    | 結婚式の2次会から帰る招待客の様子を収めたビデオ。ささいなことで喧嘩がはじまり、カメラはもみくちゃに…。しかし、その場面に不可解な映像が…。 |
| Ver. X: 2巻 | 「双子」                    | 双子の兄弟から投稿された不可解なビデオ。花見の際に撮った映像で、彼らが写っている部分に猫の顔のような奇妙な歪みが…。 |
| Ver. X: 2巻 | 「エレベーター」            | ビルの管理者から投稿されたエレベーターに設置された監視カメラ映像。エレベーターが止まり、電源が切れた際、その暗闇に浮かぶ顔が…。 |
| Ver. X: 2巻 | 「東京湾」                  | 東京湾調査員をしているC氏から寄せられた東京湾での不可解な情報。周辺の聞き込み調査により、そこは入水自殺した者の遺体が上がる海域ということがわかる…。 |
| 8巻         | 「幽体」                    | ある女性2人が友人宅に泊まりに行った際に撮影されたビデオ。洗面台で歯を磨いている女性が鏡に映っている。その背後に不可解な影が映っているのだが…。 |
| 8巻         | 「ラブホテル」              | ある男女が入ったホテルの一室。天井に女の顔が…。また、その部屋に置かれていた利用者ノートには気味の悪いページが…。スタッフは客を装い、そのホテルの一室に潜入する…。 |
| 8巻         | 「運動会」                  | 小学生の運動会を収めたホームビデオ。 組み体操をしている子供たちの背後の木に子供の姿が…。過去、その小学校では子供が木から転落して死亡するという事故があったという…。 |
| 8巻         | 「河原」                    | 会社の同僚たちが休日に集まった際に録られたビデオ。男性の足元の石に男性の顔らしきものが確認できる。一体この顔の人物はなぜこの場所にとどまっているのだろうか? |
| 8巻         | 「光るテレビ」              | 自宅で子供を撮影していた父親。そこに突然、テレビが激しい点滅を始め、それを見てしまった子供が倒れてしまった。テレビの故障や放送局の事故ではないことが判明する。霊視にあたった霊媒師は、異様な事態を感じとった…! |
| Special 2巻 | 「白い着物の女」            | 白い着物の女の霊はまだ現れる?おさまったはずの浮遊霊騒動が再び…。それは一体、ビデオの霊と同じ霊なのだろうか? |
| Special 2巻 | 「ゲーム」                  | テレビゲームに興じる若者たちを収めたビデオ…。ゲームの演出とは明らかに浮う、顔らしきものが画面に浮かぶ。 |
| Special 2巻 | 「廃城」                    | 廃城を探険してビデオ撮影をする男性2人組から投稿されたビデオ。彼らがとらえてしまったものとは? |
| Special 2巻 | 「祭己(チェサ)」            | チェサという韓国の儀式を収めたビデオ。そこに開こえる男性の低い声…。「スファ」とはいったい何を意味するのだろうか? |
| Special 2巻 | 「万博」                    | 投稿者の父親が8ミリフィルムで撮影した万博の映像。ロープウェーから地面を見下ろし揚撮影された部分に不可解なカゲが…。 |
| Special 2巻 | 「合宿」                    | 8年前に撮影された、ある運動部の合宿で。宿泊部屋に写ってしまった苦悩に歪む少女の顔…。かつて首吊り自殺があった場所だというが…。 |
| Special 2巻 | 「白い足」                  | 投稿者が里帰りした際に撮影した、日本人形と戯れる子供の映像。そこに白く小さな足が…?さらに現場を訪れたスタッフを襲った恐怖とは…! |

| シリーズ       | タイトル                     | パッケージコメント | |
| -------------- | ---------------------------- | --- | --- |
| 7巻            | 「死者から返却されたビデオ」 | 延滞されたレンタルビデオが家族から返却された。借主が急死したという。そのビデオに重ね録りしたような不可解な映像が…。 | |
| 7巻            | 「火事」                     | 家の近所で起こり4人もの死者を出したという火事を撮影したビデオ。その炎に被り、苦悩に顔を歪める男性の顔が浮かぶ…。 | |
| 7巻            | 「浴室に浮かぶ髪」           | 親子仲良く風呂に入る様子を撮影したホームビデオ。その湯船の中に長い髪の毛が。その部屋は他にも不可解な現象が起こっていたというが…。 | |
| 7巻            | 「留守電に残された声」       | 実家の母親からの留守番電話に不可解な声が。背後から老人の声が聞こえてくるが傍には誰も居なかったという。一体この声の主は…? | |
| 7巻            | 「初日の出」                 | 投稿者が友人、恋人とともに元旦の初日の出を見に行った際に撮影されたビデオ。美しい風景の中に人の顔が横切る…。 | |
| 7巻            | 「魚釣り」                   | 投稿者が川へ釣りに行った際に撮影したビデオ。釣れた魚をカメラに向ける人物の背後の水面に白い手が浮かんでいる…。 | |
| 7巻            | 「現像された8ミリフィルム」  | 投稿者の父親が旅行へ行った際に撮影した8ミリフィルム。父親はそのフィルムを現像せず、神社へお祓いに出したという。そこには何が写っているのだろうか? | |
| 7巻            | 「浴室から覗く顔」           | ビデオを購入した投稿者が友人らとふざけて撮影したビデオ。浴室のドアの隙間から苦しんでいるような男性の顔が覗く…。 | |
| 7巻            | 「誕生日」                   | 娘の誕生日の模様を収めたホームビデオ。バースデイケーキの蝋燭を吹き消した後の暗闇の中に不可解な人影が写っている…。 | |
| 7巻            | 「動物霊」                   | 大学のオカルト研究会に封印されていた「こっくりさん」を行なう様子を撮影したビデオ。撮影者が死亡してしまったというこのビデオを見ていると動物臭のような匂いがするというが…。 | |
| Ver. X: 1巻    | 「見えない霊」               | 『ほんとにあった！呪いのビデオ２』に収録されている「落下する霊」を見た男性からの投稿。本編で取り上げられている霊とは別の軍服を着た男性の霊が写っているという。霊媒師・中田は何も写っていないと主張するが…。 | |
| Ver. X: 1巻    | 「人身事故」                 | 投稿者が旅行中に撮影したビデオ。乗換駅のホームで友人たちの様子を撮影していたところ、ホームと電車のすき間に恨めしそうな男の顔が写っているという。スタッフが調査をすすめると、以前そこで人身事故があったことが判明する…。 | |
| Ver. X: 1巻    | 「消えた腕」                 | 公園で遊ぶ我が子を撮影したホームビデオ。その中に子供の友人の１人の腕が消えた映像が…。その後、問題の子供は交通事故で腕を怪我。なんと事故の前日、投稿者の息子は腕がない友人の夢を見たという。そしてさらに悲劇が…。 | |
| Ver. X: 1巻    | 「偽ビデオ」                 | 不気味な声が入っているというビデオ。投稿者がある温泉地に行った際、撮影したものだという。しかしスタッフが現地で聞き込み調査をした結果、有益な証言が得られなかった。そんななか新たな真実が…。 | |
| Ver. X: 1巻    | 「車」                       | 投稿者が実家に帰る際、車の中で撮影された映像に無数の霊の姿が…。その後、投稿者はその車で事故を起こしてしまう。事故後、その車を手放した投稿者は新しい車を購入したが、またも不可解な事象に遭ったという…。 | |
| Ver. X: 1巻    | 「８ミリフィルム」           | 骨董屋で８ミリカメラを購入した投稿者。その際、カメラの中に使用済のフィルムが残っていたが投稿者は中身を確認しなかったという。その後、そのフィルムを現像した投稿者はそこに不可解な映像が写っているのを発見する…。 | |
| Ver. X: 1巻    | 「うめき声」                 | 眠っているはずの娘が、深夜不気味なうめき声をあげるという投稿が。その声は娘のものとは別人のように聞こえるという。スタッフは、問題の子供が眠っている様子をビデオで撮影するが…。 | |
| Ver. X: 1巻    | 「砂嵐」                     | たまたま放送終了後の砂嵐映像を録画したＡさんは、友人たちに「砂嵐の中に霊の姿が見える」と言い残して失踪してしまった。問題のビデオとＡさんはどこに消えてしまったのだろうか…？我々スタッフは友人たちの証言をもとに彼の足取りを追う…！ | |
| Ver. X: 2巻    | 「続・砂嵐」                 | たまたま放送終了後の砂嵐映像を録画したＡさんは、友人に「砂嵐の中に霊の姿が見える」と言い残して失踪してしまった。問題のビデオとＡさんはどこに消えてしまったのだろうか…？そんななか、Ａさんの古い友人で彼が失踪する直前に会ったと思われるＢさんが交通事故に遭って入院しているとの一報が…。かすかな手がかりをもとに、我々スタッフは、砂嵐映像の謎にせまる…！ | |
| Ver. X: 2巻    | 「喧嘩」                     | 結婚式の２次会から帰る招待客の様子を収めたビデオ。ささいな事で喧嘩がはじまり、カメラはもみくちゃに…。しかしその場面に不可解な映像が…。 | |
| Ver. X: 2巻    | 「双子」                     | 双子のミュージシャンから投稿された映像。ある花見の宴で彼らが陽気に歌っている様子を収めたビデオに猫の顔のような不可解な歪みが…。双子の兄弟は、その猫に心あたりがあると語るのだが…。 | |
| Ver. X: 2巻    | 「エレベーター」             | ビルの管理者から投稿されたエレベーター内の監視カメラ映像。ある女性がエレベーターに乗ったところ、エレベーターが止まり停電。その暗闇の中に不可解な顔が…。その後の追跡調査で我々は驚愕の事実を知ることに…。 | |
| Ver. X: 2巻    | 「東京湾」                   | 東京湾調査員をしているＣ氏から寄せられた湾内での不可解な情報。周辺の聞き込み調査により、そこは入水自殺した者の遺体が上がる海域ということがわかる。我々スタッフは、問題の東京湾に潜水調査を試みるが…。 | |
| Ver. X: 2巻    | 8巻                          | 「ダビングテープ」 | 投稿者がビデオをダビングしたところ、新しいテープにダビングしたにもかかわらず映像が荒くなってしまった。ノイズの中に顔のようなものが映った…。 |
| 「地下鉄」     | 8巻                          | 遠距離恋愛中のカップルが撮影したデートの様子を収めたビデオ。ある地下鉄のホームで不可解な人影がカメラを睨みつけている…。 | |
| 「テレビ」     | 8巻                          | 部屋の中で我が子と遊ぶ様子を収録したビデオ。背後にあるテレビが突然点滅を始め、子供が倒れてしまった。一体何が起こったのだろうか…。 | |
| 「遊園地」     | 8巻                          | 廃墟となった遊園地跡でビデオをまわしていた投稿者。メリーゴーラウンドで遊ぶ投稿者の友人の顔面に黒いもやのようなものが…。 | |
| 「運動会」     | 8巻                          | 投稿者が今は亡き娘の運動会の様子を撮影した映像。グランドの奥に茂っている木に無数の顔が浮かび上がっている…。 | |
| 「ラブホテル」 | 8巻                          | あるラブホテルで撮影したカップルの映像に不可解なものが…。その部屋は何か不気味な雰囲気が漂っていたと２人は語る…。 | |
| 「動物園」     | 8巻                          | 昭和63年に投稿者がある動物園を訪れた際に撮られたビデオ。そこの駐車場に不可解な人影が…。そこは昔、交通事故が起こったというが…。 | |
| 「団地」       | 8巻                          | 長年暮らした古い団地から引っ越す際、記念に撮影したビデオ。ある場所に叫び声をあげているような顔が浮かびあがっている…。 | |
| 「鏡」         | 8巻                          | ビデオカメラを購入した投稿者が仲の良い友人の家で撮影したビデオ。鏡に映る友人の姿に不思議な残像のようなものが…。 | |
| 「河原」       | 8巻                          | ある家族が河原でキャンプしている様子を収めたホームビデオ。川を渡って向こう岸へ着いた男性の背後に不可解な人影が…。 | |
| 「映画館」     | 8巻                          | ある映画館に置かれた監視カメラの映像。誰も居なかったはずのロビーに不気味な人影が…。関係者は幾度となく人の気配を感じたというが…。 | |
| 「続・テレビ」 | 8巻                          | 息子が倒れた原因に心当たりがあると言って再度連絡をしてきた「テレビ」の投稿者。里帰りの際に見た古いフィルムに何かが…。 | |
| Special 2巻    | 「祭り」                     | 投稿者がかつて住んでいた町内会で行なわれた祭りの阿波踊りの様子を収めたビデオ。その中の街灯の光の中に老人の顔らしき影が…。 | |
| Special 2巻    | 「雨道」                     | 投稿者が旅行に行った際、偶然現われた虹をビデオに収めようと車の中からカメラを回した映像。サイドミラーの中に不可解な手首が…。 | |
| Special 2巻    | 「ゲーム」                   | 投稿者が中学生の時、TVゲームで遊ぶ様子を何気なく撮影したビデオ。画面の中に明らかにゲームの演出とは関係のない女性の顔が…。 | |
| Special 2巻    | 「廃墟」                     | 廃墟を探検してビデオ撮影をする男性２人組みから投稿されたビデオ。かつて少年が投身自殺したという噂がある廃れた病院に…。 | |
| Special 2巻    | 「祭己(チェサ)」             | チェサという韓国の儀式を収めたビデオ。そこに「スファ」と聞こえる男性の低い声が…。スファとは一体何を意味するのだろうか？ | |
| Special 2巻    | 「万博」                     | 投稿者の父親が８ミリフィルムで撮影した万博の映像。ロープウェーから地面を見下ろしながら撮影した部分で不可解な影が…。 | |
| Special 2巻    | 「合宿」                     | 1993年に撮影された、ある運動部の合宿で。宿泊部屋に写ってしまった苦悩に歪む少女の顔が…自殺した少女の地縛霊なのだろうか…。 | |
| Special 2巻    | 「道路」                     | 交通違反取締用の監視カメラ。夜間になると交通量が激しく、未解決のひき逃げ事故もあったという場所で、道路の真中にうっすらと人影が…。 | |
| Special 2巻    | 「白い足」                   | 投稿者が里帰りした際に撮影した、日本人形と戯れる我が子の映像。その背後に白く小さな足が…。さらに現場を訪れたスタッフを襲った恐怖とは？ | |
| Special 2巻    | 「結婚式」                   | あるカップルの結婚式を収録した本来ならば幸せに満ち溢れた映像。祝辞を述べる出席者の声に混じって「かえして」という女性の声が…。 | |
| Special 2巻    | 「オルガン」                 | 投稿者が校内のコンクールに向けてオルガンを練習する様子を収めた記録ビデオ。投稿者の他には誰も居ないはずだが鍵盤の向こうに不可解な顔が…。 | |
| Special 2巻    | 「滝～白い影」               | 女性２人が滝へ遊びに行った際に撮影した映像。流れ落ちる滝の水流の向こうから、白い着物の女の霊がこちらを睨んでいる。これは偶然か？それとも…？ | |

### 2002年
| シリーズ    | タイトル                  | パッケージコメント |
| ----------- | ------------------------- | --- |
| 9巻         | 「廃村」                  | 廃村となったある場所を訪れた際に撮影されたビデオ。崩れかけた建物に奇妙なものが映っているという…。雪道のなか、投稿者と共に訪れたスタッフはこの村を体験するが、過去に起こったある悲劇を知ることとなる…。 |
| 9巻         | 「校舎」                  | 骨董市で手に入れた8ミリフィルム。そこには60年代後半の学生運動全盛期の様子が撮影されていた。 |
| 9巻         | 「廃墟」                  | 深夜の廃墟を訪れた男性3人組からの投稿。そこで、ある戸棚をみつけ、中の物を探るが何も見つからない。しかし、戸棚の奥に人影らしき何かが映っていた…。 |
| 9巻         | 「自動販売機」            | 深夜、友人と共に自動販売機に向かう投稿者。自販機の隙間に不気味な人影が…。 |
| 9巻         | 「アパート」              | 料理をしている様子を撮影しているビデオ。グラス戸の向かうで赤っぽい服装の人物が立っているのが見える。すでに問題のアパートから引越ししていた投稿者はそこで起った奇妙な出来事を話す…。 |
| 10巻        | 「声に憑りつかれた男」    | キャンプ楽しんでいるあるグループを撮影したビデオ。そこに、「許さん…」という声が。さらに投稿者は同じ場所で不可解な体験をしたというのだが…。 |
| 10巻        | 「落下する霊」            | 校庭で消防団による訓練の様子を撮影したビデオ。よく見ると、奥のビルから人が飛び降りるような影が映ってしまっている。同時刻、そのような事故の記録は残っていなかったが…。 |
| 10巻        | 「続・白い足」            | 「スペシャル2」で検証した投稿「白い足」の続き。スタッフは前回、検証しきれなかった取材をさらに進める。撮影者の父親によると、最近、ビデオの被写体だった少年の様子がおかしいという…。 |
| 10巻        | 「父の記憶」              | ある青年から送られてきた1本のビデオ。そこには、自宅で友人たちとミーティングしている様子が映し出されている。しかし、部屋の奥に中年の男性の姿がほんやりと見える。投稿者によると、この男性は亡くなった観戚に間違いないという。原因を探るべく、数年ぶりに父親との連絡を試みる投稿者たち。しかし、父は会社を辞め、今どこにいるのか判らないという…。そのことに改めてショックを隠せない投稿者。我々スタッフは父の行方を追う…。 |
| Ver. X: 3巻 | 「登山」                  | 友人たちとともに山に登った投稿者Aさんは、下山中に偶然廃屋を見つけ、興味本位で潜入しカメラをまわしら。そこに白い影のようなものが…。現場に一緒に居たAさんの友人の1人が高熱で亡くなってしまった。Aさんは投稿してきたビデオをある理由から編集してしまったことを明らかにする。 |
| Ver. X: 3巻 | 「合格パーティー」        | 進学塾の一室にて行われた受験合格パーティを撮影したビデオ。授業に用いるホワイトボードに学生服を来た少年の姿らしきものが…。パーティに参加した投稿者Bさんの友人は、その後、登校拒否になってしまい部屋で寝てばかりいるというが、ビデオと関連はあるのだろうか?塾講師が真実を…。 |
| Ver. X: 3巻 | 「観覧車」                | 若いカップルが遊園地でデートしている様子を収録したビデオ。観覧車に乗った2人。前後の観覧車に誰も乗ってなかったはずが、後ろの観覧車の不可解な場所に小さな女の子の姿が見える…。関係者の話によると、ビデオが撮影された2年前、遊園地のすぐ前の駐車場にて幼い女の子が交通事故に遭ったという…。 |
| Ver. X: 3巻 | 「電車」                  | 早朝の電車内。飲み会の帰りに乗った電車の中でふざけながら撮影していた投稿者Cさん。そのCさんの後ろの窓に不可解なものが確認できる…。一緒にいた友人は、近頃気味の悪い夢ばかりみて悪い夢ばかりみて眠れない状態だという。その路線は東京でも有名な、飛び込み自殺者が多いと言われる路線だが何か関連があるのであろうか…。 |
| Ver. X: 3巻 | 「奇妙なメール」          | 投稿者Dさんの家に2、3日に1度の割合で届く電子メール。そのメールには画像が添付されており、暗がりの中にある扉の写真が写っていた。その扉は最初は閉じていたのだが、日を追うことにだんだんと開いていくのが確認できる…。一体メールの送り主の真意は?スタッフは、その写真をアニメーションのように連続で見ることによって、とんでもないものを発見する…。                                                                           |
| Ver. X: 4巻 | 「差出人の不明ビデオ」    | 呪いのビデオ製作委員会に差出人不明のビデオが届いた。中にはビデオと意味が理解できない言葉がギッシリと書き込まれた手紙が添えられていた。よく見ると断片的に「呪いのビデオは霊を冒涜している」「報復」「このビデオを九回見たら…」など我々に対する挑戦のような文字が書き込まれていた。スタッフはビデオの撮影場所を捜す…。そんな折、スタッフルームに衝撃のニュースが飛び込んできた!                                           |
| Ver. X: 4巻 | 「廃坑をさまよう霊」      | 文学部に通う女子大生3人組は、グループ発表の一環としてある鉱山の資料集めから廃坑を訪れる。その小旅行で撮影されたビデオの中に不可解なものが…。その廃坑は、かつては栄えていたが、汚染問題なども起こしていた。人々の邪気はまだそこに単食っていたのだろうか?その取材後、投稿者の身に不可解なことが起きる…。 |
| Ver. X: 4巻 | 「砂嵐のテレビ画面から…」 | ダビングが繰り返され、劣悪な画質となった砂嵐映像…。そのビデオは、人から人の手を渡り、見える映像の内容も「TVから人の手が出てくる」「首のない女の人が映っている」など、様々な証言が得られた。一体マスターテープにはどんなものが映っているのか?スタッフはビデオの流出経路を克明に追う…! |
| Ver. X: 4巻 | 「呪われた椅子」          | ある若夫婦が幼い我が子を映したビデオ。古道具屋から購入した、ひと昔前の椅子のところに写るはずの無い、人のような姿が映っている。スタッフは、夫婦が椅子を購入したという古道具屋から、椅子の入手経路を探るが、ある解体業者が廃墟と化したホテルに置かれていたものだと証言。一体そのホテルにはどんな秘密が…? |
| Special 3巻 | 「首都高の霊」            | あきらかに人が居るはずのない高速道路上に佇む人影…そしてそこに「殺す」という声が… |
| Special 3巻 | 「巨大団地」              | 自殺者が多発したということで知られていたマンモス団地を興味不意で撮影していた女子学生だったが… |
| Special 3巻 | 「最後の一人」            | 大学の演劇部を襲った不可解な災い…記録用のビデオに写っていた部員が次々と不幸に見舞われる… |
| Special 3巻 | 「侵入者」                | 新居で起こる不可解な出来事の数々…不審に思った投稿者が仕掛けた監視カメラに録画された真実とは? |
| Special 3巻 | 「漂流する霊」            | 河川の防災用に設置された監視カメラに移った自く浮遊する物体、その正体… |
| Special 3巻 | 「霊公園」                | 我が子を撮影したビデオに不可解な映像が…さらに怨念は母親へ向かうこととなり… |
| Special 3巻 | 「区画整理」              | 廃家が並ぶ街並を街並を読し撮りしていた投稿者。そこに写ったものとは… |
| Special 3巻 | 「コンビニの噂」          | ある地域のコンビニに深夜行くと、店員ではない女性霊がさまよっているというが… |
| Special 3巻 | 「子供の声」              | カップルがお互いを撮りあっている一見楽しげなビデオに子供の声が… |
| Special 3巻 | 「中古ビデオ」            | 映画だと思って買った古いビデオに重ね撮りされていた戦慄の映像とは…!? |

| シリーズ    | タイトル                         | パッケージコメント |
| ----------- | -------------------------------- | --- |
| 9巻         | 「屋敷」                         | 地元で「博士の家」と呼ばれる不気味な廃屋でカメラを回した投稿者たち。その映像の中にこちらを睨むような顔が…。我々スタッフは、撮影された屋敷に赴くが…。 |
| 9巻         | 「足」                           | 久しぶりに会った高校時代の同級生らを撮影した映像。自動販売機の下部から白い足が…。そして、その撮影者は後日足を骨折したという。何か暗示だろうか…？ |
| 9巻         | 「瞳」                           | 友人たちが集まり、部屋で飲んで盛り上がっている様子を何気なく撮影したビデオ。部屋のガラス棚に不可解なものが浮かび上がっている…。 |
| 9巻         | 「白煙」                         | ある花火大会を撮影したビデオ。夜空に広がる花火の白煙をスローモーションで再生すると恨めしげにこちらを見つめる顔が確認できる…。 |
| 9巻         | 「大学校舎」                     | 投稿者が骨董市で８ミリ映写機を購入した際、おまけで付いてきたフィルム。学生運動当時の大学校舎を撮影したものだが、その中に不気味な人影が…。 |
| 9巻         | 「廃村」                         | あるカップルが訪れた廃村。２人しか居ないはずのその映像の中に、幼い少年の「おかあやん」と母を呼びかける声が…。 |
| 9巻         | 「影」                           | ある公園で、投稿者がトランプを飛ばして的にあてる練習をしている様子を収めたビデオ。地面に映る影をよく見ると、細い柱から不気味な手が伸びているのがわかる…。 |
| 9巻         | 「学芸会」                       | 昭和61年にある小学校で行なわれた学芸会の模様を撮影したテープ。１人の少女の背後に老人らしき人影が浮かび上がっている…。 |
| 9巻         | 「女の声」                       | 1996年の夏に撮影されたビデオ。カメラの周囲の人物ではない第３者の女性の「寒い…」という声が聞こえる…。 |
| 9巻         | 「アパート」                     | 投稿者が以前住んでいたアパートで撮影されたビデオ。部屋の風呂場のドアに不可解なものが写っている…。そして、そのビデオを見た投稿者たちは全員同じ「赤い服を着た男の夢」にうなされたというが…。                                                                        |
| 10巻        | 「祖父」                         | 家庭用ビデオカメラが発売されて間もない頃の古い映像。子供の成長記録用に撮影された映像のなかに、亡き祖父の姿が…。そして、被写体である子供はその後亡くなってしまったという。祖父が黄泉の国へ孫を誘ったのだろうか…。                                                  |
| 10巻        | 「煙に浮かぶ顔」                 | ある湖のほとりで花火に興じる楽しそうな光景を収めたビデオ。しかし、よく見ると花火の煙が重なりあった部分に不可解なものが…。そしてその後、花火が暴発。それは何かの予兆だったのだろうか…？                                                                            |
| 10巻        | 「続 白い足」                    | 「ほんとにあった！呪いのビデオspecial 2」で紹介された、日本人形と戯れる子供の背後に現れた白い足。その後、子供の父親であり、撮影者でもある投稿者から再び映像が届いた。最近、子供の様子がおかしいと言うのだが…。                                                    |
| 10巻        | 「下水道」                       | かつて下水道付近に指輪を落としてしまい、便利屋に依頼して下水管をくまなく調べたという親子からの投稿。ある細い下水管の映像に、人間の歯のような不可解なものが…。そして、その歯は一瞬で消えてしまった…。                                                              |
| 10巻        | 「叔父の呪い」                   | 投稿者が部屋でミーティングをしている様子を収めたビデオに、自殺で他界した叔父の顔が…。その後、一緒にビデオに写っていた友人が亡くなり、恐怖を感じた投稿者は、父親に叔父のことを訊ねようと考えるが…。                                                                |
| 10巻        | 「落下する霊」                   | 消防団員の訓練の様子を収めたビデオ。キビキビと動く消防士たちの背後のビルの屋上から、飛び降りる人影が…。しかし、その日、その地域では自殺や事故など無かったという。10年前、そのビルから飛び降り自殺があったのは確かだが…。                                          |
| 10巻        | 「海水浴」                       | ある家族が海水浴に行った際に撮影されたホームビデオ。波打ち際で遊ぶ子供の傍らに、身体のない足だけの影がくっきりと写っている。その後、投稿者はそこで溺れたという。何者かが海の中へ引きずりこもうとしていたのだろうか…？                                             |
| 10巻        | 「声に取り憑かれた男」           | キャンプに出かけたグループを撮影したビデオ。そこにメンバー以外の「許さん…」という男性の声が…。しかし謎の声はそれだけでは終わらなかった。さらに別の場所で「オマエに…」という女性の声が…。                                                                          |
| Ver. X: 3巻 | 「登山」                         | 友人達とともに山に登ったAさんは、下山途中に廃墟を見つけ、興味本位で潜入し、カメラを回した。しかしそれが悲劇の原因に…。 |
| Ver. X: 3巻 | 「進学塾にて」                   | 進学塾の一室で行なわれた受験合格パーティの映像の中に、学生服を着た少年の霊が…。塾講師が思いがけない真相を語った…。 |
| Ver. X: 3巻 | 「雪の夜に」                     | 東京で大雪が降った時の映像。珍しさのあまり、カメラを持って撮影に出かけた投稿者はとんでもないものを撮影してしまう…! |
| Ver. X: 3巻 | 「観覧車」                       | 若いカップルがある遊園地でデートをしている様子を収めたビデオ。後ろの観覧車の窓から少女の顔が覗きこんでいる…。 |
| Ver. X: 3巻 | 「電車の窓に」                   | 早朝の電車内。飲み会の帰りに乗った電車の中でふざけながら撮影していた投稿者Bさんの背後の窓に薄気味の悪い影が…。 |
| Ver. X: 3巻 | 「線路上の影」                   | 偶然にもBさんが不可解な映像を撮影したすぐ近くの場所で撮影された映像が投稿された。白いもやのようなものが線路を横切っている…。 |
| Ver. X: 3巻 | 「添付メール」                   | 投稿者Cさん宛てに何度となく届く差出人不明のメール。その添付写真は閉まっているドアが段々と開いていくものだった…。 |
| Ver. X: 3巻 | 「彼女の秘密」                   | ある傷害事件を起こした少女の映像に不可解な赤い光が…。当時付き合っていた彼氏は、この光が何かの原因ではないかと言うのだが…。 |
| Ver. X: 3巻 | 「バレーボール」                 | ある会社のバレーボール大会の試合の様子をおさめたビデオ。メンバーの1人の右足が一瞬消えてしまう。何かの暗示なのだろうか? |
| Ver. X: 3巻 | 「砂嵐・その後」                 | Ver. X、Ver. X: 2をリリース後、スタッフルームには「砂嵐」について数多くの反響が寄せられた。その中の1つに信じられない投稿が…! |
| Ver. X: 4巻 | 「差出人不明の投稿ビデオ」       | スタッフルームに届いた差出人不明のビデオ。そのビデオには意味が理解できない言葉がギッシリと書き込まれた手紙が添えられていた。そこには「報復」「このビデオを九回見たら…」など、我々に対する挑発のような文字が…。スタッフはこのビデオを手がかりに調査をはじめるが…！ |
| Ver. X: 4巻 | 「ライブハウスに異形の物体が…」  | あるライブの様子を撮影したビデオの中に顔から手が生えたような奇妙な物体が… |
| Ver. X: 4巻 | 「社内の宴会に謎の光球が…」      | 会社の会議室で行なわれた宴会。余興を行なう社員を収めた映像に不可解な光が… |
| Ver. X: 4巻 | 「野良猫の体に何ものかの顔が…」  | ある公演で撮影された可愛らしい猫の姿。だがその縞模様にまじって人の顔が浮かぶ… |
| Ver. X: 4巻 | 「廃坑をさまよう霊」             | 女子大生がグループ発表のために訪れたある廃坑。そのビデオの中に不可解な顔が… |
| Ver. X: 4巻 | 「火事の煙の中に死神の顔が」     | 偶然撮影された火事の映像。立ち上る煙の中に骸骨にも似た顔が浮かび上がる… |
| Ver. X: 4巻 | 「芝居の稽古の最中に…」          | ある芝居のリハーサル風景を撮影したビデオ。ロッカーと壁の隙間から黒い手が… |
| Ver. X: 4巻 | 「お化け屋敷に本物の霊が…」      | お化け屋敷で撮影されたビデオ。画面に走るノイズの中に薄気味悪い顔が… |
| Ver. X: 4巻 | 「砂嵐のTV画面から」             | ダビングが繰り返され、劣悪な画質になったいわくつきの砂嵐映像。隠された真実とは…？ |
| Ver. X: 4巻 | 「８ミリフィルムに奇怪な目が！」 | 70年代の沖縄の街の様子を収めた白黒フィルム。画面に大きな目が浮かび上がる… |
| Ver. X: 4巻 | 「波間に現われた霊」             | サーフィンを楽しむ友人の姿を撮影したビデオ。波の中に青白い不可解な顔が… |
| Ver. X: 4巻 | 「結婚式に現われた怨霊」         | 投稿者の結婚披露宴の様子。幸せそうな映像の中におぞましい形相の顔が… |
| Ver. X: 4巻 | 「呪われた椅子」                 | ある若夫婦が我が子を撮影したホームビデオ。スタッフは古道具屋から購入したという椅子を追う！ |
| Special 3巻 | 「首都高の霊」                   | 九州から東京に遊びに来たカップルが首都高から美しい夜景を撮影したビデオ。人など居るはずのない高速道路上に子供らしき人影が…。 |
| Special 3巻 | 「巨大団地」                     | 自殺者が多発したということで知られているマンモス団地。その団地に興味を持った2人組の女学生がカメラを持って潜入したが…。 |
| Special 3巻 | 「最後の一人」                   | ある演劇部を襲った不可解な災い。ある公演の記録ビデオにうつっていた人間が相次いで事故や怪我で不幸な目に遭った。残るは投稿者だけなのだが…。 |
| Special 3巻 | 「人影」                         | 何者かによって台所の包丁の刃を潰されたり、ヤカンを空焚きされるなど悪戯が相次ぎ、家に監視カメラを仕掛けた投稿者。そこにうつったものは…。 |
| Special 3巻 | 「漂流する霊」                   | 河川に設置された防災用の監視カメラにうつった不可解な浮遊物。その上流の方では中学生が行方不明になるという事件があったというが…。 |
| Special 3巻 | 「霊公園」                       | 住宅地の中にある小さな公園で我が子が遊んでいる様子を収めたビデオ。滑り台の下に手首のようなものが…。そしてその怨念は子供に異変を…。 |
| Special 3巻 | 「区画整理」                     | ビデオを購入した投稿者は、試し撮りのために、バブルの崩壊とともに未計画のまま放置された廃屋が建ち並ぶ地区に出向いた。そこで映ったものとは…。 |
| Special 3巻 | 「コンビニの噂」                 | ある地域では、深夜コンビニに行くと、店員ではない女性の霊がさまよっているという噂がたえない。その霊を見た者は高熱に倒れるという…。 |
| Special 3巻 | 「子供の声」                     | 久々のデートを楽しんでいたカップルがビデオでお互いを撮りあっていた際、偶然捉えてしまった子供の声。あたりには子供はあろか誰も居なかったのだが…。 |
| Special 3巻 | 「中古ビデオ」                   | 出所のわからない物も数多く出回るフリーマーケット。ある古いビデオを購入した投稿者。そこに収録されていた不気味な顔とは…。 |
| Special 3巻 | 「続・巨大団地」                 | なかなか撮影現場が見付からず、団地内を探し回っていた投稿者とスタッフ。次第に投稿者の1人の具合が悪くなっていく…。そこに隠された秘密とは? |

### 2003年
| シリーズ | タイトル             | パッケージコメント |
| -------- | -------------------- | --- |
| 11巻     | 「エレベーター」     | 何の変哲もないマンションのエレベーター。正面の窓ガラスに居るはずのない老人が立っていた。しかし、咄嗟に振り向いた時、その姿はなく…。                                                                          |
| 11巻     | 「線路に佇む人影」   | 夜間、なにげなく電車の最前部から景色を撮ったビデオ。線路上に佇んでいる微かな人影を轢いたような映像が…。 |
| 11巻     | 「不動産めぐり」     | 新しい部屋を探して不動産屋を巡っていた投稿者は、参考のためにビデオを撮ったという。その物件の一つに謎の人影が…。                                                                                              |
| 11巻     | 「廃トンネル」       | 友人たちと旅行に行った投稿者は、とある街道のそばで廃線のトンネル跡を発見する。興味本位で潜入したが、トンネルは行き止まりだった。しかし、その奥から女性の声が…。                                              |
| 11巻     | 「わんこそば」       | 友人たちとわんこそばを食べる競争を撮影したビデオ。その中に不可解な黒い人物が…。 |
| 11巻     | 「いびき」           | いびきの治療をかねて、自室で自分の睡眠状態を撮影していたビデオ。投稿者の首に謎の影が…。果たしてこれは病気が原因なのだろうか？                                                                                |
| 11巻     | 「ランドセルの少女」 | ビデオを買った記念に友人の車でドライブに出かけ、ビデオをまわしていた投稿者。その中にランドセルを背負った女の子の後ろ姿らしきが霊が写っていた…。その霊の存在に、投稿者は子供時代に聞いたある噂を思い出すが…。 |

| シリーズ    | タイトル | パッケージコメント |
| ----------- | --- | --- |
| リング編    | ◆イントロダクション 「呪いのビデオ製作委員会」の元に、同じような内容の投稿が続々と届いた。差出人も投函した場所も全くバラバラで何の関連性もない。その内容とは…「奇妙なビデオが送られてきて、その後、関係者が自殺した」というものであった。取材班は、この日本全国で同時多発している謎のビデオの真相解明に乗り出すことにした。 ◆共通点 投稿者たちを取材したところ、いくつかの共通点が浮かび上がった。ある日、複数人のグループの1人の家に、彼らを盗撮したような1本のビデオテープが送られてくる。差出人は不明。投函地も心当たりのない場面である。そして、ビデオが送られてきてから1ヶ月の間にうつっていたものの中の1人が急死するのだった…。 ◆新たな展開 そんななか、また新たに投稿が届いた。「撮られた覚えのないビデオが届いた。気味が悪いのだが…」と。この一連の騒動のビデオである。そしてまだ撮影されたメンバーは死んではいない。今後一ヶ月のうちに誰かが犠牲者になるのであろうか…?必死にビデオを解析するスタッフたち。そして我々はビデオの映像に思わぬ手がかりを発見する! | ◆イントロダクション 「呪いのビデオ製作委員会」の元に、同じような内容の投稿が続々と届いた。差出人も投函した場所も全くバラバラで何の関連性もない。その内容とは…「奇妙なビデオが送られてきて、その後、関係者が自殺した」というものであった。取材班は、この日本全国で同時多発している謎のビデオの真相解明に乗り出すことにした。 ◆共通点 投稿者たちを取材したところ、いくつかの共通点が浮かび上がった。ある日、複数人のグループの1人の家に、彼らを盗撮したような1本のビデオテープが送られてくる。差出人は不明。投函地も心当たりのない場面である。そして、ビデオが送られてきてから1ヶ月の間にうつっていたものの中の1人が急死するのだった…。 ◆新たな展開 そんななか、また新たに投稿が届いた。「撮られた覚えのないビデオが届いた。気味が悪いのだが…」と。この一連の騒動のビデオである。そしてまだ撮影されたメンバーは死んではいない。今後一ヶ月のうちに誰かが犠牲者になるのであろうか…?必死にビデオを解析するスタッフたち。そして我々はビデオの映像に思わぬ手がかりを発見する! |
| THE MOVIE   | 投稿者Ｓさんは久しぶりに友人たちと集まり、興味本位で「ほんとにあった！呪いのビデオ」を皆で見ていた。パート２の最後に収録されている『見た者全員に不幸が起こる』という映像が流れる直前、Ｓさんは恐怖のあまり離席し、その他の人間もビデオを見ず、結果的に友人のＨさんただ一人が問題の映像を見ることになってしまった。映像が流れ終わった瞬間、パチッ！というラップ音が。そこにいた誰もが凍りつくほどハッキリとした音だったがＳさんたちはさほど気にとめずにいた。だが、その２日後、健康だったはずのＨさんが朝、通勤途中に突然死してしまったという…。呪いの映像とラップ音、Ｈさんの死には何かしらの因果関係があるのだろうか？スタッフは「ほんとにあった！呪いのビデオ」の本質を探るとともにＨさんの身辺取材を開始した。そして取材班がつきとめたのは、予想もしなかったもう１本の呪われたビデオの存在だった…!! | 投稿者Ｓさんは久しぶりに友人たちと集まり、興味本位で「ほんとにあった！呪いのビデオ」を皆で見ていた。パート２の最後に収録されている『見た者全員に不幸が起こる』という映像が流れる直前、Ｓさんは恐怖のあまり離席し、その他の人間もビデオを見ず、結果的に友人のＨさんただ一人が問題の映像を見ることになってしまった。映像が流れ終わった瞬間、パチッ！というラップ音が。そこにいた誰もが凍りつくほどハッキリとした音だったがＳさんたちはさほど気にとめずにいた。だが、その２日後、健康だったはずのＨさんが朝、通勤途中に突然死してしまったという…。呪いの映像とラップ音、Ｈさんの死には何かしらの因果関係があるのだろうか？スタッフは「ほんとにあった！呪いのビデオ」の本質を探るとともにＨさんの身辺取材を開始した。そして取材班がつきとめたのは、予想もしなかったもう１本の呪われたビデオの存在だった…!! |
| 11巻        | 「線路に佇む人影」 | 投稿者が地下鉄の先頭車両に乗った際、運転席の窓越しに撮影した映像。線路の上に存在するはずのない子供の上半身の影が…。そして地下鉄が近づいても、その影は消えることなく車両の下を通り過ぎていく…。 |
| 11巻        | 「公衆トイレ」 | 広く静かな公園の、うっそうとした木々の中にひっそりと建つ公衆トイレ。そこには開かずの個室があり、かつてホームレスの男性が焼死したという噂があった。投稿者はある夜、ビデオとカメラを持ってそこへの潜入を試みた…。 |
| 11巻        | 「エレベーター」 | ビデオカメラを持って外出した投稿者が、エレベーターの内部を何気なく撮影したビデオ。他には誰もいないはずなのに、窓グラスにうつる投稿者の背後に中年男性の姿が…。友人の病死した父親に似ているというが…。 |
| 11巻        | 「曰くの物件」 | 不動産の物件探しの参考用にビデオを撮影した投稿者。その中の、ある格安物件で撮影した映像に不可解なものが…。近所の人に話を聞くと、その部屋は住む者が次々と急死する曰くの物件だったということが判明する…。 |
| 11巻        | 「謎の影」 | 投稿者は友人たちと東北を旅行した際、わんこそばの大食いに挑戦し、その模様をビデオに収めた。一見、普通の記録ビデオのようだが、よく見るとある人物の肩に不可解な影がうつりこんでいる…。 |
| 11巻        | 「ランドセルの少女」 | ある休日、湖畔に遊びに行ったカップルが撮影した映像。無人だったはずだが、ランドセルを背負った少女の姿が女性の背後に…。その湖には噂があり、過去、いじめられて溺れかけた少女がそのまま行方不明になってしまったというが…。 |
| 11巻        | 「夜に現れる手」 | トラックの運転手をしている投稿者は、運転中に急に眠くなることが増え、悩んでいたという。熟睡出来ないことが原因だと考えた彼は、夜、自分の寝姿を撮影した。そこには恐るべきものが記録されていた…。 |
| 11巻        | 「廃線トンネル」 | 今はもう列車が走ることのない忘れ去られた線路－－廃線。だが、橋ゲタやトンネルは壊されず当時の面影を忍ばせている。そんな廃線跡巡りを楽しみにしていた投稿者と仲間は、ある廃トンネルで恐怖の体験を…。 |
| Special 4巻 | 「夜の海」 | 静岡県のとある海岸で、深夜ビデオ撮影をしていたカップル。その時、女性は何者かに足を掴まれたような感覚を覚え、悲鳴をあげる。そこには誰もいなかったはずだが…。後でビデオを見ると、そこには不可解な映像が…。 |
| Special 4巻 | 「尾行」 | かつて興信所で働いていた投稿者。ある女性を担当することになった彼はCCDカメラを隠して、女性を尾行していた。ある夜、投稿者は不可解な映像を撮影してしまう…。 |
| Special 4巻 | 「屋根裏」 | アパートに屋根裏からミシミシと人が歩く音が聞こえるため、投稿者は思い切って屋根裏を調べてみることにした。そこから薄汚れたテープが見つかった。そのビデオには前の住人と思われる男の姿が…。 |
| Special 4巻 | 「ヒッチハイク」 | ヒッチハイクで卒業旅行をしていた投稿者たち。とある片田舎で運よく車に乗せてもらえたが、その車は目的地とは違う方向へ走りはじめた。なんとか途中で車を降りることができたが、後でビデオを見返すとそこには…。 |
| Special 4巻 | 「無名の投稿」 | 製作委員会に送られてきた1本のビデオ。投稿者は自分の部屋らしきところで、カメラに向かってしゃべっている。彼は、ビデオ日記を日課にしていたらしく、毎晩カメラに向かってその日の出来事などを話していたが…。 |
| Special 4巻 | 「謎の女」 | 近所で起こった交通事故の様子を、野次馬がてらビデオ撮影に行った投稿者Sさんと友人のMさん。その後、自販機に立ち寄った投稿者は全身血まみれの女性に遭う。しかしMさんはその存在にまった全く気がつかなかった…。 |
| Special 4巻 | 「消えた友人」 | パート11で反響を呼んだ、赤いランドセルの少女の霊。この少女霊に関して、全国からさまざまな情報が寄せられた。その中のひとつ、あるビデオにランドセルの少女の霊が写っているという投稿が…。 |
| THE MOVIE 2 | 女子高生Aさんは旅先で友人達をムービー機能付きの携帯電話で撮影した。その映像を見返していると誰も居なかったはずの背後に黒い人影が…。そして、その日発信者不明の電話がかかってきた。不気味なノイズ音が鳴り、人のうめくような声が聞こえて切れたという。その日以降、彼女の身の回りで不可解な事が起こるように…。一方、大学生のBさんは友人のCさんと交通事故現場に遭遇し、思わずそれぞれ持っていたビデオで撮影する。そしてビデオを見直すと、Cさんの映像にだけ不気味なうめき声が…。Cさんは不可解な言葉を残して失踪してしまったという…。呪いのビデオ取材班はこれらの不可解な投稿の追跡調査を始めた。その過程の中で、我々は予想もしなかった真実を知ることに…! | 女子高生Aさんは旅先で友人達をムービー機能付きの携帯電話で撮影した。その映像を見返していると誰も居なかったはずの背後に黒い人影が…。そして、その日発信者不明の電話がかかってきた。不気味なノイズ音が鳴り、人のうめくような声が聞こえて切れたという。その日以降、彼女の身の回りで不可解な事が起こるように…。一方、大学生のBさんは友人のCさんと交通事故現場に遭遇し、思わずそれぞれ持っていたビデオで撮影する。そしてビデオを見直すと、Cさんの映像にだけ不気味なうめき声が…。Cさんは不可解な言葉を残して失踪してしまったという…。呪いのビデオ取材班はこれらの不可解な投稿の追跡調査を始めた。その過程の中で、我々は予想もしなかった真実を知ることに…! |

### 2004年
| シリーズ         | タイトル                              | パッケージコメント |
| ---------------- | ------------------------------------- | --- |
| 戦慄投稿 BEST 20 | 1.「温泉旅館の夜」                    | 枕投げに興じる投稿者を見つめる影…。 |
| 戦慄投稿 BEST 20 | 2.「チャイムを鳴らすのは誰?」         | 悪戯の犯人を捕まえるため仕掛けたビデオに…。 |
| 戦慄投稿 BEST 20 | 3.「肝試し」                          | サークルの恒例行事の肝試しの記録映像に…。 |
| 戦慄投稿 BEST 20 | 4.「廃墟映画館」                      | 寂れたスクリーンに浮かぶ地爆霊の顔…。 |
| 戦慄投稿 BEST 20 | 5.「フリーマーケット」                | 賑わう人々の中に不可解な影が…。 |
| 戦慄投稿 BEST 20 | 6.「大人には見えない」                | 何も居ない空間に向かって話し掛ける少女…。 |
| 戦慄投稿 BEST 20 | 7.「霊の通る道」                      | ビルの監視カメラが捉えた水滴の謎…。 |
| 戦慄投稿 BEST 20 | 8.「街頭防犯カメラ」                  | 防犯用の監視カメラに頭の無い女性が…。 |
| 戦慄投稿 BEST 20 | 9.「電車からの風景」                  | 東京観光を楽しむ家族が撮影したホームビデオに…。 |
| 戦慄投稿 BEST 20 | 10.「航空イベント」                   | 機体の一部に浮かぶ不可解な影…。 |
| 戦慄投稿 BEST 20 | 11.「添付された呪」                   | フリーメールの添付に自分の部屋の画像が…。 |
| 戦慄投稿 BEST 20 | 12.「御神輿の傍」                     | 威勢のいい神輿の風景を収めたビデオに…。 |
| 戦慄投稿 BEST 20 | 13.「留守番電話の怪」                 | 留守番電話に伝言者以外の女性の声が…。 |
| 戦慄投稿 BEST 20 | 14.「血塗られた人形」                 | 怪我を負った投稿者が大切にしていた人形に異変が…。 |
| 戦慄投稿 BEST 20 | 15.「線路に飛び込むもの」             | ホームに設置されたモニターに…。 |
| 戦慄投稿 BEST 20 | 16.「幼稚園運動会の怪」               | 園児の足首を掴む黒い手首…。 |
| 戦慄投稿 BEST 20 | 17.「盗撮コスプレイヤー」             | コスプレイベントである女性を盗撮した映像の中に…。 |
| 戦慄投稿 BEST 20 | 18.「生霊の声が聞こえる」             | 部屋に鳴り響くラップ音と女性の声…。 |
| 戦慄投稿 BEST 20 | 19.「少年蹴球」                       | サッカーの試合を記録したビデオの中に…。 |
| 戦慄投稿 BEST 20 | 20.「砂嵐」                           | 放送終了後の砂嵐の中に浮かぶ恐ろしい顔…。 |
| 12巻             | 「謎の廃墟」                          | 差出人不明のテープが製作委員会に届いた。廃墟と思われる場所の内部を数名で探索している映像である。その中に、不気味な影がふわふわと歩いてくる様子がはっきりとうつっていた…。                                                       |
| 12巻             | 「コンビニの噂」                      | スペシャル3を見たユーザーから、本編内で指摘している箇所以外にも「さまよう霊」が写っているという情報が。改めて検証すると、画面を半透明の霊が横切る映像が確認できる…。                                                            |
| 12巻             | 「初詣」                              | 新年を迎えつつある大晦日に撮影されたビデオ。カメラに向かって振り返る投稿者の目が無気味に開かれる。実は投稿者は過去に網膜剥離の手術をしていたというが…何かの暗示なのだろうか?                                                    |
| 12巻             | 「憑りつかれた車」                    | バイトの仲間が車で隣町まで遊びに行った帰途、普段何気なく通る道であるはずが、何故か彼らは道に迷って見知らぬ行き止まりまで辿りついてしまったという。その様子を収めた映像に…!                                                      |
| 12巻             | 「赤子の霊」                          | ある家庭でうつされた不可解なビデオ。自宅で撮影したビデオの中に不可解な赤ん坊の霊が写っている。実は、その霊はビデオに撮られる前から頻繁に、特に母親の周辺に現われていたというが…。                                               |
| 12巻             | 「カラオケBOX」                       | 深夜、終電を逃した投稿者と友人たちが、始発を待つためにカラオケBOXに入った時の様子。次第に歌い疲れて寝入るメンバー。放置されたまま回り続けるカメラが捉えたものは…。                                                              |
| 12巻             | 「夜の散歩」                          | デジタルカメラの動画機能を使って撮影された犬の散歩の様子。犬が突然吠えはじめるのだが、そこには待ち伏せしていたかのように細い隙間からこちらを覗く、不気味な女性の姿が…。                                                         |
| 12巻             | 「サバイバル」                        | 毎週のようにサバイバルゲームを楽しんでいるある投稿者からの投稿。ある山でゲームを楽しんでいたメンバーの1人が重症の怪我を負うという悲劇が起こった。その映像の中に不可解な男の姿が…。                                              |
| 12巻             | 「家に宿る怨念」                      | 建築中の我が家を撮影したビデオ。まだ建築途中の家の上空に人の顔のような不可解な影が…。問題の家は謎の不審火により全焼し、今はそこに家がないという。何かの警告なのだったのだろうか…。                                              |
| Special 5巻      | 「寂れた公園」                        | 久しぶりに実家に帰った投稿者は、故郷の変化を記録しようとビデオカメラを持って散歩に出かけた。そして投稿者は荒廃した公園で不気味な影を捉えてしまう…。                                                                             |
| Special 5巻      | 「呪いのビデオ12より」                | シリーズ12で紹介した差出人不明の投稿。それは、謎の廃墟とともに不可解な霊がうつっているものだった。後日、ビデオを見たカップルから撮影場所についての情報が入るが…。                                                               |
| Special 5巻      | 「疾走!」                             | 旧陸軍が使用していたという廃病院を訪れたカップル。そこは有名な心霊スポットだという。建物が封鎖されていたために諦めて引き返そうとしたところ、彼らは想像を絶する恐怖を味わうことに…。                                             |
| Special 5巻      | 「淫霊」                              | ある男性から投稿されてきたビデオ。投稿者の知り合いの女性は霊感が強く、自室に霊の存在を感じることがしばしばあるのだが、その霊がセクハラまがいの悪戯をしてくるという…。                                                           |
| Special 5巻      | 「2003090909」                        | 最近、インターネット上に「ほんとにあった!呪いのビデオ」の映像が無許可で流出しているという。その映像を偶然見たあるカップルに異変が…。男性はいまだ病院に通院中というが…。                                                         |
| Special 5巻      | 「サービスエリア」                    | 車での遠出には欠かせないサービスエリア。投稿者は夫との旅行中に立ち寄ったサービスエリアでビデオカメラを回した。大勢の客で賑わう場所であるにも関わらず、そこには不可解な影が…。                                                   |
| Special 5巻      | 「井戸」                              | 「水面に映った自分の影で寿命がわかる」という噂の井戸へ行き、ビデオを回した投稿者とその友人Yさん。そのビデオを再生すると、井戸の映像とともに何故かYさんの部屋に居る顔の無い女性の姿が…。                                         |
| Special 5巻      | 「日本人形」                          | ある町工場で異変が起こっているという。投稿者の証言によると、その発端は倉庫から見付かった8ミリフィルムだった。先代の社長の趣味だったというそのフィルムには日本人形の姿が収められていたが…。                                      |
| 13巻             | 「反戦デモ」                          | 某所で行われた反戦デモの様子を収めたビデオ。当日はマスコミの取材が入るなど、記録的な人数が集まったという。デモに参加していた投稿者は記録用にビデオを回していたが、その映像のなかに不気味な影が…。                               |
| 13巻             | 「呪いの女」                          | 以前から「暗闇に侵食される」という不可解な夢に悩まされていた投稿者。ある日、弟が借りてきたビデオカメラでふざけて撮影しあっていたところ、投稿者の部屋のベランダに突然、不気味な女性の姿が現れ、姉弟はパニックに陥る…。           |
| 13巻             | 「あるオフィスで…」                   | 動画が添付された一通のメールが製作委員会に届いた。それは、残業のために飲み会に参加できなかった投稿者が、自分の様子を携帯で撮影したものだという。そこには謎の人影と「死ね…死ね…」と連叫するおぞましい声が…。                     |
| 13巻             | 「前触れ」                            | 都内の高層マンションに暮らす投稿者。ある日、なにげなく窓から夜景を眺めていたとこる、奇妙な浮遊物が夜空に浮かんでいるのに気付いたという。さらにその翌日マンションから女子高生が飛び降り自殺するという事件が…。                   |
| 13巻             | 「自主映画」                          | 自主映画のリハーサル風景を収めたビデオ。撮影者である監督は、リハーサルの様子をビデオで記録し、演出のプランを練るという。その中に、ある役者の首もとに大きいな目のようなものが浮かび上がっている映像が…。                         |
| 13巻             | 「合宿」                              | ある大学のサークルが合宿に行った際に撮影されたビデオ。深夜、部員たちが一室に集まり怪談話を披露しあっていたという。その部屋の窓にゆっくりとうごめく大きく不気味な人の顔が確認できる…。                                           |
| 13巻             | 「焦げ痕」                            | ある夫婦からの投稿。彼らの家の中では相次いで異変が起こっていたという。ラップ音や物の落下、謎の粘液の出現。そんななか、ビデオの機能を試していた際に「問題の物体」がうつりこんでいたというのだが…。                               |
| 13巻             | 「…とある住人」                       | 帰宅途中、携帯電話の動画機能を使って友人を撮影していた投稿者の画像に不可解な顔が。その撮影場所は孤独な住人が病死し、２ヶ月もの問気づかれなかったといういわくつきの部屋の前だった。そこは投稿者の住む階とは別の階にあるのだが…。 |
| 14巻             | 「事故現場」                          | 仕事帰り偶然通りかかった路上で交通事故現場に遭遇した投稿者。そこを通りすぎる際に携帯カメラで写した映像には、運転席上部にはぼんやりと、しかし確実に人の顔らしき影が写っていた…。                                                 |
| 14巻             | 「白い影」                            | 発売直後より多数の反響を呼んだ「スペシャル5」で紹介された8ミリフィルムの映像。これを境にして製作委員会スタッフルームでも数々の異変、事故、失踪事件が相次いで起こっていた…。                                                     |
| 14巻             | 「マーゴン｜MA-ON」                   | 激しい台風のさ中撮影されたビデオ映像。街灯の光に照らされて画面が明るくなった一瞬、画面全体に映し出された水滴の一つひとつに、突然、こちらを睨む無数の目らしきものが映り込む…。                                                   |
| 14巻             | 「安普請」                            | 友人宅で飲み会をしていた投稿者。手持ちのデジタルカメラと携帯のムービー機能で互いを写した映像にはそれぞれ不可解な影が…。その部屋を詳細に調査したスタッフが発見したものとは…。                                                    |
| 14巻             | 「酔払い」                            | 仲間内での飲み会の後、泥酔し繁華街の路上で無様に酔っ払う若者を友人の女性が携帯カメラで撮影する様子を捉えた映像だが、彼女の足元には足首を掴む手のような異様なものが写っており…。                                                 |
| 14巻             | 「老人」                              | 海外留学する従兄弟を訪ねた投稿者。部屋の片隅には見知らぬ老人の影が…。親戚一同誰も見覚えがないというその老人の頭部には、よく見るととても人間とは思えない奇怪な特徴が…。                                                          |
| 14巻             | 「手首」                              | ひとり暮らしの投稿者が何気なく室内のようすを撮影したビデオ。だが、よく見ると壁に掛けられたシャツの袖口からは手のようなものが…。その部屋は霊に取り憑かれているとでもいうのか…。                                                  |
| 14巻             | 「産女(うぶめ)(シリーズ 監視カメラ)」 | 極寒の冬の田舎道。道路に向けて据え付けられていた監視カメラが捉えた映像、それは路上に立ち続ける巨大な女性のような姿だった。時間の経過とともに掻き消すように消滅したその正体とは…?                                                |
| 14巻             | 「ふたり」                            | 遊び半分で廃墟に潜入した投稿者が写した映像には、いないはずの人間が2人も写っていた。その日を境に投稿者の意識の中にその2人が現れ始めた…。スタッフは早速潜入を試みるのだが…。                                                      |

### 2005年
| シリーズ | タイトル                      | パッケージコメント |
| -------- | ----------------------------- | --- |
| 15巻     | 「事故」                      | 投稿者Yさんは、とある公園で友人とお互いを撮影しあっていた。しかし、撮影に夢中になっていた友人は、うっかり車道に出たはずみに車に撥ねられてしまう。悲鳴と激しく混乱した映像の中、画面に紛れ込んだ不気味なものとは…!?                          |
| 15巻     | 「責任」                      | 先輩2人から強引に誘われ廃墟の探検に行ったKさん。廃墟を歩くうち、先輩の1人が突如意味不明な言葉をつぶやき始める…。後日その先輩は失踪してしまうのだが、廃墟で撮影された彼の背後にはあるものが映っていた…。                                     |
| 15巻     | 「夜の買い物」                | ほろ酔いで深夜のアダルト雑誌の自販機を眺めていた投稿者とその友人。おもしろ半分でその様子を撮影した映像には、身悶えるような、助けを求めるような、不可解な人物らしき影が写り込んでいた…。                                                     |
| 15巻     | 「新年鍋」                    | 家族で鍋物を囲む一家団欒の様子を撮影した映像。カメラで奥さんを撮影していた投稿者は材料の仕度を手伝うため、うっかりスイッチをONにしたままカメラを置いてしまう。その間テーブルの上で回っていたテープに映ったものとは…!?                       |
| 15巻     | 「夜釣り」                    | 親子で夜間の釣りを楽しんでいた投稿者は、突然遠くに不気味な光を発しながら宙を漂う物体を発見する。凍てつく空気の中、慌てて向けたカメラに映っていたもの、それは海で亡くなった何者かの体の一部なのか…!?                                         |
| 15巻     | 「自転車置き場」              | 草野球の帰り、薄暗い自転車置き場に自転車を留めようとしていた投稿者。何気ない会話とともに撮影されたその映像には投稿者の背後に不気味に笑う女性のような影が映っているように見えるのだが…。                                                     |
| 15巻     | 「豪雪」                      | 遠方に外出した帰り、予想外の大雪に見舞われてしまった投稿者。すっかり深夜になってしまった山道のを走る車の中、フロントガラスに映る白い影…。しかもそれは一体ではなかった…!                                                                     |
| 15巻     | 「トンネル」                  | 心霊スポットとして有名なとあるトンネル。それは完成目前になぜか工事が中止され、廃棄されたままになっているものだった。そこへ探検にやってきた投稿者たちのカメラは、薄暗い内部でいる筈のないものを捕らえてしまう…!                              |
| 15巻     | 「ニューロシス」              | 別荘に遊びに行った投稿者の女子高生とその友人は、近所の廃墟となった遊園地に探検に出掛ける。そこで2人は戦慄の体験をすることに…。そしてそれを収めた映像には、狂ったように泣き叫ぶ人の声が…!                                                    |
| 16巻     | 「卒業旅行」                  | 投稿者Sさんが卒業の記念に友人達と訪れた沖縄での映像。その岸壁は美しい風景から有名な観光スポットとなっていたが、同時に自殺スポットの一面も併せ持っていた。そこで投稿者は自殺の原因を捉えてしまったというのだが…。                            |
| 16巻     | 「引越し先に…」               | 友人2人と共同生活をOさんが引越しの際の光景を収めた映像。運び込んだ家具を組み立てる友人の後ろにいるはずのない人物の影が…。そしてその後その部屋に住む友人の様子がおかしくなってしまったというのだが…。                                        |
| 16巻     | 「死の予告」                  | 製作委員会に差出人不明の人物から突如送られてきた大量の謎のビデオ。それは見知らぬ男の日常生活を淡々とうつした映像だった。誰が何の目的で送りつけて来たのか?そしてその結末にはあるとんでもない衝撃の映像が収められていた!                      |
| 16巻     | 「体育館に唸る音」            | 卒業前に思い出を残そうと体育の授業を撮影者のMさん。カメラのスチル写真機能でスポーツを楽しむ友人たちが次々と写されるなか、ある人物の写真だけがなぜかブレて写ってしまうという現象が起きた。そしてその直後に不可解な音が…。                    |
| 16巻     | 「ライブハウス」              | スタジオでバンドの練習風景を収めた映像。収録中、突然メンバーのKさんが気を失って倒れてしまった。後にその映像を見てみるとKさんにしがみつこうとする奇怪な手のようなものが写りこんでいた…!                                                      |
| 16巻     | 「背に佇む少女」              | 幼稚園の近くの駐車場で、友人達と落ちていたサッカーボールで遊び始めた投稿者のAさん。その様子を撮影した映像の中、友人の一人の背後に何者かの影が…。一見少女のようにも見える影の正体とは…?                                                      |
| 16巻     | 「叫び」                      | Eさんがバイト先で知り合った彼女を公園で撮影した映像の中に不可解な声が混じり込んでいた。それを見た直後、彼女との連絡が途絶えてしまったという。取材班がその女性を探し出したところ、彼女の口から意外な事実が明かされることに…。                |
| 16巻     | 「誘い(シリーズ 監視カメラ)」 | 事故が多発するという電車の踏み切りに設置された監視カメラ。昼間に収録されていたその映像のなか、通過する電車の窓ガラスには人のような巨大な姿が映りこんでいた。それはそこで多発する事故と何らかの関係があるのだろうか…?                        |
| 17巻     | 「樹霊」                      | 正月に実家に帰った投稿者が甥っ子を撮った映像。一見、公園で無邪気に遊ぶ幼い子供の微笑ましい記録に思える。しかし、その背後の樹木にこちらを覗くような不可解な顔が…。この公園にまつわる霊なのだろうか…?                                         |
| 17巻     | 「湖の底から」                | 閉鎖したボート乗り場に忍び込み、勝手にボートに乗って夜の湖で遊んでいた友人たち。その際、急にボートが揺れ、ビデオ撮影者は背中に冷たい感触を感じたという。一体彼らは何を撮影してしまったのだろうか…。                                         |
| 17巻     | 「死神の告知」                | 夜、若者たちがスケボーで遊んでいるところを撮影したビデオ。撮影者は不注意で車道に飛び出してしまい、トラックに轢かれそうになったという。その様子が克明に記録されているビデオを見直すと骸骨のような顔が…!                                      |
| 17巻     | 「防空壕の奥から…」           | 地質調査のために撮られた資料映像。その中に穴の奥から和服を着た人影がこちらに近づいてくる映像が…。問題の防空壕は長い間放置されていたため、腐食が激しく人が入り込めるような場所ではないのだが…。                                              |
| 17巻     | 「叫ぶ手」                    | 多くの観光客やサーファーが訪れる美しい湘南の海。その湘南でサーフィンを楽しむ彼氏の様子を収めたビデオ。波の中から黒く不気味な手が伸びているのがはっきりと確認できる。海で亡くなった霊なのだろうか…?                                          |
| 17巻     | 「振り返る地蔵」              | 大学時代の友人と観光に出かけた投稿者。地蔵がたくさん置かれている、あるお寺でのビデオ映像の中に不可解な現象が…。別方向を向いていたはずの地蔵の顔が、振り返ってこちらを睨んでいるように思えるのだが…!?                                        |
| 17巻     | 「彼女の背後に…」             | 大晦日、部屋で彼女を撮っていた投稿者。その背後に男の顔が…。さらに彼女が立ち上がると、その影も彼女を追うように動いている。その男の顔は、以前から彼女にしつこく付きまとうストーカーにも似てるというが…。                                      |
| 17巻     | 「呪われた病院」              | 大学の部室を改装した際、ロッカールームから出てきたビデオ。それは赤いビニールテープでぐるぐる巻きにされたうえ「危険」と書かれたメモとお札が入っていたという。そこにはある廃病院らしき映像が写っていた…。                                     |
| 17巻     | 「仲間に入れて…」             | 中学校時代のクラスメイトが母校で小さな同窓会を開いた時の映像。久しぶりの再会にはしゃぐ同窓生。その中に自殺した同級生と思われる少年の姿が…。さらにスタッフが調査を進めると隠された因果関係が明るみに…!                                       |
| 18巻     | 「黒狐の終末」                | 我々呪いのビデオ製作委員会に数え切れないほど大量の手紙が届けられている…。送り主は「黒狐」と名乗る者。脅迫めいたその内容を無視しておけなくなった我々は黒狐との接触を試みる。そしてついに我々を悩ませていた黒狐の呪いに終止符を打つ時が来た…! |
| 18巻     | 「98話目に現れた霊」          | 怖い話を語り合い、1話終わるたびに蝋燭を1つ消し100本の蝋燭すべてが消えた時、幽霊の姿を見ることができると言われる百物語。投稿者はサークルの合宿で百物語を行っていたが、98話めの途中で異変が…。                                                |
| 18巻     | 「最上階に向かう霊」          | シリーズ監視カメラより。とあるマンションのエレベーターに設置された監視カメラが捉えた不可解な人影。問題のエレベーターは誰もボタンを押していないのに勝手に最上階に向かうというのだが…。                                                       |
| 18巻     | 「取り残された座敷わらし」    | 幽霊や物の怪の類は家に取り憑くものも多いという。長年住み慣れた家が取り壊される様子を記録した映像。寂しそうにその様子を見つめる家族の一方で、瓦礫の中に少女の姿らしき不可解な影が…!                                                          |
| 18巻     | 「ビデオレター」              | 投稿者は単身赴任の夫のために幼い我が子の成長記録をビデオレターのように送っていたという。とある公園で元気に遊ぶ無邪気な子供。その背後に得体の知れない少女の姿が二度にわたって映りこんでいるのだが…。                                         |
| 18巻     | 「エコー映像」                | 映像に写り込んだ奇妙なものが災いを引き起こすこともある。妊娠中、エコー映像に人の顔のような像がうつったという投稿者。その後、原因不明の突然死をした赤ちゃん。何か因果関係があるのだろうか…?                                                  |
| 18巻     | 「覗く瞳」                    | 中学時代に同級生の友人たちと近場の温泉に旅行に泊まりに行った投稿者。お菓子を食べながら楽しげに語らう少年たち。だが、その背後から異様な瞳が彼らを見つめていたのをカメラは逃さずに捉えていた…。                                               |
| 18巻     | 「呪われた家」                | 投稿者らは有名な心霊スポットで肝試しをした際に不可解な映像を撮ってしまったという。廃墟の家の地下室から一目散に逃げ出した際、撮影者を除き3人しかカメラに写らないはずなのにもう1人の姿が…!                                                    |

### 2006年
| シリーズ | タイトル                   | パッケージコメント |
| -------- | -------------------------- | --- |
| 19巻     | 「日曜日の公園」           | ビデオ撮影が趣味の投稿者は娘を公園で撮影していた際の映像。当日、公園には多くの家族連れがいたが、撮影者だけでなく誰一人その存在には気がついていない。実はその公園で過去に自殺があったというのだが…。          |
| 19巻     | 「レンタルビデオ」         | シリーズ監視カメラより。あるレンタルビデオ店の防犯カメラが捉えた幼い子供の足。店員の話によると、よくこのビデオ店を利用していた家族の子供が事故で亡くなったという。その子供の霊がさまよっているのだろうか…?   |
| 19巻     | 「御盆の夜」               | 2年ほど前、投稿者がお盆休みで実家のある山形に帰郷した際に撮影されたビデオ。親戚一同が楽しげに語り合うなか、あるはずもない踏み切りの音が。取材班がテープを分析すると、その映像にはさらなる新展開が…!          |
| 19巻     | 「子供の日」               | 子供の日に家族や近所の人々が集まり祝っている様子をうつした映像。そんな彼らを羨ましそうに覗き込んでいる奇妙な影が確認できる。同封の手紙によると、その家に住んでいる女性には、ある悲しい出来事があり…。        |
| 19巻     | 「着信」                   | 取材班のもとに送られてきた一通の手紙。そこには霊から着信があり、今も留守番電話にその声が残っているというのだが…?我々は、問題の着信が残る、とある岐阜の芸能プロダクションの事務所に出向くが…。                |
| 19巻     | 「学生映画に映りこんだ霊」 | ある大学の映画サークルで撮影された学生映画に映っている不可解な女性の霊。この映画は記録用にメイキングビデオも撮っており、同じ瞬間に収録されたそのビデオには、女性の影など全くうつっていないのだが…。          |
| 19巻     | 「パレード」               | 投稿者が高校生の頃、広報委員として文化祭の宣伝のために近所の商店街をパレードしている様子を収めたビデオ。賑やかなブラスバンドと学生たちの行進の中に、足踏みをしていない奇妙な足がうつっているのだが…。        |
| 19巻     | 「人身事故」               | シリーズ監視カメラより。駅のホームに設置された事故防止用の監視カメラ。様子が普通ではない男性がホームをうろうろした後、そのまま線路に飛び降りる姿が!乗客たちは全く男性の様子に気がついていない様子だが…。     |
| 20巻     | 「焼け残った怨霊」         | あるいわくつきの廃病院跡へ行った投稿者たちは、そこでとんでもないものを撮影してしまう。それは生首がふわりと浮かび、こちらへ向かって来ているように思える。我々取材班は早速その現場を訪れたが…。                |
| 20巻     | 「スタント」               | ある子供向け番組の収録中にうつった霊。アクションシーンのスタントをしていた投稿者は、さほど難しくないアクションシーンで失敗し、一歩間違えば死に至る大怪我を負った。そのテープを見直すと不可解な影が…。        |
| 20巻     | 「私がもう一人…」          | 友達と横浜に遊びに行った投稿者は受験勉強を頑張っている友人に向けメッセージビデオを撮影していた。だが、その映像の中に被写体であるはずのSさんと全く同じ人物が…。最初は他人のそら似だと思っていたが…。          |
| 20巻     | 「暴力の理由」             | ある夜、我々のスタッフルームに女性が助けを求めて飛びこんできた。女性は夫から度重なる暴力を受け、それに耐えかね離婚を決意。裁判での証拠にするため、彼女はその様子を隠しカメラで撮影することにしたが…。        |
| 20巻     | 「お料理会」               | 高齢者たちによる料理会の映像。投稿者は大学の映像サークルに所属しており、アルバイトということで祖父に頼まれ撮影をしていた。そしてその編集中、ある男性が使う包丁に不可解な影を発見したというのだが…。          |
| 20巻     | 「教育ビデオ」             | 我々のもとに同じ内容の手紙が多数届いた。ある教育ビデオに不可解なものがうつっているというのだ。我々はこのビデオを制作した会社にコンタクトを試みた。だが会社はすでに倒産。そして意外な事実が判明して…。        |
| 20巻     | 「誰もいない会社に」       | シリーズ監視カメラより。とあるビルの警備員をしている投稿者は監視モニターで不可解な影を発見した。誰もいない会社で動き回る影…。投稿者によるとそのビルで起きた奇怪な現象はそれだけではないという…。             |
| 20巻     | 「添付された呪い」         | 我々のもとにメールにまつわる体験談が寄せられた。ある少女の学校ではチェーンメールが流行していたが、その添付映像を見た者は不幸が起こったという。我々は映像を見ても無事だったと語る男性の元を訪ねたが…。        |
| 21巻     | 「駅のホーム」             | 大学のサークル仲間の飲み会でカメラを回していたという投稿者のAさん。帰り際の映像のなかに、駅のホームと電車の間の隙間から伸びた不可解な白い手が。駅は乗降客でごった返していたが、事件などは何もなかった…。     |
| 21巻     | 「ヘリコプター」           | 投稿者のBさんが観光でヘリコプターに乗った時の映像。上空から地上をうつしている風景のなかに、こちらに向かって話しかけているような顔らしき影が写り込んでいる。何かのメッセージを訴えているのだろうか…。         |
| 21巻     | 「余命」                   | 入院している友人を見舞った際のビデオ。その人物はすでに他界しており、このビデオが最後の映像になってしまったという。そこには友人の背後から除く人の顔が…。霊は彼の死期を感じ取り姿を現したのだろうか?           |
| 21巻     | 「誘拐」                   | 娘の誕生会の様子を収めたビデオ。少女Cちゃんの顔が恐ろしく歪んでいる様子が見て取れる。投稿者によるとCちゃんは現在失踪中だという。この地域では古くから「神隠し」の噂が絶えなかったという事実が判明するが…。    |
| 21巻     | 「消費者金融」             | ある事情で消費者金融から借金をしてしまった投稿者。だがその金融業者の違法すぎる取立てに悩まされた投稿者は、ビデオでその記録を残そうと考えたという。そんな脅迫まがいの電話の音声のなかに不可解な声が…。        |
| 21巻     | 「オーディション」         | 芸能プロダクションに勤めるDさんからの投稿。都内某所で行われたある映画のオーディションの様子を収めたビデオに影がうつっている。そのオーディションに使われた部屋では以前から霊現象が起こっていたという…。       |
| 21巻     | 「鏡の中」                 | 母親が幼い愛娘をビデオで撮影している微笑ましい映像。しかし、投稿者のEさんは、後でビデオを確認して言い知れぬ恐怖に包まれたという。娘の目の前にある三面鏡には現実の娘とは全く違う娘の姿がうつっていた…。       |
| 21巻     | 「文化祭の噂」             | 都内のある高校に通っている投稿者。彼女は先輩から「絶対見てはいけない」というビデオの存在を知らされ、興味本位からその映像を探し出して見たという。古い演劇の映像のなかに、首を吊る男の姿がうつっていた…。      |
| 21巻     | 「続・誘拐」               | 少女Cちゃん失踪の原因は誘拐なのか、それとも神隠しなのか?我々製作委員会はさらにこの不可解な謎を追跡取材。過去、神隠しにあった子供たちを供養するために描かれた掛け軸が祀られていた寺の存在を知るが…。          |
| 22巻     | 「シリーズ監視カメラ」     | 警備会社に勤めるAさんからの投稿。とある会社のビル内を写した監視カメラの映像だが、よく見るとその映像の中に、女性がひと気のない廊下を歩いてきて壁の中に消える様子が…!壁の向こうは会社の倉庫だというが…。       |
| 22巻     | 「監禁」                   | 他人の出したゴミを拾って見るのが趣味というBさんの投稿ビデオ。アパートの一室にカメラを据え、部屋にいる女性を延々と撮影している映像に不可解な顔が…。Bさんの話によると問題はそれだけじゃないというのだが…。     |
| 22巻     | 「不倫」                   | 都内に住む20代のCさんが投稿してきたビデオ。当時、不倫の関係にあったCさんと相手の男性が夜の遊園地で楽しく遊ぶ様子が収められている。その中に、男性の娘とそっくりな少女がCさんを睨み付けている映像が…。         |
| 22巻     | 「キャッチセールス」       | 化粧品のキャチセールスの様子を盗撮したというビデオ。投稿者Dさんはかつて同じ業者に嫌な思いをさせられたため、証拠を残そうと盗撮を思いついたという。その映像の中に、その場には居なかったはずの女性らしき影が…。 |
| 22巻     | 「マンション紹介ビデオ」   | WEB制作会社に勤めるEさんからの投稿ビデオ。とあるウィークリーマンションのインターネット配信用の紹介ビデオだという。その紹介映像の中に老人の顔らしき不可解な影が…。実はこの建物には悲しい過去があり…。         |
| 22巻     | 「通り魔」                 | 実際にあった殺人事件の現場を調査し、HPで発表するという変わった趣味を持つFさん。ある通り魔殺人事件現場を撮影したビデオに戦慄の映像が…!その後Fさんは不慮の交通事故で亡くなってしまったというのだが…。          |
| 22巻     | 「フットサル」             | とある休日に行われたフットサルの試合を記録したビデオ。その中に足がなく、服に血のついた奇妙な女性の姿が。投稿者Gさんは家でビデオを見て初めて気づき、周囲も全く存在に気づかなかったというのだが…。             |
| 22巻     | 「続・監禁」               | 投稿者が拾ったというビデオ。投稿者はビデオを捨てた男性が部屋に女性を監禁しているのではないかと言う。ビデオに写っていた女性の影がこの世のものではないのなら、その女性は何を訴えようとしていたのだろうか…?     |

### 2007年
| シリーズ | タイトル                                        | パッケージコメント |
| -------- | ----------------------------------------------- | --- |
| 23巻     | 「パリ旅行」                                    | 新婚旅行中のカップルがパリ市街を巡っている際に撮られた映像。何気なく映していた地下鉄の窓の外を横切る不可解な影が…。飛び込み自殺が絶えないというパリの地下鉄。自殺した死者の霊とでも言うのだろうか…。   |
| 23巻     | 「シリーズ監視カメラ コインランドリー」         | コインランドリーを経営する人物から投稿された監視カメラの映像。人もまばらな深夜のコインランドリー。乾燥機の中から人の手のようなものが、まるで助けを求めているかのように伸びているのが確認できる…。      |
| 23巻     | 「カラオケボックス」                            | 我々の元に日々送られてくる投稿映像のなかには携帯電話で撮影した動画が増えている。ある制作会社に勤める男性がカラオケボックスで盛り上がっている様子を携帯電話で収録した。その中に不可解な足が…。          |
| 23巻     | 「ボクシングジム」                              | プロボクサーの友人を持つ投稿者が、練習風景を撮影した映像。試合が近づき緊張している彼をリラックスさせようとジムを訪れたという。その映像の中に不気味な顔がうつっており、友人は見覚えがあると言うが…。    |
| 23巻     | 「廃神社」                                      | ドライブを楽しむ男女がお互いを撮影しあった映像。途中、廃墟と化した神社に立ち寄った彼らは悲惨な事故に遭ってしまう。我々呪いのビデオ取材班は、その問題の廃神社を訪れることにしたが事態は思わぬ方向へ…。  |
| 23巻     | 「文化祭」                                      | 投稿者が会社の出張で東京を訪れた際、かつて在籍していた学校の文化祭に立ち寄った時に撮影した映像。その中に奇妙な女性の影がうつりこんでいる。その学校では表沙汰になっていない忌まわしい過去があり…。      |
| 23巻     | 「鉄棒」                                        | 都内に住む女性が、ある公園で縄跳びや鉄棒などで遊ぶわが子の様子を撮影したビデオ。その後、被写体の子は何故か鉄棒から落ちて怪我を負ったという。休日で賑わう公園の風景にうつりこんだ不可解な首の謎とは…?   |
| 23巻     | 「花火族」                                      | 真夏の夜、河原で花火をして騒ぐ若者たちを撮影したビデオ。この日は同窓生が集まり、お酒も入って羽目をはずしていたようだ。しかし、その中に不可解な少女の姿が…。この河原は毎年水の事故が絶えないというが…。 |
| 23巻     | 「続・廃神社」                                  | 廃神社に立ち寄った後、交通事故に遭ったカップルが撮影した心霊映像の続編。我々、取材班は彼らが立ち寄った神社に赴くが、その過程の中で現地の山中に迷い込み恐怖を味わう。投稿映像にうつった老婆の真相とは…? |
| 24巻     | 「キャンプ」                                    | 大学生たちが夏山にキャンプに行った際の映像。不可解な男の子の顔が映りこんでいる。このキャンプ場では、数年前に10才にも満たない男の子が両親が目を離した隙に行方不明になったというのだが…。                |
| 24巻     | 「新婚家庭」                                    | 大学時代の友人夫婦に子供が出来たということで、投稿者がお祝いのために2人の家を訪れた際の映像。画面奥に飾ってある写真の男性の姿が一瞬にして消える。一見、幸せそうな新婚夫婦には秘密があって…。           |
| 24巻     | 「少年野球」                                    | 小学生の子供を持つ投稿者が、わが子の野球の試合を収めた映像。野球場の奥に子供たちが遊ぶための土管があり、その中に奇妙な顔が…。生き生きとプレーする少年たちを羨ましそうに見つめているようだが…。         |
| 24巻     | 「ダビング」                                    | レンタルビデオ店を営む投稿者は、ある商品ビデオの警告表示の後の部分に不可解な映像がダビングされているのを発見する。早速調査を始める我々取材班だったが、その後投稿者が交通事故に遭ってしまう…。          |
| 24巻     | 「洞窟」                                        | あるカップルが撮影した映像。2人は友人のところに車で遊びに行った際に時間が余ったため、観光スポットになっている洞窟を訪ねたという。その映像もさることながら同封されていた写真に我々は驚愕した…。         |
| 24巻     | 「深夜の路上」                                  | 大学生の男性からの映像。彼は寮に入所した際、部屋の机の中からこのビデオを見つけたという。地方の人気バラエティ番組を真似て楽しく盛り上がる若者たちの映像の中に、不気味な血まみれの腕が…。                |
| 24巻     | 「シリーズ監視カメラ 漫画喫茶」                 | 漫画喫茶に設置された監視カメラの映像。漫画喫茶の入り口前に止まるエレベーターの中に女性の霊らしき姿がうつりこんでいる。この漫画喫茶自体には問題はないのだが、この付近で霊が出るとの噂があり…。          |
| 24巻     | 「ギリシア留学」                                | 投稿者がギリシアに留学した際、デジタルカメラの動画モードで撮影した映像。投稿者はその映像を久しぶりに見直して不可解な部分に気がついたという。壁面にこちらを睨む巨大な顔がうつしだされている…。          |
| 24巻     | 「続・ダビング」                                | レンタルビデオの商品の上から収録された奇妙な映像。我々取材班は、そのビデオを店で借りたユーザーを一軒一軒あたり、ある人物に突き当たる。我々はその人物に接触するが、それが予想だにしない展開に…。        |
| 25巻     | 「半面の男」                                    | 大学生の投稿者がサークルの後輩とある廃墟を訪れた際の映像。そこはとある企業のセミナーハウスだったが、今は荒れ果て、名の知れた心霊スポットになっているという。その映像に男性らしき半面の顔が…。          |
| 25巻     | 「不気味な女」                                  | 投稿者は新しいマンションに越したので、離れて住む母親に中の様子を見せるため携帯電話で動画を撮影していたという。一見、何の変哲もないワンルームマンションだが不可解な顔や女性の姿、泣き声のような音が…。  |
| 25巻     | 「ロッククライミング」                          | 登山を趣味とする投稿者がロッククライミングの様子を収めた映像。よく見ると切り立った崖の一部に手首のようなものが確認できる。その岩場はかつて痛ましい事故で亡くなった人がいるという…。                    |
| 25巻     | 「僕の彼女」                                    | 一人の若い女性が夜道を歩いている映像。彼女の背中に不可解な顔のようなものがうつっている。投稿者は彼女の恋人だと名乗っていたが、女性に取材を申し込むと「投稿者とは恋人関係ではない」と言うのだった…。    |
| 25巻     | 「サファリパーク」                              | 投稿者の家族がサファリパークに遊びに行った際の映像。ライオン、トラ、熊などを身近で見て興奮する子供たちの微笑ましい映像の中に、ガイドバスの窓ガラスに映った、こちらを睨み付けている不可解な顔が…。      |
| 25巻     | 「シリーズ監視カメラ 家庭用監視カメラ」         | 一軒家の玄関に設置された防犯用のカメラが捉えた奇妙な映像。この防犯カメラは何か動きがあった時に録画機能が働くという。そこには人物の姿はなく、黒い影がスッと動く映像が録画されていた…。                  |
| 25巻     | 「熊野観光」                                    | 投稿者カップルが和歌山県の熊野に観光旅行に行った際に撮影した映像。神社の境内や、祭りの様子などが収められているなか、通りすがりのある男性の横顔にたくさんの不気味な目がついており…。                    |
| 25巻     | 「続・僕の彼女」                                | ある女性の背中に現れた不可解な顔。だがその映像はストーカー行為によるものだった。我々は女性からの要望を投稿者に伝え、投稿映像はお祓いを行った。だがその後、我々は別の心霊映像を発見することに…。        |
| 26巻     | 「バンコク観光」                                | 投稿者がタイのバンコクへツアー旅行へ行った際の映像。歴史ある寺院の中に黒い壷が置かれている。煩悩の数だけあるという黒い壷。その一つの壷の中に不可解な白い顔のようなものが見えるのだが…。                |
| 26巻     | 「セミナー・キャンプ」                          | 大学生である投稿者が、夏休みにある山中のバンガローで開催されたセミナーに参加した際に撮影した映像。その中に明らかに参加者ではない女性の姿が…。この山は殺人事件が起こった場所でもあるという…。           |
| 26巻     | 「湯灌(ゆかん)」                                | 投稿者は友人らと遊んでいるところをデジカメの動画モードで撮影したという。酔っていた投稿者はふざけてメイクをほどこしてもらっていた。そのメイクをしていた女性が交通事故に遭ったというのだが…。            |
| 26巻     | 「廃屋の住人」                                  | 廃墟探検を趣味とする投稿者が廃墟探索の帰り道に偶然見つけた廃屋で撮影した映像。今はもう取り壊されてしまったというその廃屋で、投稿者は背筋も凍る恐ろしいものを2つも撮影してしまう…。                     |
| 26巻     | 「オークション」                                | 大学卒業を控えた投稿者が、親しい友人と自宅でお別れ会をした時の映像。冷蔵庫に氷を取りに行った際、扉を開けるとそこには不可解な子供の顔が…。その冷蔵庫はネットオークションで買った中古品だという…。       |
| 26巻     | 「合唱」                                        | 結婚を控えていた男性の投稿者が家を整理していて見つけた映像。中学生の時、校内で行われた合唱コンクールの模様を収めたものである。ある女生徒の背後にもう一人の彼女の姿が残像のようにうつっており…。        |
| 26巻     | 「シーソー」                                    | 高校生の投稿者が恋人と深夜の公園でデートをしている様子を携帯電話で撮影した映像。普通ならば微笑ましいはずの映像に不気味なものが…。シーソーに座っている女性の反対側に首のない少女の姿が…。               |
| 26巻     | 「続・オークション」                            | ネットオークションで購入した冷蔵庫の中にうつっていた子供の霊について調査していた我々は出品者を突き止め、その冷蔵庫のもともとの持ち主の名前を知る。その持ち主はある不幸な事故で我が子を亡くしていた…。  |
| 26巻     | 「シリーズ監視カメラ 製作委員会スタッフルーム」 | 日々業務を行っている呪いのビデオ製作委員会スタッフルーム。これまでも数々の不可解な現象が起こったが、ここ最近、新たな心霊現象が起こり始めた。それはパート24のダビング映像に端を発しているようだが…?     |

### 2008年
| シリーズ | タイトル                                        | パッケージコメント |
| -------- | ----------------------------------------------- | --- |
| 27巻     | 「シリーズ監視カメラ 製作委員会スタッフルーム」 | パート26でご紹介した、呪いのビデオ製作委員会スタッフルームで起こった不可解な心霊現象。身の危険を感じた我々は、スタッフルームの場所を一時的に移動し、新たな場所で業務を再開した。しかし不可解な現象はおさまらなかった…。スタッフの1人が奇妙な悪夢に苛まれるようになり、ある夜、スタッフルームで仮眠を取っていた彼を黒い影が横切る映像が監視カメラにとらえられた。我々は、パート24「ダビング」に端を発しているらしい、わずかな手がかりをもとに調査を始めた。だが、そこには衝撃的の事実が待ち受けていたのである…! |
| 27巻     | 「誕生会」                                      | 投稿者が仕事先の仲間と誕生会を祝った時の模様を撮影した映像。誰も居るはずのないバスタブの中から奇妙な手がのびている。そこは過去、墓地だったというが…。 |
| 27巻     | 「NPO」                                         | とある体育館で行われたNPO団体の会合を記録した映像。体育館の窓の外に首のない人間の体が浮かんでいる。投稿者は撮影時には全く気づかなかったというのだが…。 |
| 27巻     | 「ビデオチャット」                              | 投稿者がネットのあるサイトでチャットをした際、その会話を記録した映像。テレビ電話のような感覚で女性と楽しく語る投稿者。だが彼女の背後に奇妙な男性霊が…。 |
| 27巻     | 「フリスビー」                                  | 大学生の投稿者がサークルの仲間と夜の大学構内でフリスビーをして遊ぶ姿をうつした映像。そこに「ちがう」という謎の声と血まみれの顔をした女性の姿が…。 |
| 27巻     | 「ボーリング」                                  | 投稿者がボーリングを楽しむ仲間たちの様子をデジタルカメラで撮影した映像。そこに子供の顔が…。投稿者は家族連れの乗用車の事故現場に遭遇したというのだが…。 |
| 28巻     | 「戦争遺跡」                                    | 女性二人が旅行へ行った際、現地の公園を訪れて記録した映像。その公園は太平洋戦争の遺跡があることでも有名な観光地だという。だが、見学のつもりで出向いた彼女たちを予期せぬ恐怖が襲うことに…。 |
| 28巻     | 「シリーズ監視カメラ 駐輪場」                   | 駐輪場に設置された監視カメラの映像。そこには誰も乗ってないのに静かに進む三輪車の姿が…。さらにその三輪車を降りて、まるでどこかに駆けていくような子供の小さな足がうつっているのだが…。 |
| 28巻     | 「ITバブル」                                    | webデザインの会社に勤める投稿者が数年前に仕事で撮影した、とあるIT企業の社長のインタビュー映像。社長の肩越しに男性の顔らしき黒い影が…。彼はほどなくして脳梗塞で亡くなったという…。 |
| 28巻     | 「渓谷」                                        | 投稿者が友人たちと男性ばかり計4人でドライブに行った際の映像。その中に4人のものではない不可解な声と、奇妙な顔がうつりこんでいた。運転手のTさんはその後、大事故に遭遇してしまったという…。 |
| 28巻     | 「霊の通り道」                                  | 投稿者が大学の後輩たちの家へ遊びに行った際に撮影した映像。投稿者たちが楽しく酒盛りをしているなか、背後のTVの画面に黒い人影が…。霊能者の鑑定によると、そこは霊の通り道であるというのだが…。 |
| 28巻     | 「地震」                                        | 夕刻、車に乗っていた投稿者が撮影した異常なまでに美しい夕焼けの映像。まるで赤く燃えているかのような空の片隅に2つの叫んでいるような顔が…。その地域では後日、大きな地震が起こったというが…。 |
| 28巻     | 「面接」                                        | アダルトビデオの制作会社に勤める投稿者が撮影した出演者の面接の様子。投稿者によると、約束してた女性が予定よりも早い時間に来たため、本来の面接官に代わって投稿者が応対したというのだが…。 |
| 28巻     | 「合格祝賀会」                                  | とある予備校の合格祝賀会の様子を撮影した映像。合格を喜び合う予備校生たちの背後の壁に不可解なしみがあり、まるで女性の姿のように見える。投稿者によれば、病気で亡くなった同級生がいたという…。 |
| 28巻     | 「続・渓谷」                                    | ドライブ途中の車中の映像に聞こえる不可解な声、そして、行き着いた橋でうつりこんだ奇妙な顔…。我々は、投稿者の他に車に同乗していた友人たちにも会うことに。しかしそのうちの1人は音信不通で…。 |
| 29巻     | 「白面の女」                                    | 投稿者カップルが温泉旅行へ行った際、宿泊した旅館の裏にあった廃墟に立ち入って撮影した映像。かつて旅館だったと思われる廃墟の一室に、髪が長く白い顔をした女性の霊が…。投稿者はその顔に気づいて…。 |
| 29巻     | 「占い師1」                                     | インターネット上のアダルトサイトで配信されていた映像。Sさんという女性が部屋で生活している様子をリアルタイムで視聴者が見られるというコンテンツで、人気だったという。その部屋で異変が起きたというのだが…。 |
| 29巻     | 「お正月」                                      | 子供たちにとって、おせちを食べたりお年玉を貰ったり、楽しみな行事の一つでもあるお正月。新年を迎えたある家族が、にぎやかで明るい一家団らんの風景を収めた映像の中に、着物を着た不気味な女性の姿が…。 |
| 29巻     | 「送別会」                                      | とある居酒屋で行われたアルバイトの送別会の様子を記録した映像。テーブルの下に黒ずんだような手がうつっている。その居酒屋は、かつて酔っ払い同士の喧嘩で死亡に至った事件があったというのだが…。 |
| 29巻     | 「占い師2」                                     | Sさんの部屋にうつった不可解な黒い影…。スタッフの岩澤は一年ほど前に投稿されてきた映像にうつっていた黒い影が今回の影と酷似していることを思い出す。さっそくその投稿者に連絡を取るが…。 |
| 29巻     | 「シリーズ監視カメラ 市街地」                   | とある市街地に設置された監視カメラの映像。街角とそこを行き交う人々の姿がうつしだされている。その中に、スーツ姿の男性が赤信号であるにもかかわらず横断歩道を渡り、車をすり抜け消えてしまう映像が…。 |
| 29巻     | 「ダンス」                                      | ダンスの振り付け師をしているという投稿者が深夜の公園で踊っている様子を撮影した映像。投稿者は振りを思いついた時など、よく記録のために自分を撮影するという。その中に横たわる不可解な女性の顔が…。 |
| 29巻     | 「サマーキャンプ」                              | 海で行われたサマーキャンプの様子を収めた映像。磯辺ではしゃぐ子供達の元気な姿にまじって、岩にしがみつこうとしているような白い手が…。かつてこの海水浴場では津波で多くの人が亡くなったというが…。 |
| 29巻     | 「占い師3」                                     | 一年前に投稿されてきた「黒い影」の映像について調査を進めた我々取材班。我々は、今回の投稿と一年前の投稿には多くの共通点があることを知り、ある仮説を打ち立てる。次第にその仮説は真実味を帯びてくるが…! |
| 30巻     | 「山スキー」                                    | 大学の山岳部に所属している投稿者が冬山に登った時の映像。スキーやスノーボードに興じる仲間達を撮影した映像を良く見ると、背景の枯れた樹木のなかに首を吊った自殺者の影がはっきりとうつっている…。 |
| 30巻     | 「シリーズ監視カメラ 専門学校」                 | 警備会社でアルバイトをしていた投稿者は、とある専門学校の監視カメラにうつる不可解な影を見つけてしまう。それは、深夜に1人で残業をしていた男性職員の背後につきまとう女性霊の姿だった…。 |
| 30巻     | 「観覧車」                                      | 投稿者は結婚を間近に控えた友人とともに遊園地の観覧車に乗り、結婚式の2次会で流すための映像を収録していたという。観覧車から見える美しい夜景を撮影していた時、そこにいるはずのない女性の顔が…。 |
| 30巻     | 「川遊び」                                      | 大学生の投稿者たちが川での水遊びの様子を撮影した映像。夏のひとときを楽しむ行楽客で賑わう川の中に、髪をゆらめかせながら不気味に漂う女性の姿が…。この川で水死した女性の怨霊だろうか…? |
| 30巻     | 「『不気味な女』後日談 前編」                   | 友人と一緒に「呪いのビデオ25」を見ていた投稿者は、もし異常な現象が起こったら投稿しようと軽い気持ちでカメラを回しながら見ていたという。奇しくも「不気味な女」を見ていた際、部屋の中で異変が起こり…。 |
| 30巻     | 「テーマパーク」                                | 投稿者がとあるテーマパークに家族旅行に行った際の記録映像。人で賑わう休日のテーマパーク。その映像のなかに不可解な幼女がうつりこんでしまった。無邪気にカメラに近づく少年の背後に、不気味な影が…。 |
| 30巻     | 「夢遊病」                                      | 30代の男性から送られてきた深夜の寝室の映像。その男性によると、朝目覚めると部屋の中が散らかっていたり異変がしばしば起こったため、夢遊病ではないか?と自分の寝ている様子を撮影したと言うのだが…。 |
| 30巻     | 「人形を見つめる眼」                            | 我々製作委員会の元に「心霊博士」と名乗る人物から1本のビデオテープと手紙が届いた。テープはある廃ホテルを深夜に探検した際の映像だという。壊れた人形の映像のなかに、不気味な顔がうつりこんでおり…。 |
| 30巻     | 「『不気味な女』後日談 後編」                   | 投稿された映像にうつる女性霊と、パート25の不気味な女の霊は本当に同じ霊なのだろうか…?そんななか、ひょんなことから投稿者の友人と連絡がついた我々取材班は、彼女から思いもよらない真実を聞かされて…! |

### 2009年
| シリーズ | タイトル                                      | パッケージコメント |
| -------- | --------------------------------------------- | --- |
| 31巻     | 「ストリートミュージシャン」                  | とある駅前の公園で歌っているストリートミュージシャンの姿を携帯電話の動画機能で撮影した映像。ストリートミュージシャンが歌っている背後の木の陰から、不可解な女性の顔がこちらを睨んでいるのだが…。 |
| 31巻     | 「バスケットボール」                          | 大学のバスケットボールサークルの合宿に参加したという投稿者。体育館で行われた練習風景を収めた映像の中に、頭部のない不気味な人影が…。そのサークルにはクモ膜下出血でなくなったメンバーがいたというが…。 |
| 31巻     | 「障害者マラソン」                            | ボランティア活動をしている男性からの投稿。彼は頼まれて障害者マラソンの様子をビデオカメラで撮影していたという。アスファルトの路面に、苦しげな表情を浮かべる男性の顔が黒く浮かび上がっているのだが…。 |
| 31巻     | 「冥界へとつながる森」                        | 投稿者の娘にあたるYさんが婚約者の男性とともに、母親の誕生祝いのために撮影したビデオレター。その映像の中に不可解な映像がインサートされていたという。その数日後、Yさんが行方不明になってしまった…。 |
| 31巻     | 「日暮れる動物園」                            | カップルがある動物園で撮影した映像。閉園前の人気のない動物園。ビデオカメラのナイトモードで撮影したカモシカ。その檻の奥の建物の前にチカチカと明滅をしながら佇んでいる不可解な男の姿が…。 |
| 31巻     | 「心霊スポット トンネル」                     | 心霊スポットとして名高い某トンネル。投稿者カップルはインターネットで心霊スポットを探し、そのトンネルを訪れたという。その映像に男性の背中に張り付くような幼い男の子の不可解な影がうつりこんでしまった…。 |
| 31巻     | 「シリーズ監視カメラ アダルトビデオショップ」 | アダルトビデオショップに設置された監視カメラの映像。深夜、男の生首が店内を横切る様子が収められた。店員によると、その生首の顔が、以前トラブルを起こしたことのある常連客の顔と酷似していたと言うのだが…。 |
| 31巻     | 「サンバ」                                    | 華やかなサンバのパレード。雨天にもかかわらず沿道は多くの見物客で賑わっている。しかし、そのような明るい雰囲気に似つかわしくない、まるで地面から上半身だけが生えているような不可解な人影が群集の中に…。 |
| 31巻     | 「続・冥界へとつながる森」                    | 我々取材班はYんが行方不明になる直前に彼女を目撃した会社の同僚Oさんに話を聞くことができた。Oさんによると、彼女は昼休みの公園で見知らぬ女性と真剣に話をしていたという。その女性とは一体誰なのか…? |
| 32巻     | 「運動会」                                    | 小学校の運動会を撮影した記録映像。体育館の中で元気いっぱい動き回る体操服の子供たちに混ざって、皆と同じ体操着を着た上半身のない子供の姿が…。前年の夏休み、交通事故で死亡した子供がいるというのだが…。 |
| 32巻     | 「犬の散歩」                                  | とある雨の日に撮影された映像。愛犬を連れて散歩をしていた投稿者は、普段は行かない公園に足をのばしたという。すると愛犬が誰もいない空間に向かって突然吠えはじめたという。カメラはその姿を捉えてしまった…。 |
| 32巻     | 「クラブ・イベント」                          | 若者たちが集うクラブ。しかし、暗く幻想的な空間には心霊的なものも集まりやすい。友人が主催したイベントの記録撮影を頼まれた投稿者。その映像の中にクラブには似つかわしくない、軍帽を被った軍人の霊が…! |
| 32巻     | 「不在」                                      | 大学のゼミの同窓会を撮影した映像。ゼミの教授が急用で参加できなかったため、投稿者は教授に見せるために仲間たちの姿を撮影したという。カメラに向かってメッセージを話す男性の手首から上が消えているのだが…。 |
| 32巻     | 「シリーズ監視カメラ ネットカフェ難民」       | インターネットカフェを経営しているという投稿者から送られてきた監視カメラの映像。個室の入り口付近に身体が透けた男性の霊らしき姿が確認できる。その個室では、最近薬物による男性の自殺事件があったという…。 |
| 32巻     | 「タクシー」                                  | 個人タクシーを営んでいるという男性からの投稿。車内には防犯カメラが設置されていたが、ある日、一人の客を田舎の山道まで乗せた際に後部座席の窓ガラスにすがりつく女性の姿をカメラが捉えてしまったという…。 |
| 32巻     | 「赤い人」                                    | 投稿者が友人たちとドライブをした際に偶然撮影したデジタルカメラの映像。自宅近くの道路が渋滞し、多くの消防車が出動していたため、何かあったのかと動画を撮ったという。その中に全身が赤い奇妙な人物が…。 |
| 32巻     | 「Twenty-Seven 前編」                         | 第1弾の発売から、ついに十周年を迎える呪いのビデオ。これまで我々取材班にはたくさんのスタッフが参加してきたが、その中にはあまりの恐怖に堪えかねて自ら辞めていったものも少なくない…。現在のスタッフの1人、菊池宣秀は20歳の誕生日を機に、毎年誕生日になると奇妙なビデオテープが送られてくるという。消印は福井県。山奥の廃山荘の映像らしいが、心霊現象などは何も映っていなかったため、これまでシリーズで取り上げられることはなかった。 ある日、製作委員会に1本のビデオテープが投稿される。それは奇妙なことに菊池の元に送られてくる映像と同じものだった。早速我々は投稿者とコンタクトをとり、真相の究明を開始する。しかし取材を進めていた我々は未曾有の恐怖と対峙することになるのだった…!!                      |
| 33巻     | 「ドライブレコーダー」                        | 自動車事故につながる急加速や急減速の際の様子を記録するドライブレコーダーが捕らえた映像。投稿者の男性は、ある寂しい道を走行していた際、急に飛び出してきた女性を轢いてしまった。だがその姿はどこにもなくて…。 |
| 33巻     | 「奇妙な客」                                  | 投稿者が仕事仲間との飲み会の様子を撮影した映像。ごくありふれた韓国風居酒屋の奥に、よく見ると生気のない女性の姿が確認できる。その女性は、最初にいた場所とは別の場所にもう一度現れ、その後消えてしまう…。 |
| 33巻     | 「植物園」                                    | 2人の女性が植物園に遊びに行った際に撮影したと思われる差出人不明の投稿。楽しく語り合いながら植物園を巡っている女性たち。そんななか、植物を展示してある台の下に、赤い顔をした幼い女の子の姿が見て取れる。 |
| 33巻     | 「祭」                                        | ある神社で行われていた祭の様子を撮影した映像。様々な出店で賑わっている境内。その映像の中に、お札に名前を書いている男性の腕の隙間から、こちらを覗く顔のようなものが…。祭は霊を引き寄せると言われるが…。 |
| 33巻     | 「シリーズ監視カメラ 女子寮」                 | とある女子大の学生寮にあるエレベーター内に設置された監視カメラの映像。このエレベーターは曰くつきで、誰も乗っていないのにも関わらず、ひとりでに最上階のボタンが押され、扉が開くことが度々あるというのだが…。 |
| 33巻     | 「お見合いビデオ」                            | ある結婚相談所で働いていた女性からの投稿。相談所に登録した男性のプロフィール用のビデオの中に、彼の顔に重なって恨みがましい顔でこちらを睨む霊の姿が…。実はその男性は、妻と死に別れるという経験があった。 |
| 33巻     | 「Twenty-Seven 中編」                         | パート32で取りあげた、AD菊池の元に送られてくる奇妙なビデオテープに関する追跡取材・中編。投稿者・柏木さん(仮名)が自殺してしまうという最悪の事態を迎えた我々取材班は、例の奇妙なマークが柏木さんの部屋にも印されていたことに気づく。我々は柏木さんの周辺を洗い直してみることに。柏木さんの恋人とコンタクトを取った我々は、あの投稿映像は、菊池と同様、柏木さんの誕生日ごとに何者かから送られてきた映像だと知る。 そうこうしているうちに、AD菊池が誕生日を迎えた。今年は柏木さんの投稿映像と全く一緒の映像とともに、「お前らだけ忘れたとは言わせない あいつと同じ歳になったら終わり」という手紙が添付されていた。 そして数日後、AD菊池が失踪してしまう…!我々の前に大いなる恐怖が立ちはだかろうとしていた…。  |
| 34巻     | 「シリーズ監視カメラ 団地」                   | とある集合団地の入り口に設置されている監視カメラの映像。投稿者はこの団地の住人であり、自治会の役員でもあるという。いつもの監視カメラの映像が、突然どこかの墓場の映像に映像に切り替わり、霊の姿がうつるのだが…。 |
| 34巻     | 「動画サイト」                                | 部屋で大学時代の友人と飲んでいて百物語をはじめた投稿者。怖い話をそれほど知らない彼らはネットでネタを漁っているうちに、偶然、奇妙な動画を見つけたという。その動画に映っている女性と同じ女性が部屋に現れた…。 |
| 34巻     | 「雪祭り」                                    | 札幌で開催されている雪祭りの様子を、通りかかった車の中から撮影した映像。美しい雪像が幻想的な雰囲気をかもしだしている。その映像のなかに、空中に浮かんでいる人間の足と思われる物体が確認できるのだが…。 |
| 34巻     | 「念写」                                      | 投稿者の夫婦が水族館に遊びに行った際に撮影した映像。イルカの水槽の前で、急に投稿者たちを見つめるような映像が重なり、さらには小さな女の子の霊の姿が確認できる。実はこの夫婦は娘を亡くしたという過去があった…。 |
| 34巻     | 「バーベキュー」                              | 多くの人でにぎわう夏の河原。投稿者は友人たちとバーベキューを楽しんでいた。その映像の中に、バーベキューの台の下からのぞく不可解な顔のようなものが…。夏の水場は心霊的なものが集まりやすいというのだが…。 |
| 34巻     | 「出てはいけない」                            | 投稿者が大学の演劇サークルに所属する友人に頼まれて公園で練習する様子を撮影した映像。この時、近くにあった公園の公衆電話が突然鳴り出した。サークルの1人がおそるおそる電話にでた際、奇妙な顔が現れて…。 |
| 34巻     | 「悪酔い」                                    | 投稿者が居酒屋で仲間たちと宴会をしていた時の映像。その日は投稿者の友人の1人が異常なまでに悪酔いしていたという。裸になって騒ぐ男性の横に彼を睨む目のようなものが…。彼は法事の帰りだったという…。 |
| 34巻     | 「Twenty-Seven 後編」                         | パート32、33と続けて取りあげた、AD菊池の元に送られてきた奇妙なビデオテープに関する追跡取材・後編。自殺した柏木さんと失踪した菊池が幼い頃に誘拐され監禁されていたという例の廃山荘に向かった我々取材班。しかし、廃山荘はすでに取り壊されており、荒地となっていた…。周辺を調査した我々は、何者かがテントを張って生活しており、例のマークが刻まれた祠を掘り出そうとしていることを知る。 夜になって再び謎のテントが張られていた場所に向かった我々だったが、突然、演出補の渡邉の様子がおかしくなった。暴れ狂ったように走り出し、失神してしまった渡邉…。彼女の身に一体何が起こったのか?我々はこの山荘が建てられていた土地にまつわる恐ろしい話を関係者から聞くことに…。さらに、予想もしていなかった衝撃の展開が…! |
| 35巻     | 「中古ビデオ」                                | フリーマーケットでビデオカメラを投稿者。そのおまけに付いてきたカメラバッグの中にテープが数本入っていたという。そのテープに収録されていたのは、どこかの観光地の映像にあらわれた不可解な歪んだ顔だった…。 |
| 35巻     | 「海岸」                                      | 真夏の海岸で遊び戯れる若い男女たちの映像。デッキチェアに寝そべっている女性の足元に焼け焦げたような黒い手が…。その海岸は、太平洋戦争時に空襲にあって亡くなった人々を埋めたという噂があるらしいのだが…。 |
| 35巻     | 「シリーズ監視カメラ 河川」                   | とある河川の監視カメラの映像。その監視カメラは増水の危険を知るためや、水流の記録のために設置されているという。その河川にかかった橋を自転車で通過する男性の背を、上半身だけの女性がしがみついている…。 |
| 35巻     | 「肝試し 前編」                               | 投稿者がアルバイト先の友人Mさんと2人で心霊スポットに肝試しに行った際の映像。その場所は以前は病院の廃墟があったのだが、今では公園になってしまったのだという。その日の深夜、Mさんは忽然と姿を消した…。 |
| 35巻     | 「家族旅行」                                  | 投稿者の家族がカニで有名な観光地に家族旅行に行った際の映像。宿泊先の古い旅館で撮影した映像に、部屋の窓からこちらをのぞく不可解な女性の霊が…。その部屋は2階で、窓の外にベランダはなかったという…。 |
| 35巻     | 「黒い物」                                    | ラブホテルで恋人の女性を携帯電話の動画機能で撮影した映像。投稿者の男性は、彼女に黙って隠し撮りをしていたが、その際、不可解な黒い物体が浮かび、スーッと近づいてきたという。女性の顔に見えるのだが…。 |
| 35巻     | 「暗闇から…」                                 | 夏の風物詩、花火。夏休みの後半、単身赴任中の父親に送るため、母親と子供が花火をしている様子を撮影した。その翌日、子供の首に原因不明のアザができたという。ビデオを見直すと不可解な手が子供の首を絞めていた…。 |
| 35巻     | 「バナナの叩き売り」                          | 今では縁日でも見ることのなくなったバナナの叩き売り。初めてバナナの叩き売りを見た投稿者は、もの珍しさから携帯電話でその様子を撮影したという。その中にテーブルの間からのぞく不可解な霊の姿が写っていた…。 |
| 35巻     | 「肝試し 後編」                               | 謎の言葉を残して消えたMさんの行方を追う我々取材班はMさんの恋人に会った。肝試しの後日、Mさんの不可解な態度に怒った彼女は、荷物を持ってMさんの部屋を出たのだという。その中に、カメラがあったのだが…。 |

### 2010年
| シリーズ | タイトル                                | パッケージコメント |
| -------- | --------------------------------------- | --- |
| 36巻     | 「シリーズ監視カメラ マンションの屋上」 | あまりにも飛び降り自殺が多いため、屋上に監視カメラを設置することになった古いマンション。監視カメラの効果は絶大であり、自殺者の数も減ったある日、屋上のドアに影が写りアラームが鳴ったのだが…。                               |
| 36巻     | 「恨眼」                                | ある日、我々製作委員会の元に首を切り落とされた鳥の死骸が送られてきた。この悪質な嫌がらせをしたと思われる「心霊博士」と名乗る人物は、自分の投稿が不採用になるにつれて脅迫じみたものになってきていた…。                       |
| 36巻     | 「深夜のドライブ」                      | とあるカップルは自宅に戻る際に凄惨な交通事故に遭遇し、その模様を映像に記録した。しかし、何気なく運転席の男性にカメラを向けると横の窓ガラスには血まみれの男の姿が…。                                                         |
| 36巻     | 「体験入学」                            | とある映像専門学校の体験入学では、街にビデオカメラを持って繰り出し自由に撮影をさせるのだという。しかしその映像には、たまに不可思議な物が写りこんだりするのだと言うが…。                                                     |
| 36巻     | 「呪いの携帯メール」                    | 都内に住む女子大生二人は、高校時代の友人に誕生日のお祝いメッセージを送るため、携帯電話で自分たちの映像を撮影し友人に送った。しかしその映像の中の一人の顔が、何とくり抜かれたように穴が…。                                   |
| 36巻     | 「騒音」                                | マンションの階上の騒音に悩まされているという投稿者。夜な夜な大勢で歩き回る音がするのだという。抗議に行くが自分一人だと追い返されてしまう。証拠をつかむ為、友人に隠し撮りを頼みその住人の部屋に入るが…。                     |
| 36巻     | 「テニス・サークル」                    | 大学のテニス・サークルの練習風景。先輩が新人のスウィングホームを矯正するために素振りを撮ったものである。カメラが新人の足下に振れたとき、新人の足の後に何者かの汚れた足が…。                                                 |
| 36巻     | 「続・呪いの携帯メール」                | その後、顔に異変のあった女子大生一人がアルバイト先の屋上から転落死した。彼女の死について調べるが何の手がかりもなく1週間が過ぎた。その頃、もう一人の女子大生が投稿映像を見直したところ…。                                    |
| 37巻     | 「呪いのわら人形」                      | 深夜、森に囲まれた神社に行ったという投稿者とその友人。その神社近くの森の中でわら人形が打ち付けられた木を見つける。気味悪く思いながらもそれを撮影していた時、異様な声が聞こえ振り返ると髪の長い女が…。                       |
| 37巻     | 「隣人の声」                            | 古いアパートの一室。投稿者は隣室から聞こえてくる女性のあえぎ声をふざけてビデオカメラに記録した。しかし、そのあえぎ声に男の罵声が被さり、次第に女性の声は悲鳴へと変わっていくのだったが…。                                   |
| 37巻     | 「二つの眼」                            | 投稿者が、外国人夫婦の友人の家に行った時に撮った映像。後日、映像を再生したところ撮影時には起こらなかった不可解な現象が。突然、画面に入るノイズ。中央に表れた二つの眼のような物がカメラを睨んでいた…。                       |
| 37巻     | 「狂死のビデオテープ 胎動」             | 都内に住む10代の女性から送られてきた映像。それは彼女の兄の携帯電話に残されていた動画だった。彼女の兄は数週間前に交通事故で亡くなったとのことだった。動画を確認したところある男の不可解な顔が…。                             |
| 37巻     | 「海岸の洞窟」                          | 仕事仲間と海岸にキャンプに行った投稿者。キャンプ地の近くにあった洞窟を撮影した際に、不気味なものが写っていた。それは潮が満ちてきた洞窟の入口あたり。岩間にしがみつく誰かの手のようなものが…。                               |
| 37巻     | 「シリーズ監視カメラ 自動車」           | 車内に搭載された監視カメラの映像。投稿者は購入したばかりの車に傷をつけられ、その対策としてカメラを設置した。深夜、突然揺れ動く車。その揺れが止むと車の窓ガラスには白い手形が数多く表れ…。                                   |
| 37巻     | 「誕生日ケーキ」                        | 当時バイト先の仲間うちで誕生日会を開いた時の映像。主役の男性がケーキを消す瞬間、彼の顔には模様のような不可解なものが写り込んでいた。スロー再生して見直したところそれは女性の顔に見えるのだが…。                             |
| 37巻     | 「狂死のビデオテープ 続・胎動」         | その不可解な顔の人物とは…以前、我々取材班に悪質な嫌がらせをしたと思われる「心霊博士」と名乗る人物だったのだ。しかし、彼は取材班の調査の結果、この世から既にいなくなっていたのだが…。                                        |
| 38巻     | 「シリーズ監視カメラ 雑居ビルの廊下」   | 古いオフィスビルに設置された監視カメラの映像。ある日の朝、廊下が水浸しになっているという不可解な出来事が起こった。管理人が映像を確認してみると、廊下を誰も歩いていないのに窓には廊下を歩く男の姿が…。                       |
| 38巻     | 「夜景」                                | デートで夜景スポットに行ったという投稿者のカップル。ベンチに座ってカメラを写していると遠くの方に女性と思われる奇妙な人影が見える。肉眼で見ると消えている。そして急に自分の足首あたりを気にする彼女…。                       |
| 38巻     | 「大学ゼミ」                            | 投稿者が所属する大学ゼミの研究発表の様子を記録した映像には、不可解な現象が写っていた。後日、映像の中で研究発表をしていた女学生が、春休みに自分のアパートで首つり死体で発見された…。                                         |
| 38巻     | 「狂死のビデオテープ 暗躍」             | 我々製作委員会に脅迫を繰り返す「心霊博士」と名乗る人物。その後、彼が急遽亡くなりその娘から呼び出しを受ける取材班。娘は、小田という人物が家に尋ねてきて父が集めた心霊映像を渡せと脅迫されたというが…。                       |
| 38巻     | 「焼身自殺」                            | 公園でバーベキューをしながら仲間の誕生日祝いを記録した映像。背後に誰もいないはずのベンチの下から黒い手のようなものが現れる。手の色から明らかにこの世のものとは思えないのだが…。                                             |
| 38巻     | 「吹奏楽」                              | 中学の吹奏楽部の演奏会の様子を記録した映像。業者が撮影し配布されたテープなのだが、その不可思議な映像は投稿者のみのテープに起こった現象だった。それは、女性司会者が壇上から去ろうとしたその時に…。                           |
| 38巻     | 「黒死女」                              | 彼と長野の温泉旅館に泊まった時の映像。朝早く起きてしまった投稿者は、彼の寝顔を撮ったり、ちょっかいを出したりして遊んでいた。そして彼の布団を剥がしたその時、奇妙な黒い顔がこちらを睨んでいた…。                             |
| 38巻     | 「狂死のビデオテープ 続・暗躍」         | 異常な事が二つ起こった。委員会のスタッフルームのドアに“テープ全部と交換”と書かれた謎の文句。さらにスタッフの携帯電話に残された「心霊博士」の娘からの留守録“あなた達がテープを渡してくれないからですよ”…。                   |
| 39巻     | 「廃 アパート探検」                     | 深夜とある誰も住んでいないアパートを訪ねた投稿者の映像。このアパートはかつて父親によって幼い娘が風呂に沈められ、殺されるという事件の現場となった場所だ。ここを探索中に奇妙な現象が起きたのだが…。                           |
| 39巻     | 「放火」                                | 高校生の投稿者が春休みに東京の姉のアパートを訪ねた時の映像。帰宅したら両親に姉の部屋の様子を見せる為、携帯カメラで撮影をしていた。しかし、カメラが何気なく洗面所の鏡を写した際に顔の焼けただれた女が…。                     |
| 39巻     | 「仏像」                                | 遠方に住む友人の家に旅行に行った際、有名な仏像があると聞いて向った投稿者。日没直後に友人とカメラを持って寺に出かけ仏像を撮影。写真のフラッシュで照らされた仏像には顔のような不可思議なものが写っていた…。                   |
| 39巻     | 「赤子」                                | 生まれたばかりの投稿者を撮影したというホームビデオの映像。最近、亡くなった父の部屋を整理した際に見つけた映像を見ると、本人である赤ん坊の左目に気味の悪い現象が起こっていた…。                                               |
| 39巻     | 「狂死のビデオテープ 蛮行」             | 「心霊博士」と名乗る人物の娘と心霊映像を渡せと脅迫する謎の男、小田。指定された公園にビデオテを持って行くが誰も現れない。と、その時、顔を真っ赤に塗り軍服姿で日本刀を振りかざす男がビデオを強奪していった…。                 |
| 39巻     | 「残された動画」                        | この映像は投稿者の女性が「自分の携帯電話に、撮影した覚えのない動画が残っていた」というものである。女性は、実家の近くで偶然見た結婚式の行列が影響しているのだろうかと言うが。その映像には奇妙な顔が…。                       |
| 39巻     | 「シリーズ監視カメラ 留守番モニター」   | ひとり暮らしの父親の様子を記録したWebカメラの映像。父と離れて暮らす娘が、父の安否を確認するため家の食堂にモニターを導入。ある日、父が食事を終え部屋を出ようとした時、不可解な顔のようなものが写ったのだが…。                |
| 39巻     | 「狂死のビデオテープ 続・蛮行」         | 突然、消えた「心霊博士」の娘。状況からして娘は誘拐された可能性も否定出来ない。我々スタッフは、亡くなった「心霊博士」の妻と電話でコンタクトすることに成功。妻曰く…私たちには娘などいないと言うのだが…。                      |
| 40巻     | 「社員旅行」                            | 以前、勤めていた会社の社員旅行の様子を記録した映像。布団を敷こうとしてはしゃいでいる投稿者の同僚たち。そんな彼らを見つめるかのように、窓の外には不気味な和服姿の女性が立っていた…。                                         |
| 40巻     | 「硫化水素」                            | 投稿者とその恋人の女性が、引っ越したばかりの友人の家を尋ねたときの携帯カメラの映像。風呂場を撮影しているときに突然、恋人が倒れて苦しみだした。彼女の傍には灰色がかった顔の女性のようなものが横たわっていた…。               |
| 40巻     | 「うつりこむ眼」                        | あるカップルが、冬に行われたお祭りの様子を記録した映像の中に不可思議な現象が。男性のサングラスのレンズの中に眼のようなものが写り込んでいる。その大きさから彼の眼の前には人が立っていなければおかしいのだが…。               |
| 40巻     | 「自然発火」                            | とあるアパートの一室を撮影したWebカメラの映像。投稿者によると、家の中が焦げ臭いというので撮影をして様子をみることにしたのだという。それによると通販で購入した木のイスが自然発火するという現象が起こった…。                  |
| 40巻     | 「夏の川原」                            | 専門学校に通う投稿者が、真夏の夜に川原で撮影した映像。花火をしたり楽器を演奏したりして楽しんでる映像の中に、不可解な人物が紛れこんでいた。お面を被って楽しんでいる友人の背後に、白い顔のようなものが写りこんでいるのだが…。 |
| 40巻     | 「ハウススタジオ」                      | ある大学の映画サークルで撮影された映像。都内にある撮影用にレンタルが可能な一軒家を借りて撮影したものだという。映像を確認したところ、誰もいないはずの役者の背後には女性と思われる奇妙な人影が、こちらを覗いているような…。   |
| 40巻     | 「シリーズ監視カメラ レンタルオフィス」 | とあるビルにあるレンタルオフィスに設置された監視カメラの映像。時間帯は21時を過ぎたあたりのものであるという。オフィスの電気が消されたとき、監視カメラの手前にあるデスクの仕切り板に歪んだ顔のようなものが…。                 |
| 40巻     | 「夜の池」                              | 投稿者は夜、友人と自宅付近の公園の池に行きビデオカメラをまわした。しかし、友人が何の前ぶれもなく池に落ちてしまった。彼を助けようとカメラを地面に置く。その映像の中に、池の中から女性と思われる顔が写っていたのだが…。       |
| 40巻     | 「続・自然発火」                        | 我々、取材班は自然発火する家具について調べてみることにした。しかし、その材料である木材を販売した会社は既に解散。その事情を知る人間と話したところ、木を伐採した森は鎮守の森だったという。その後、お祓いはしたのだが…。       |

### 2011年
| シリーズ | タイトル                                | パッケージコメント |
| -------- | --------------------------------------- | --- |
| 41巻     | 「クラシックバレエ」                    | 稽古場でバレエを練習している女性を記録した映像。練習中に突然、消える照明と途切れる音楽。再び明るくなると稽古場の鏡の中、何者かが女性に近づいている。しかしその姿は鏡の中だけにしか映っていないのだが…。                                                                             |
| 41巻     | 「ひとりかくれんぼ」                    | ネットで話題のひとりかくれんぼの様子をおさめた映像。室内に置かれていた砂嵐状態のテレビ。投稿者はビデオカメラをテレビの方に向けて儀式を記録しようと試みる。ところがその砂嵐には不可思議な人影のようなものが…。                                                                       |
| 41巻     | 「霊域」                                | 大学生の投稿者がサークルの合宿で撮影したという映像。はしゃぐ学生の後の宴会場の壁を人の形をした白いものが横切っていく。さらに学生達の座っているテーブルの下には赤い手のようなものが見え隠れするのだが…。                                                                             |
| 41巻     | 「巨女」                                | 友達と温泉にいき宿泊したときの映像。お酒に酔った勢いでボクシングのまねごとをして遊ぶ若者たち。そのワンカットの中、奥の敷居板の上を髪の長い何者かがやってきて不気味な顔を覗かせているのだが…。                                                                                       |
| 41巻     | 「アメリカの友人」                      | アメリカにいる友人とのビデオチャットの会話を記録した映像。話の途中、床や壁をたたく音が聞こえてくる。だがその音は友人には聞こえていない様子。音が止むと画面は白黒になり友人の首をつかむように腕が現れてくる…。                                                                       |
| 41巻     | 「シリーズ監視カメラ 残像霊」           | 元キャバクラを経営していたという投稿者。当時、店内を監視カメラで記録していたときの映像。コンパニオンがお客を見送るためテーブルから立ち上がる。しかし彼女が去った後も彼女の足だけがテーブルの下に取り残されていた…。                                                                 |
| 41巻     | 「出生祝い」                            | 都内に住む中学生の女性から投稿された映像。祝詞を読む神主、そして神前で頭をたれる投稿者の家族。その背後に薄い水色の着物を着た女性が座ろうとしている。その姿は透けておりとても現世に存在しているとは考えられないのだが…。                                                             |
| 41巻     | 「パントマイム」                        | 友人のパントマイムを行う姿を近くの公園で撮影した映像。パントマイムの途中、ビデオカメラの動画が静止画の状態でフリーズ。しばらくして正常に動き出すと友人の背後に突然、人の形をした白いものが揺れて動いているのだが…。                                                                 |
| 42巻     | 「大震災」                              | 2011年3月11日に起こった震災時に撮影されたという映像。地震が起こり慌ててアパートから路上に飛び出す投稿者。アパート横の駐車場へと避難する時、一瞬カメラが町向こうの空を写し出すが…。                                                                                                  |
| 42巻     | 「母の思い」                            | 母親と一緒に新宿御苑に観光に訪れた際の映像。この映像から半年後に母親は、不慮の事故で亡くなった。建物内から外の景色を眺めている母親。映像が唐突にフリーズして母親の顔だけが徐々にカメラの方を向き、何かを呟く…。                                                                     |
| 42巻     | 「沈める者」                            | 子供の頃、家族で海に行った時に撮影された8ミリの映像。海辺で父親に抱かれて遊ぶ姿が映されているのだが、不意に多重露光のように赤っぽく別の映像が不可解に挟み込まれる。それには不気味な女のようなシルエットが…。                                                                        |
| 42巻     | 「追跡録 前編」                         | ～ほんとにあった!呪いのビデオ史上最恐の戦慄が我々製作委員会を襲う!!～ 委員会が菊池の捜索を打ち切った後、岩澤は一人で菊池の捜索を続けていた。かつて菊池を含む幼児3人がある男に誘拐され山荘に監禁されるという事件が起こった。その被害者の一人の日向さんの足取りを追った…。            |
| 42巻     | 「霊園」                                | 投稿者が友人達と心霊スポットで有名な青山霊園へ肝試しに行った時の映像。カメラが友人の姿をとらえた時、その背後に不気味な女とおぼしき顔が写り込んでいた。さらに、その直前に映した映像には墓石に見知らぬ誰かの手が…。                                                                   |
| 42巻     | 「腹切りやぐら」                        | 鎌倉に観光で訪れた際に撮影した映像。散策中、「腹切りやぐら」と呼ばれる看板を見つけた投稿者たちは、その場所を尋ねた。卒塔婆がいくつもあるその洞窟を興味本意で撮影していると、急にビデオの映像が乱れて…。                                                                             |
| 42巻     | 「シリーズ監視カメラ 病院」             | とある病院の階段に設置された監視カメラの映像。カメラのレンズが突然音を立てて割れる。その後再び階段の映像に戻った時、割れたレンズ越しに階段をゆっくりと降りていく、足のようなものが映りこんでいるのだが…。                                                                           |
| 42巻     | 「邪願」                                | 投稿者が恋人と都内のある神社へ行った際の映像。何気に絵馬を撮影していた時、その一枚にゾッとするものを発見する。「正彦シネ」と書かれた絵馬。その絵馬の背後からジッとカメラを睨む女の顔が…。                                                                                           |
| 42巻     | 「続追跡録 前編」                       | 岩澤はかつての委員会の渡邉と共に、日向さんの元恋人に会いに行く。話によると日向さんの実家がまだ残っていると言うので尋ねてみた。我々は何かしらの手がかりが残っていないかと、その廃墟同然の家に入ってみることにしたのだが…。                                                           |
| 43巻     | 「シリーズ監視カメラ 自動販売機」       | とある自動販売機に設置された監視カメラの映像。ピンク色のパーカーを着た男が飲み物を買いにやってくる。そのとき背後の奥の方に、一瞬、白っぽい服を着た何者かが立っている。さらに男が飲み物を買ってその場を去る時に…。                                                                   |
| 43巻     | 「アルバム」                            | 新婚の投稿者が妻と共に実家に里帰りしたときの映像。妻は夫の子供のときの写真を一枚一枚めくってゆく。そのとき、一枚の写真に写る子供の顔がふいに動きだしカメラの方をにらみつけるのだが…。                                                                                               |
| 43巻     | 「証拠ビデオ」                          | 投稿者の女性がある興信所に夫の素行調査を依頼した際に撮影された映像。誰もいない隣に向って楽しげに話をしている夫。そのとき、一瞬、夫の隣にセーラー服を着てうつむいている女性が現れるのだが…。                                                                                         |
| 43巻     | 「追跡録 中編」                         | ～ほんとにあった!呪いのビデオ史上最恐の戦慄が我々製作委員会を襲う!!～ 委員会は自殺してしまったのではないかと思われる、日向さんの行方を追う。かつて彼が通っていたメンタルクリニックについて調べてみるためにクリニックヘと向った。すると渡邉があることに気づく…。                     |
| 43巻     | 「展望台」                              | 恋人と一緒に絶景が見渡されるという展望台に訪れたときの映像。ふと展望台の下の方を映したとき、地面に血だらけで横たわる男の姿を映し出した。驚いてもう一度、カメラを向けてみるが、そこには何もいない…。                                                                                 |
| 43巻     | 「アユタユ」                            | 観光旅行でタイのアユタユ遺跡を尋ねたときに撮影した映像。お金になることから全て盗難にあったという首のない仏像が立ち並ぶ場所。カメラが首のない仏像へズームしたとき、一瞬、その仏像に首とおぼしきものが…。                                                                             |
| 43巻     | 「獣」                                  | 大学生の友人同士が、とある山でキャンプをしたときの映像。深夜、テントの中で怖い話をしながら盛り上がっていた。するとテントの外から動物のうなり声のような音が聞こえてきた。その後にテントをバーンと叩く音がするのだが…。                                                               |
| 43巻     | 「玉突き衝突」                          | 投稿者が恋人と共に北海道に旅行した際に遭遇した、玉突き衝突の模様を撮影した映像。トンネル内で横倒しになった事故車を車内から撮影していると、バックガラスに逆さになった無表情の顔がこちらを覗き込んでいる…。                                                                           |
| 43巻     | 「続追跡録 中編」                       | 我々は日向さんが住んでいるというアパートへ向うが、留守のため、隣人に話を伺うことにする。既に引っ越したのではと答える隣人。そして彼は一人暮らしだと聞いてたが何度か女の子の泣くような声が聞こえ、不審に思っていたというのだが…。                                                     |
| 44巻     | 「閃光」                                | 友人が入院していたときのお見舞いの際に映した映像。友人を映したときにだけフラッシュのような閃光が瞬き画面が真っ白になる。それは数度に渡って繰り返されるのだが、閃光のひとつに手のようなものが友人の肩に現れるのだが…。                                                               |
| 44巻     | 「シリーズ監視カメラ 自動追尾型カメラ」 | とある会社内に設置された不審者などが侵入した際に、その人物を追尾する装置が取り付けられた監視カメラの映像。誰もいないにも関わらず動き始めるカメラ。すると突然廊下に黒い影のようなものが現れる…。                                                                                     |
| 44巻     | 「スカイツリー」                        | 恋人と一緒に建設途中のスカイツリーを見に行ったときの映像。夕飯を食べるために、一旦カメラを鞄の中に締まったのだが操作ミスで電源は切られていなかった。そして鞄内の真っ暗な映像には血だらけの顔が覗き込むように映っていた…。                                                           |
| 44巻     | 「追跡録 後編」                         | ～ほんとにあった!呪いのビデオ史上最恐の戦慄が我々製作委員会を襲う!!～ 行方不明の日向さんのアパートで見つけたメモ書きに書かれたとある神社。その後、神社のいわれについて教えてくれた人物から連絡を受ける。その内容は、ある男から「やないばこはあるか」という意味不明の電話であった…。 |
| 44巻     | 「峠の怪」                              | 投稿者が恋人と共にとある峠にドライブに出かけたときの映像。窓から見える夜景などを撮っていると、何かが横切ったと彼が急にブレーキをかけて車を停めた。後に撮影した映像を見るとヘッドライトの先に四つん這いの黒い影が…。                                                                 |
| 44巻     | 「富士登山」                            | 投稿者の夫婦が富士登山をしたときの映像。標高が高くなるにつれ雲の中に入っていくカメラ。辺りが霧に覆われたとき、ふとカメラを向けると人影のようなものが手を振っているように見える。だがそこは人が立てるような場所ではないのだが…。                                                     |
| 44巻     | 「ピアノ」                              | 20年前に娘のピアノ練習風景を撮影したホームムービーの映像。ピアノの鍵盤に娘の手とはまったく別の灰色の手のようなものが映りこんでいる。それはまるで一緒に演奏しているように見える。投稿者によるとこのピアノは中古品であったというのだが…。                                             |
| 44巻     | 「屋上遊園地」                          | 親戚の子供とデパートの屋上遊園地に行ったときの携帯電話での映像。 スポーツカーの遊具に乗って遊ぶ子供の左のフロントガラス部分を撮らえたとき、子供とおぼしき半透明の顔がカメラに映りこんでいる…。                                                                                      |
| 44巻     | 「続追跡録 後編」                       | 手がかりを求めてもうひとつの神社へ向う。途中、陽も暮れ野営することに。しかしスタッフの川居がいなくなったため捜していると、川居から電話が入る。誰かを見かけて後を追ったのだという彼女の電話の向こうから、男の声が聞こえてくるのだが…。                                               |
| 45巻     | 「逢魔時の怪」                          | 恋人と季節はずれのとある海岸に遊びに行ったときの映像。水着に着替えて夕暮れの海辺ではしゃぐ彼女。投稿者のカメラは海に向かう彼女の姿を追う。その時まったく微動だにしない不可解な女性が写るのだが…。                                                                                   |
| 45巻     | 「ブランコ」                            | 通っている専門学校付近にある公園のブランコ。誰もいないのにブランコが揺れるという噂を聞いて、投稿者は友人と定点カメラを設置して見張ることにした。ふいにゆっくりとブランコが動き始め、そこに白っぽい子供のような姿が現れる…。                                                         |
| 45巻     | 「秋祭り」                              | 恋人と一緒にお祭りに行ったときの映像。夜店を楽しんでいると、救急車が出動するという事態に偶然居合わせた投稿者たち。カメラがふと恋人の姿を写したとき、その背後の路上に下半身が透けた浴衣を着た何者かが立っている…。                                                                   |
| 45巻     | 「鬼子母神」                            | 投稿映像の整理をしていた製作委員会スタッフ。ある1本の映像に奇妙な現象が起きていることに気付く。1年前の公園で撮影されたその内容の霊現象が異なっているというのだ。我々、取材班はその公園に行ってみることにした…。                                                                     |
| 45巻     | 「シリーズ監視カメラ セレクトショップ」 | とあるセレクトショップに設置された監視カメラの映像。店内に立てかけられた姿見の中に、半透明の女性と思われる下半身が横切っていく。その直後には楕円形の鏡の中で、不気味に微笑む女性が写し出されるのだが…。                                                                             |
| 45巻     | 「お別れ会の練習」                      | 投稿者が小学生のときに担任教師が転任するため、お別れ会を催したときの映像。鍵盤ハーモニカを演奏する子供たちの姿。と、不意にノイズが走り、そのノイズの中に何者かの遺影と思しきものが現れるのだが…。                                                                                   |
| 45巻     | 「茅の輪くぐり」                        | 大学生がとある観光地に遊びに行った際、撮影した映像。何気なく訪れた神社で茅の輪くぐりが行われていた。その輪をくぐると自らに取り憑く悪霊が祓われるという。茅の輪に並ぶ投稿者たち。その輪の上部から白っぽい手のようなものが現れるのだが…。                                             |
| 45巻     | 「首の家」                              | 友人たちと一緒に山間部の廃墟に肝試しで訪れたときの映像。廃墟内の一室に入って行くと、部屋の隅にいくつものマネキンの首が落ちている。カメラが首に近寄ったときその隙間に得体の知れない顔があり、ふいにカメラの方を睨みつけるのだが…。                                                   |
| 45巻     | 「続・鬼子母神」                        | 公園にまつわる奇妙な噂を聞いた取材班。1年ほど前に公園の近所の3歳の女の子が、自宅の階段から転落して亡くなったというのだ。それからは夜中に公園の近くを歩いていると、足音がしてそこにはうつむいた女の子が立っているというのだ…。                                                       |

### 2012年
| シリーズ | タイトル                                | パッケージコメント |
| -------- | --------------------------------------- | --- |
| 46巻     | 「シリーズ監視カメラ 漂流する写真」     | 投稿者の自宅内を撮影した監視カメラの映像。半年前に引っ越してきたというマンションの台所側から、いつも誰かの視線を感じるのだという。設置したカメラの映像を見てみると雑誌が勝手に落ち、不可解な女性が映っていたのだが…。                                               |
| 46巻     | 「クラクション」                        | 恋人と夜景の見える場所へドライブに行ったときの映像。夜景を楽しんで駐車場に戻ると突然、投稿者の車のクラクションが鳴り響く。二人は動揺しながらも車に近づくと車の下に男とおぼしき頭部が覗いているのだが…。                                                             |
| 46巻     | 「タロット占い」                        | バイト先の友人達との飲み会の席で撮った携帯映像。タロット占いに凝っているという友人に占ってもらったのだが、三枚目のカードをめくるとふいに赤い光のようなものが画面を覆うのだった。そのカードには鎌を持った死神が描かれているのだが…。                                 |
| 46巻     | 「嫉妬」                                | 投稿者の母親が隠し撮りした定点カメラの映像。母親と男が言い争う姿が記録された映像には、中学生女子の手紙が添えられていた。同級生をイジメていると誤解されている彼女の家に、頻繁に乗り込んでくるその父親のビデオを撮って母親は証拠を残そうとしたのだ…。                 |
| 46巻     | 「ビジネスホテル」                      | カップルが東京観光で訪れたときに泊まったホテルの一室での映像。浴室の方を映したとき、閉じていたはずのドアが開き光りがもれている。浴室の電気を消し部屋に戻ると、恋人の背後には裸の半透明の女性が立っている…。                                                         |
| 46巻     | 「ホームレスの遺品」                    | ボランティアでホームレスの支援活動をしているという投稿者が、凍死した老人の遺品のビデオから見つけた映像。家族と思われる者たちがうつる映像のはざまに、突然砂嵐のようなノイズが起き巨大な顔と不気味な声が映し出されているのだが…。                                     |
| 46巻     | 「生き人形遊び」                        | 投稿者が生き人形遊びという降霊術を行ったときの映像。深夜12時、向かい合わせにした二枚の鏡の真中に日本人形とロウソクを置いて呪文を唱える。 後日見直した映像には、鏡の中に日本人形を覗き込む少女の顔が映り込んでいるのだが…。                                          |
| 46巻     | 「続・嫉妬」                            | 投稿映像に現れた不気味な顔。さらに撮影直後に襲った投稿者の母親の死。我々、取材班はそれらの調査の過程で同級生の姉から話を聞く。中学受験に失敗した同級生はうつ病となり、現在とある宗教施設で除霊を受けているというのだが…。                                           |
| 47巻     | 「泥人形」                              | 友人たちと山間部にある古びた旅館へ遊びに行った際、その室内で撮影した映像。トランプを楽しんでいると友人の携帯電話がふいに鳴る。その着信は投稿者からのものだと言う友人。だが投稿者の携帯電話はテーブルの上に置かれたままなのだが…。                                   |
| 47巻     | 「マヨヒガ」                            | 投稿者の男性が友人たちととある温泉地にあるという廃墟を探検したときの映像。友人の背後に二度に渡って見知らぬ女性が立っている。この時のメンバーは全員男であり、このような女性には見覚えがないのだが…。                                                                 |
| 47巻     | 「シリーズ監視カメラ 公衆トイレ」       | とある市街地に設置された監視カメラの映像。画面左に公園内の公衆トイレが見えるのだが、女子トイレの電灯が不可解な明滅を始める。すると出入り口付近の壁に、まるでもがき苦しむかのような半透明の女性の人影が現れるのだが…。                                               |
| 47巻     | 「漫才の練習」                          | 大学生の投稿者が学園祭で披露する漫才の練習模様を撮影した映像。練習中、ふいに映像がフリーズして同じ箇所を何度もリピートし始める。そして不可解なことに友人の姿のみが透けてしまっている。さらにその背後に男性とおぼしき姿が…。                                         |
| 47巻     | 「心の闇」                              | 会社の同僚とゴルフの打ちっぱなしに行ったときの映像。カメラが同僚の男性の後ろ姿をとらえたとき、その頭部が極度に歪んでしまっている。数ヶ月後、彼はノイローゼになり首吊り自殺を図るのだが…。                                                                           |
| 47巻     | 「廃墟の演奏会」                        | 投稿者の男性が古い民家の廃墟に行った際、見つけたビデオテープの映像。ピアノ演奏をする女の子の後ろから近づいてくる半透明のドレス姿の女性。その後、映像は延々と足元付近を映し続けるのだが、ピアノの音に交じり何か呟くような女性の声が…。                               |
| 47巻     | 「死返(まかるがえし) 前編」             | 投稿者が大学の友人と水族館へ遊びに行った際、撮影した映像。水族館の様子を映していると、唐突に不可解な映像が挟み込まれる。それは派遣モデルをする友人がバイト先のスタジオでソファに座っている。すると友人の背後にある鏡に老婆とおぼしき姿が…。                         |
| 48巻     | 「雨女」                                | 投稿者の男性が恋人とドライブした際、立ち寄った高速道路のサービスエリアで撮影した映像。軽食を取りながら談笑する彼女の画面の右端に赤い傘を持った女性が立っている。さらにその直後、恋人のすぐ背後に同じ人物と思われる女性が…。                                         |
| 48巻     | 「シリーズ監視カメラ マンションロビー」 | とあるマンションのロビーに設置された監視カメラの映像。ポストから郵便物を取り出し歩き出す女性。するとふいに奇妙なノイズが発生し、次の瞬間、彼女の背後に女性と思しき姿が現れる。だがその顔は穴が空いたかのように真っ黒なのだが…。                                     |
| 48巻     | 「続・首の家 憑いてくる怨霊」           | 『首の家』の投稿者の恋人から手紙と投稿映像が送られて来た。手紙によると投稿者は、峠を走行中にバイクが転倒、首の骨を折り、即死したというのだ。恋人は『首の家』の映像とその死には関係があるのではないかと言うのだが…。                                                 |
| 48巻     | 「ワカサギ釣り」                        | 友人達と共に東北の湖へワカサギ釣りに行ったときの映像。ワカサギを釣るために穴を掘る友人。その足元、雪の積もった湖面にいくつもの顔と思しきものが浮かび上がっている。投稿者によるとこの湖は自殺の名所としても有名な場所だと言うのだが…。                               |
| 48巻     | 「歩道橋の怪」                          | 投稿者が大学時代の友人達と再会した際、撮影した映像。 友人の自宅へ車で移動中、歩道橋を通過しかけたとき、投稿者の驚きの声と共に車内に衝撃音が響き渡る。車は急停車し、投稿者は慌てて車外へ飛び出すのだが…。                                                            |
| 48巻     | 「友達」                                | 大学時代の友人達ととある河原でバーベキューをしたときの映像。突然、不可解な映像が挟み込まれる。そこには１人の男性がおり、その男性の顔が奇妙なノイズと共に歪む。さらにその口元が不自然に動き出し「シヌヨ…タスケテ…」とつぶやくのだが…。                               |
| 48巻     | 「闇鍋」                                | バイト先の仲間や恋人と闇鍋パ ーティーを催したときの映像。皆で闇鍋を楽しんでいると、ふいに画面左にいる友人の背後から不気味な女性の顔が現れる。その直後、投稿者は灯りをつけるが友人の背後に人影はない…。                                                              |
| 48巻     | 「死返(まかるがえし) 中編」             | トンネルと思しき場所を進んでいく投稿者の映像。やがて周辺はうっそうと茂る雑木林へと変わる。そして映像の終わり際、老婆と思われる姿が佇んでいる。取材班が確認する限り、その姿は前編の投稿映像にも映っていた老婆とよく似ているような気がするのだが…。                   |
| 49巻     | 「樹海のテープ」                        | 富士山の樹海の奥地で見つけた、無人のテント内に落ちていたビデオテープの映像。交通事故と思われる瞬間を撮影した映像なのだが、突然もの凄い衝撃音と共に画面が乱れ、割れたレンズ越しにカメラの方を覗きこむ不気味な顔が現れるのだが…。                                     |
| 49巻     | 「扉の向こう」                          | 大学生の投稿者が自宅で友人達と酒を飲んでいた際、何気なく撮影した映像。冷蔵庫にある酒を取りに行くため席を立ち、隣室の扉を開ける投稿者。するとそこには廃墟のような一室が広がっており、さらに天井からは首を吊った男性と思われる姿がぶら下がっている…。                 |
| 49巻     | 「シリーズ監視カメラ ドアホン」         | 投稿者の自宅のドアホンに内蔵されたカメラがとらえた映像。留守中に訪問者があった場合、チャイムが押された直後から自動的に動画を記録する機能があるのだが、そこには挙動不審な男の姿とその男の背後に女性と思われる奇妙な顔が映りこんでいるのだが…。                       |
| 49巻     | 「リハーサル室」                        | とあるインディーズバンドのリハーサル風景を撮影した映像。男性ボーカリストを映した時、その肩に手のような物が伸びてくる。だが、その背後にある鏡張りの中にはそのような物は映っていない。さらに部屋にはいないはずの女性の鼻歌のような声が聞こえてくるのだが…。           |
| 49巻     | 「死返(まかるがえし) 後編」             | 老婆の姿が映っていた廃トンネルを訪ねた取材班は、その土地について調べてみることに。地元住民の話によるとトンネル付近には口寄せを生業とする老婆が、2人の兄妹の孫と暮らしていたというのだ。だが、地震で老婆が行方不明となり、助かった2人は児童養護施設へ…。             |
| 49巻     | 「繰り返す男」                          | とある動画サイトにアップするために撮影した車載カメラの映像。深夜の高速道路を映した映像には、道路脇に男性と思われる姿が立っており、恨めしそうにこちらを見つめているいるように見える。さらにその男性は、3度にわたり繰り返し出現するのだが…。                          |
| 49巻     | 「頭のおかしい女」                      | 付き合い始めたばかりの恋人とともに、地元で有名な廃線路跡のトンネルへ肝試しに行った際の映像。突飛な発言で投稿者を翻弄する恋人。すると突然、投稿者が動揺を見せ始める。このとき投稿者はトンネルの奥から響く足音を聞いたのだと言う…。                                   |
| 49巻     | 「祖母の家で…」                         | 投稿者の男性が幼い頃、祖母の家へ遊びに行った際、撮影してもらった映像。和室でプロレスごっこをして遊ぶ兄弟。背後の床の間に日本人形が飾ってあるのだが、その人形の首が消えてしまっている。さらには人形の横に女の子と思われる顔が現れるのだが…。                         |
| 49巻     | 「死返(まかるがえし) 続・後編」         | 兄妹が預けられた児童養護施設へ向かった取材班は、兄の方がすでに亡くなったことを聞かされる。妹が住むアパートの住所を聞いた取材班は、彼女の部屋で話を伺おうと試みる。しかし、何も語ってくれない彼女に差出人不明の投稿映像を見てもらおうとしたところ…。                 |
| 50巻     | 「13年の呪い」                          | 製作委員会発足から丸13年を迎えたスタッフの元にビデオカセットと「降旗祐介が亡くなりました…」という内容の手紙が添えられ送られてきた。そのホーム・ムービーのような映像には老婆のような顔が映っていた。しかし、これが13年の時を越える全ての始まりだった…。              |
| 50巻     | 「警官人形」                            | 投稿者が友人達とドライヴをした帰り道で撮影された映像。夜明け前、自宅へと車を走らせていた時、助手席の女友達が突如、叫び声をあげた。道路脇に立てられた警察官の人形が、すれ違いざまに首を傾け動き出したように見えたのだと言うのだが…。                                 |
| 50巻     | 「アフンルパロを視る女1」               | 投稿者の男性が友人とお酒を飲んだ際、撮影した携帯電話の映像。同封の手紙によると、その日、彼らは酔った勢いにまかせ路上に座っていた女性をナンパしたのだと言う。取材班は映像に映るその女性を見て、半年前に突然スタッフルームに現れた女性と同一人物であることに気づく…。 |
| 50巻     | 「河原の狂気」                          | 大学時代のサークル仲間と共にとある河原でキャンプをした際の映像。夜、仲間とお酒を飲んでいると、突然、友人の男性がふらふらと河の中へと入って行く。男性が不可解な行動をとる直前の映像を見ると、彼の首がまったく別の人物へと変化しているのが見てとれるのだが…。         |
| 50巻     | 「アフンルパロを視る女2」               | 投稿者によると、映像に映る女性はその日一緒だった友人に対し、不吉な予言を残したのだと言う。そしてその一ヶ月後、彼女の予言通り友人は不慮の事故で亡くなってしまう。取材班はその女性の行方を追うべく投稿者達が彼女をナンパしたという場所を訪れることにした…。           |
| 50巻     | 「貸切風呂」                            | 友人やその恋人と共に関西地方にある温泉宿に宿泊した際の映像。投稿者はお酒に酔った勢いからふざけ半分に貸切風呂内でビデオ撮影をする。裸になって湯船の中ではしゃいでいると、その中に不自然な何者かの上半身が現れ、ゆっくりと投稿者に近づいて行くのだが…。               |
| 50巻     | 「不気味な置物」                        | 西洋の置物と思われるアンティ－クの人形を同じ位置から延々と撮影し続けた、一見、何の変化もない映像。だが、早送りしてその映像を見てみると人形の目と口元が明らかに動き出し、その表情が変化していくことが確認できる…。                                                   |
| 50巻     | 「アフンルパロを視る女3」               | 調査の過程で彼女のブログの存在を知った我々は、その中に地元についての記述を発見する。それは北海道の港町らしく、早速、手掛かりを求め現地へと向かう。ブログにあった場所を探し出し周辺の聞き込みをすると、彼女はアイヌの家系でイあった、という情報を得るのだが…。       |
| 50巻     | 「呪われたホーム・ムービー」            | 北海道でインタビューに応じてくれた男性からビデオテープが送られてきた。現在も呪われたビデオテープを所持している友人がいたのだと言う。取材班はこの映像を見た三日後、取材先で追突事故に遭遇したのだが…。                                                               |

### 2013年
| シリーズ | タイトル                          | パッケージコメント |
| -------- | --------------------------------- | --- |
| 51巻     | 「夜の警備」                      | 関東近郊の心霊スポット巡りをしていた投稿者たちが撮影した映像。自殺が多いとして有名なとある吊り橋を目指して車を走らせていると、恐ろしい出来事が起こる。薄暗いトンネルを抜けカメラが運転手の方を向いた時、その窓の向こう側には何かが立っており、すれ違うのが確認出来るのだが…。 |
| 51巻     | 「悪戯」                          | 自宅の玄関前に朝起きると、度々、ゴミが散乱しているという悪戯をされるようになった投稿者。犯人を突き止めるため友人と待ち伏せをしていたところ、問題の人物が現れた。ゴミ袋を手にした男を問いつめる投稿者と友人。カメラが男の姿をとらえた時、その首元に黒い髪のようなものがまとわりついて背後へと滑り込んでいくのだが…。                                                                                                   |
| 51巻     | 「空中楼閣」                      | 仲間と地方の貸別荘へ遊びに行った投稿者が山中で撮影した映像。貸別荘に置かれた思い出帳に、地図と共に「ユウレイ イル バショ」と子供の字で書かれたページを見つけた投稿者たち。彼らは、森の中をその場所を目指して出かけた。その辺りに来ると、突如、窓のようなものが現れその中に人影が…。 |
| 51巻     | 「むげねぇ」                      | 廃墟を探索する事が趣味の投稿者の映像。その日も海沿いにあるホテルの廃墟を訪ねていた。懐中電灯で薄暗い室内を照らした時、画面の右に女性と思しき姿がゆっくりとこちらに向かっているように見える。また映像内にはうっすらと女性のものと思しき声で「むげねぇ」という言葉が収録されていたのだが…。 |
| 51巻     | 「溶怪 前編」                     | 会社の同僚と酒を飲み泥酔してしまった投稿者。同僚は終電があるからと先に帰ってしまうが、投稿者は一人で違う店へ。そこで知り合った女性と仲良くなり、勢いでラブホテルへいく。朝起きると自宅に戻っていたのだが、携帯電話には撮った覚えのない動画が映っていた。それは、女の人の顔が徐々に溶けていく映像だった…。 |
| 51巻     | 「シリーズ監視カメラ 古本屋」     | 店内をとらえた2ヶ所の映像が交互に切り替わっていく。出入り口付近を映した映像の時、和服の女性が後向きの状態で店内に入って来る。続いて店内奥からレジ方向をとらえた映像に切り替わる。位置関係からすると、和服の女性は横向きに映るはずなのだがこちらでも背中を向けている。同時記録の映像でこのように映るのは不可能なのだが…。                                                                                              |
| 51巻     | 「ベッドの下 開かずの部屋」       | 夜寝ている時、ベッドの下から紙と紙が擦れるような音と共に何かが動き回るような音がするという投稿者は、寝る前にベッドの下にカメラをセットした。翌朝、映像を見ると壁と床の隙間から黒い影が現れる。さらには、画面のすぐ手前に顔と思しきものが現れ、その後カメラが不自然に倒れるのだが…。 |
| 51巻     | 「溶怪 後編」                     | 調査に乗り出した取材班は、投稿者の身辺で起こっているという不可解な現象を撮影するために、2日間ホテルで生活してもらうことにする。途中、コンビニに行ってくると言い残し彼はそのまま行方不明になってしまう。後に、部屋を出る直前の映像を確認したところ、煙草を吸っている彼がふいにドアの方に顔を向け、小さく頷く姿が見てとれるのだが…。                                                                                    |
| 52巻     | 「火だるまの夢」                  | 短大生の投稿者が卒業旅行でとある地方に遊びに行った際の映像。その日はキャンプ施設内にあるトレーラーハウスに宿泊、室内の電灯をふざけ半分に明滅させる投稿者の友人。カメラが床の方をうつした時、僅かに開いたトイレのドアから逆さになった顔のような物がゆっくりと這い出してくるのが確認出来るのだが…。 |
| 52巻     | 「奇怪な未来」                    | 投稿者の男性が友人達ととある湖に遊びに行った時の映像。仲間とウォータースポーツを楽しんでいる映像に突如、違う映像が挟み込まれている。その映像は自宅をうつしたもので、窓のうつり込みに首を吊ろうとする男性の姿が見られる。その男性は自分に似ており、しかも日付表示はその箇所だけ2015年となっているのだが…。 |
| 52巻     | 「続・不気味な置物」              | 置物の顔の表情が徐々に変化していくという映像を投稿してくれた投稿者。既に処分されたと思っていた置物と一緒に8ミリビデオテープが見つかったと言うのだ。テープの中身を確認してみると、映像の終わり際に声と思しき不可解な言葉が収録されていた。「私を見たらおしまい」と…。 |
| 52巻     | 「失われた仔ども達 前編」         | 今回の投稿者夫妻の手紙には、以前、投稿者の希望で急遽お蔵入りとなった映像とよく似た内容が記されていた。その内容とは、赤ちゃんのような鳴き声がする事や、何者かに腕を引っ張られるような感覚等だ。取材班はそこに因果関係があるのかを突き止めるため、詳しい話を聞いてみることにした…。 |
| 52巻     | 「シリーズ監視カメラ 廃ビル」     | とある廃ビルに設置されていたという防犯カメラの映像。侵入者に対する抑止力として設置されていたという映像には、キモ試しに訪れたと見られる若者たちの姿がうつされていた。若者たちが通路から立ち去ろうとしたとき、画面の右隅に男の子と思われる頭部が現れる。さらに室内に侵入した際、出入り口付近から先程の男の子の姿が…。                                                                                                   |
| 52巻     | 「染みの記録」                    | ある日、投稿者の自宅の壁に黒っぽい染みのようなものが現れた。風呂場の裏側の壁だったため、湿気のせいだと思い放置していた。しかし、やがてその染みが顔のように見え始めた。気になった投稿者はその日以来、毎日その染みの変化を記録するようにした。その染みは日を追うごとに濃くなっていくというのだが…。 |
| 52巻     | 「雨の死者」                      | 投稿者がバイト仲間とともにお酒を飲んでいた時の映像。急に降り出した雨の音が室内に響き渡る。その雨音はすぐに遠ざかる。その直後に友人が買い物から戻ってくる。すると、その奥の玄関先に青っぽいレインコートをまとった何者かがジッとうつむき佇んでいる。不審者と思った投稿者は怒声を上げつつ近づいていくのだが…。 |
| 52巻     | 「失われた仔ども達 続・前編」     | 投稿者の妻から聞いた、聞くと幽霊が現れるという怖い話の噂。取材班はその出所を探るための調査を続けていた。お蔵入りとなった映像の投稿者がその怖い話に心当たりがあるという。投稿者の彼女が子供の頃に住んでいた村で実際に起こった話に似ているというのだ。お蔵入りとなっていた映像を解禁して、見てみることにしたのだが…。                                                                                                   |
| 53巻     | 「血だまりの女」                  | 投稿者の女性が恋人と共に自宅屋上で撮影した映像。流星群をカメラで撮影することが目的だったが、その日は生憎の曇空。カメラが何気なく下の方を映したとき、向かいのアパートの共用部分に背中を向けた女性と思われる姿が立っている。するとその背中に血のようなシミがみるみる広がっていき、さらにはその女性がこちらの方を振り向くのだが…。                                                                                       |
| 53巻     | 「復讐」                          | 知らないアドレスからメールが送られてきたという投稿者。数人の高校生がトイレで誰かを虐めている動画で、虐めているのが投稿者と友人ということがわかる。映像は至近距離から撮られているにも関わらず誰も撮られていることに気付いていない。また、ふいにカメラがトイレに設置されている鏡の方を向くが、そこに映るべき撮影者の姿がまったく映っていないのだが…。                                                                   |
| 53巻     | 「シリーズ監視カメラ 地下駐車場」 | とあるマンションの地下駐車場に設置された防犯カメラの映像。マンションの住人と見られる男性が画面奥の車に乗り込む。すると画面の右端に半透明の女性と思われる姿がゆっくりと現れる。その女性はジッと男性の方を見つめているようにも見える。また、車が発進しカメラの方に近づいてきたとき、その助手席に再び同じ女性が出現するのだが…。                                                                                         |
| 53巻     | 「失われた仔ども達 中編」         | 取材班の元に送られてきた2本の投稿映像。投稿者達は皆映像を撮影する前、聞くと幽霊が現れるという怖い話を聞いていた。それはとある山村の因習にまつわる物であった。投稿者の元恋人が話の出所と考えた我々は、その行方を追うため投稿者に話を聞くが、彼女のことは何も知らないと言う。投稿者の証言のひとつ、介護関係に勤めているというその方面から彼女の行方を追う…。                                                            |
| 53巻     | 「寝言」                          | 大学生であるという投稿者が友人宅でお酒を飲んでいた際、何気なく撮影した映像。お酒を飲み始めしばらく経った頃、友人が怪談話をし始めたのだと言う。そして、話を終えたとき投稿者がオバケなんて絶対いないと発言すると、それに答えるかのように女性と思われる「いるよ」という声が響き渡る。その声に気付き動揺する投稿者と友人、その時、眠っている友人の奥背後に…。                                                             |
| 53巻     | 「成人」                          | 投稿者が幼い頃に撮影された七五三の映像。袴姿で自宅の押し入れの前で記念撮影を行っているとき、投稿者の背後から黒っぽい影のようなものが現れゆっくりと消えていく。投稿者の両親はすぐにこの不可解な現象に気付き、ビデオテープを神社へ持っていった。すると投稿者が二十歳を過ぎるまで、決してこの映像を見てはならない、また、処分してもならないと言われたのだが…。                                                           |
| 53巻     | 「遺された呪いのビデオ」          | 遺品整理業者でアルバイトをしていたという投稿者は、40代の男性が亡くなりその遺品の中に「呪いのビデオ」と手書きされたビデオテープを発見、何気なく映像を見てみると奇妙なものが映されていたという。陸上競技の練習風景を撮影したと思われる映像。荒れた画面が切り替わったとき、その端に場違いな女の子と思われる姿があり、画像が乱れるたびにこちらに近づいてくるのだが…。                                                     |
| 53巻     | 「失われた仔ども達 続・中編」     | 調査の末、取材班はよく似た名前の人物を捜し出すことに成功する。彼女は職場を辞める直前、人知れず、子どもを出産したのではないか、という疑惑が浮上する。我々は彼女の身辺を探ったが、彼女が子どもを出産したという証拠は出て来なった。まさか彼女は子どもを身籠り、そして生まれて来た我が子を人知れず闇に葬ったとでもいうのだろうか…。                                                                                       |
| 54巻     | 「私は誰」                        | 高校生の投稿者が教室で友人の姿を映した携帯電話の映像。スマホに向かって「私は誰」という質問をする友人。すると「イイダケイコ」と思われる不可解な音声が返ってくる。友人はもう一度同じ質問を繰り返す。するとその時、友人の背後に異様に髪の長い女性と思われる頭部が浮かんでいるのだが…。 |
| 54巻     | 「見えぬ踏切」                    | 大学生の投稿者が入居している寮のロッカーの裏側に落ちていたミニDVテープの映像。若者達が旅行帰りに車内で撮影したと思われる映像。車は道を間違え行き止まりに突き当たる。引き返そうとしたその時、突如車内に踏切の音がこだまし、彼らはパニックに陥る。車も動かない様子で、フロントガラスの向こう側には数体の黒い人影が現れる…。                                                                                             |
| 54巻     | 「霊界電話」                      | 投稿者が幼い頃に撮影されたホームムービーの映像。当時住んでいた団地の一室に集う、主婦仲間やその子供達の姿が映されている。映像の途中でふいに紛れ込む電話の呼び出し音。続いて、年配の男性の「ユミちゃんは今どこにいるの?」という呼びかけ声に対し、女の子と思われる「おはか」と呟く声が聞き取れるのだが…。 |
| 54巻     | 「失われた仔ども達 後編」         | 取材班の元に不可解な封筒が届く。中には手紙とミニDVテープが2本入っていた。そこには、聞くと幽霊が現れるという怖い話の出所である人物の事が書かれていた。そして、1本のテープにはその人物が昔、母親から聞いたという話が語られていた。戦前、極度の食糧難から障害を持つ一人の女性を殺害し、皆で分け合い食べたというのだ…。                                                                                                   |
| 54巻     | 「シリーズ監視カメラ 老人ホーム」 | とある老人ホームに設置された防犯カメラの映像。深夜、無人の廊下の奥の方から、突如、誰も乗っていない車イスが現れ動きを止める。するとそこにゆっくりと体を揺らす何者かの姿が現れ、そして、再び消えるのだが…。 |
| 54巻     | 「タワーパーキング」              | 投稿者の意図とは関係なく撮影されてしまった不可解な映像。タワーパーキング内で唐突に録画状態になるカメラ。車が所定の位置に移動している時、正面右奥の暗がりに子供と思われる姿が現れる。また、画面が闇に閉ざされる直前、フロントガラス越しにカメラを覗き込む顔がはっきりと確認できるのだが…。 |
| 54巻     | 「今はもうない…」                 | 投稿者が友人と共に数年前に店じまいして今はもうないという、とあるバーへ行った際、撮影した映像。酔っぱらった勢いから偶然持っていたデジタル・カメラで女性店員の方を映した時、その右奥に見えるガラスケースに片手を挙げこちらを覗き込む上半身と思われる人影が映り込んでいるのだが…。 |
| 54巻     | 「失われた仔ども達 続・後編」     | 数日後、取材班は出所の人物を訪ね話を聞こうとするが、頑強なまでに彼に拒まれてしまう。もう1本のテープの中には、隠しカメラで撮られた彼の小学校時代の担任教師から得た証言が記録されていた。彼の母親は若い頃に最初の子供を生むが、奇形児で生まれてすぐ死んだのだと言う。その後、母親は精神に異常をきたすが、5年後、彼を身籠るのだった…。                                                                                   |
| 55巻     | 「銅像」                          | 深夜、仲間達と、とある公園で酒を飲んでいた際、撮影した映像。敷地内にはリアルな人間を模した幾つもの銅像がそこかしこに点在している。公園の階段でじゃんけんをして遊んでいると、撮影者である男性が異変に気づき男の子の銅像の方へとふいにカメラを向ける。するとその銅像が成人女性の人影へと変化し、こちらへ向かってくるのが確認出来るのだが…。                                                                             |
| 55巻     | 「ロールシャッハ」                | 投稿者の男性が所属している大学の映像研究会には、入部したら必ず見させられる映像がある。それは10年ほど前にどこかの廃墟と思われる風景が、数秒間撮られたものだ。背後で聞こえるカットと言う声に続いて現れる、まるでロールシャッハテストのように不可解な模様のノイズ。その映像の後半には、全部で8つの顔と思われるものが続けざまに現れる…。                                                                                  |
| 55巻     | 「監視カメラ 窓の外」             | 制作委員会が使用しているスタッフルームが入っているビル。階段を上がったところに窓があるが、最近そこに人影が見えたり、窓を叩くような音が聞こえたりするという。取材班は問題の窓付近にカメラを設置し様子を見てみることにした。深夜2時頃、奇妙なラップ音が複数回聞こえてきたその数分後、窓を叩き付ける音と共に人影と思われるものが現れるのだが…。                                                                          |
| 55巻     | 「悪戯電話」                      | いたずら電話に悩まされていた投稿者が、その音声を録音するために撮影した映像。決まって深夜にかかってくるその電話は、女の声で意味不明な言葉を呟いている。それは同棲中の恋人がいない日に限って鳴る電話だった。ある晩、投稿者が異変に気付き部屋を飛び出すのだが、奥に見える出入り口の向こうに女性と思われる姿が写り込んでいるのだが…。                                                                                     |
| 55巻     | 「タイムラプス」                  | 最近、一眼レフカメラを購入した投稿者は、タイムラプス(微速度撮影)撮影で変わりゆく夜空を撮影していた。この美しい映像に不気味なものが写ってしまったという。3時間ほど撮影した写真を1分ほどに圧縮した映像に写り込む不可解な女。その女は1時間近くもその場に立ち続けていたことになるのだが、カメラのすぐ後に車を付けていた投稿者はその映像に写るような女はいなかったというのだが…。                                          |
| 55巻     | 「誰がいなくなった?」             | 謎の悪戯電話に悩まされていた投稿者。その直後、同棲相手である彼の様子に変化が現れたという。取材班は、彼がかつて勤めていたバイト先の友人から気になる話を聞くことができた。その男性によると彼がバイトを辞める少し前、バイト仲間数名で嫌がる彼を無理やり連れとある心霊スポットへ肝試しに行ったと言うのだ。その嫌がる理由とは昔、大きな交通事故に遭遇した彼が、それ以来、幽霊が見えるようになったからなのだというのだが…。 |
| 55巻     | 「飛ぶカメラ」                    | 投稿者の女性が仕事先の同僚と自宅でたこ焼きパーティーをした際に撮影した映像。投稿者の女性がカメラを持ったまま立ち上がった時、突如、カメラが勝手に手元から離れハンガーラックの下に転がり込んでしまう。撮影した映像を見てみると、そこには青白い不気味な顔がこちらを睨みつけているのだが…。 |
| 55巻     | 「悪人」                          | その後、取材班は彼らが訪れたという廃墟を訪れる。その周辺で聞き込みしたところ、その廃墟には女の霊が出ると言う噂があるらしい。なんでも、気の狂った女が恋人に電話をかけたまま、焼身自殺を図ったというのだ。しかも、その女は自分の死に際をビデオカメラで撮影していた。その映像が今もどこかに残っていて、それを見た者は死んでしまう、というのだが…。                                                                       |

| シリーズ | タイトル              | パッケージコメント |
| -------- | --------------------- | --- |
| 55巻     | 「銅像」              | 夜、とある公園で友人達と酒を飲み遊んでいた際、撮影された映像。敷地内には、リアルな人間を模した銅像がそこかしこに点在している。友人達の姿を撮影していたところ、男の子の銅像が成人女性の姿へと変化し、こちらに向かってくる。 |
| 55巻     | 「ロールシャッハ」    | 投稿者の男性が所属している大学の映画研究会には、入部したら必ず見させられる映像がある。廃墟で撮影されたという自主映画の風景カットの後半に1分ほどに渡り、極彩色の幾何学模様がうつしだされる、という代物。 |
| 55巻     | 「監視カメラ 窓の外」 | スタッフルームが入っているビル。階段を上がったところに窓があるが、そこに白い光が見えたり、ラップオンが聞こえたりするという。取材班は問題の窓付近にカメラを設置し、しばらく様子を見てみることにした。 |
| 55巻     | 「悪戯電話」          | 投稿者・柿崎莉奈から送られてきた映像。彼女は自宅に固定電話を引いている。その電話に少し前から、度々悪戯電話が掛かってくるようになった。いつも、女の声でぶつぶつと呟いている。同棲中の恋人・松本(仮名)に話をしても、全然取り合ってくれない。ある時、柿崎はその音声をビデオカメラで録音してみることにした。すると、そこには音声の他に、不可解な女の姿がうつりこんでいた。また、悪戯電話以降、松本がバイトを辞め、自宅に引きこもるようになった、というのだが。 |
| 55巻     | 「タイムラプス」      | 最近、投稿者の男性は一眼レフカメラを購入した。そして、微速度撮影という特殊な方法で変わりゆく夜空の様子を撮影していたのだという。すると、画面奥に不可解な女が現れる。しばらくその状態で立ち止まっている女。と、次の瞬間、不意に消え…。 |
| 55巻     | 「誰がいなくなった?」 | 松本との対面からしばらく経った頃、取材班は彼がかつて勤めていたバイト先の友人から気になる話を聞くことができた。その男性・桜井俊樹によると、松本がバイトを辞める少し前、バイト仲間と肝試しへ行くことになった。その際、嫌がる松本を無理やり同行させたという。かつて、彼は大きな交通事故に遭遇し、生死の境をさまよった。それ以来、幽霊が見えるようになったらしい。彼がいることにより、肝試しがより一層盛り上がると考えたが、事態は思わぬ方向へと展開し…。      |
| 55巻     | 「飛ぶカメラ」        | 投稿者の女性が職場の同僚とたこ焼きパーティをしていた際、撮影したデジカメ映像。投稿者の女性がカメラを持ったまま立ち上がろうとした時、突如、カメラが手から飛んで、ハンガーラックの下に入り込んでしまう。そこには不気味な顔が覗いていた。 |
| 55巻     | 「悪人」              | 取材班は松本達が訪れたという牧場の廃墟を訪れる。地元住民によれば、かつて、その廃墟で一人の女性が焼身自殺を図った、という噂があるらしい。また、その女は自分の死に際をビデオで撮影していた。そして、その映像を見た者は呪われてしまう、というのだが。そんな矢先、柿崎から思わぬ連絡が入った。取材班はかつてない恐るべき闇に飲み込まれてゆくのだが。 |

### 2014年
| シリーズ | タイトル                            | パッケージコメント |
| -------- | ----------------------------------- | --- |
| 56巻     | 「大女」                            | 投稿者の男性がアルバイト先の同僚4人と旅行先のコテージに宿泊した際、撮影した映像。皆と部屋でお酒を飲んでいると、その内の1人が頭が痛いと言い出し2階の寝床へ。その後、3人で盛り上がっていたが、話のノリで彼の寝顔を撮りにいくことになる。投稿者はカメラを構えて彼に近づくが、彼は目を見開いて天井の方を見ていた。投稿者も気になって天井の方を見ると髪の長い女が…。                                                                           |
| 56巻     | 「あるはずのないモノ」              | 投稿者の女性が恋人と一緒にドライブをした帰りに車内で撮影した映像。走行中、突然急ブレーキをかけ、車を降りる恋人の男性。その後、彼の後を追いかけるように外に出た投稿者が、路上に落ちていたバイク用ヘルメットを見つける。何気なくヘルメットにカメラを向けると、そこには血だらけの男性の顔と思われるものが映り込む…。 |
| 56巻     | 「リベンジ」                        | 取材班は東京近郊の住宅街に住む投稿者の女子高生と会うことに。彼女から送られてきた映像は、最近、駅のホームから落ちて電車に轢かれて死んだ兄の携帯電話に残されていたものだと言う。彼女は我々に映像に起きている異変と、兄の死について相談したいことがあると言うのだ。映像は、居酒屋で仲間と楽しそうに飲んでいる兄の画面がふいに静止する。そして、その直後の兄の頭部が異様な形に歪むのだが…。                                                   |
| 56巻     | 「シリーズ監視カメラ 商店街」       | とある商店街に設置されている監視カメラの映像。この商店街の役員である投稿者の、男性の事務所に保管してあったという過去の映像。映像内に映る店の軒先に、ホームレス風の男性が現れ、ダンボールを引き横になる。その後、横になった男性から抜け出てくるかのように、半透明の男性が起き上がり、歩きながら消えてしまうのだが…。 |
| 56巻     | 「手鏡」                            | 投稿者の男性が、撮影当時、付き合っていた恋人とデートの帰りに自宅近くの公園で撮影した映像。公園内で鏡を拾った彼女は、その鏡でふざけて遊び始めた。そして、カメラに向かって自分の顔を手鏡に反射させる彼女。その後、鏡に火傷の跡がある女と思われる顔が映り込む。さらにその直後、鏡が前ぶれもなく突然割れてしまうのだが…。 |
| 56巻     | 「バックカメラ」                    | 投稿者の男性が、所有する車に取り付けられているバックカメラの映像。走行中は録画し続ける設定にしていたという。とある立体駐車場の空きスペースに車がバックで侵入する。その時、隣に停車している白いワゴン車の窓ガラスに、目から血を流した子供と思われる姿が映りこ込んでいるのだが…。 |
| 56巻     | 「夜の住民」                        | 投稿者の男性が、とある歓楽街にある行きつけの飲み屋で撮影した映像。楽しげに談笑するバーの店員と投稿者たち。ふとカメラがカウンターの下を向いたとき、そこに目が黒い子供のような者が横たわっているのが映り込む。まさかこれは夜の街に付く異形の者の姿であるとでも言うのだろうか…。 |
| 56巻     | 「リベンジ 後編」                   | 亡くなる1週間ほど前に撮った映像に、不可解な現象が記録されていた。我々は、今回の一連の出来事に関係があると思われた、兄の元恋人の女性の行方を追った。その後、取材した女性のアルバイト先の元同僚によると、恋人の女性はホテルで撮られた裸の動画が、元恋人によってインターネット上に流出したことを苦に、自殺したらしいというのだが…。 |
| 57巻     | 「隙間」                            | 投稿者の男性が、旅行中の妹から預かったハムスターを自宅に遊びに来た恋人と一緒に撮影していた時の映像。恋人がベッドの下に逃げたハムスターを捕まえた後、投稿者がカメラを向けた時、そこに横たわる男性の頭部とおぼしきものが映り込む。投稿者によると、マンションの共用部分で亡くなった人がいるというのだが…。 |
| 57巻     | 「シリーズ監視カメラ からみつく」   | とあるコインランドリーに設置された、監視カメラに記録されていた映像。洗濯物をランドリー内から取り出す男性客。ふと、驚いたように洗濯物を床に落とす。それには、髪の毛と思しきものが絡んでいる。その後、男性客は電話をかけながら歩き、椅子に座った女性の前を通った時、女性の姿は消えてしまう。さらに、その後、男性客が入口付近に移動すると、そこに先ほどの女性の姿が現れる。そして、男性客が店から出ていく時、女性の姿も消えてしまうのだが…。 |
| 57巻     | 「棲んでいる」                      | 廃墟めぐりが趣味であり、よく一人で廃墟を訪れるという投稿者の男性。これは、関東近郊の、とある荒れ果てた一軒家の廃屋を、探索する様子を撮影したものであるという。男性が廃屋内を探索し、ある部屋に置かれた鏡を映した時、映り込む投稿者の背後に、着物姿の老婆と思わしき姿が現れるのだが…。 |
| 57巻     | 「邪心 前編」                       | 今回、取材班のもとに都内在住の女性から、投稿映像が届いた。同封された手紙によると、友人の事で相談があるという。今から一ヶ月ほど前、投稿者の川上さんが、大学時代の友人の結婚式場で「友人たちのお祝いコメント」を流すため、撮影したのだという。その後、編集のため映像を確認していると、友人の映像の途中でノイズが発生し、そこに人間の顔と思しきものが写り込んでいる。さらに、女と思しき声も聞こえるのだが…。                                 |
| 57巻     | 「穴場」                            | 投稿者の男性が恋人と共に、関東近郊のある海岸に魚釣りをしに行った際、撮影された映像。この日は全く釣れず投稿者たちは、奥の岩場まで行ってみることにしたという。移動先の岩場で、ふと、下の方にカメラを向けると、そこには半透明の横たわる男性と思わしきものが映っているのだが…。 |
| 57巻     | 「お焚き上げ」                      | 投稿者の男性が地元の友人と大晦日の夜、近所の神社に行った際に撮影した映像。神社の境内で行われている、「お焚き上げ」の様子を撮影している時、その中に人の顔のようなものが映り込む。その顔は悲痛に歪んでいるようにも見える。「お焚き上げ」で燃やすものの中には、処分に困った遺品や故人の人形などが含まれている場合もあるというのだが…。 |
| 57巻     | 「予兆」                            | 投稿者の男性が大学の友人2人と東南アジアの、とある国に旅行した際、撮影されたもの。この日、投稿者たちは観光船に乗り、川をクルージングしていたという。小舟に乗った中年の男女が観光客相手に飲み物などを販売している。そして、小舟が観光船から離れていく時、小舟に乗る中年男性の頭部が、薄く透けて奇妙な形に歪んでいるように見えるのだが…。 |
| 57巻     | 「続・邪心 前編」                   | 投稿者、川上敦子さんが撮影した、友人の赤木美穂さんの映像に異変が起きていた。我々は赤木さんの夫、誠さんに電話をして調査をしようとするが、余計な事はするなと言われ取材を断念せざるをえなくなる。一方、取材班は川上さんの映像と別の投稿者の映像に類似する現象を発見する。その後、投稿者の大江さんの話を聞き、映像に映る新庄俊介さんの失踪を知る取材班。そして、新庄さんの交友関係を調べていく事にした…。                                     |
| 58巻     | 「吊り橋」                          | 投稿者の男性が恋人の女性と共に、とある山へハイキングに行った時の映像。ハイキングの途中に見つけた吊り橋を渡る投稿者達。ふと、恋人の女性が、吊り橋の床板を踏み外して転んでしまう。助けようとして、近づく投稿者。その後、床板の隙間にカメラを向けた時、男性と思しき顔が不意に現れる…。 |
| 58巻     | 「女首」                            | 投稿者の男性が、高校時代の友人2人と会った時に撮影した映像。久しぶりの友人と食事に行く為、駅前で合流し車で移動。走行中、フロントガラスに向かって何か人間の頭部のようなものがぶつかってくる。車を停止させ車の外に出ると、車体の下から人間の顔のようなものがゆっくりと出てくるのが映り込む…。 |
| 58巻     | 「盆踊り」                          | 投稿者の男性が恋人と共に、地元のお祭りに行った時に撮影した映像。投稿者が、盆踊りをしている人々を撮影している時、画面右に浴衣を着た少女が立っている。更にその後、カメラを下におろした時、同じ人物と思われる少女が、投稿者の足元にしゃがんでいるのが映り込む…。 |
| 58巻     | 「邪心 中編」                       | 制作委員会に送られてきた2本の投稿映像には、同じ女性と思われる顔が映り込んでいた。話を聞くと、撮影後、映っている友人や恋人が謎の自殺や失踪をしていた。投稿者の大江さんの失踪した恋人、新庄さんに恨みを持つという、村上さんに話を聞く。彼はネット上の「復讐サイト」の掲示板に、新庄さんへの愚痴を書き込んだというのだが…。 |
| 58巻     | 「シリーズ監視カメラ バックヤード」 | 個人経営のコンビニエンスストアのバックヤードに設置されている、監視カメラの映像。男性が、画面奥の扉を開けて事務所内から外に出て行く時、扉の外に、制服姿の女の姿が映りこむ。更にその後、男性が画面手前の来た時、同じ制服姿の女が、追いかけるかのように現れる…。 |
| 58巻     | 「足元」                            | 投稿者の男性が大学の友人達と、ある有名な温泉に行った時に見つけた廃虚を探索した時の映像。ある部屋で、床の方へカメラを向けている時、着物姿の人間の足元が映り込む。投稿者が再度、カメラを向けるがそこには誰もいない。その後、友人の方にカメラを向けると、部屋の外から覗きこむ、老人の顔と思しきものが映りこむ…。 |
| 58巻     | 「遊園地」                          | 投稿者の女性が実家の物置を整理した際に見つけたという映像。30年ほど前、親戚家族と、とある遊園地に行った時に撮影したもの。白壁の建物前の卓球台で遊ぶ投稿者達。すると突然、画面全体が変色し、数人の人影のようなものが歩く姿が映り込む。更にその際、念仏のようなものが聞こえる…。 |
| 58巻     | 「続・邪心 中編」                   | 死神とメールをした事があるという徳村さんとの取材の中で、過去にイジメられた「北第2中学校の奴らを許さない」という返信を死神が送ってきた事を知り、取材班は該当する中学校と思われる学校を調べ、近隣住民に聞きこみを重ねた。その取材の過程で出会った島本さんから、問題の中学校の過去のイジメについて取材をした…。 |
| 59巻     | 「現場」                            | 投稿者の男性が友人と、自宅近所の居酒屋に行った帰りに撮影したという映像。通りがかりの、とあるマンション、1階の地面に置かれた花束の前で談笑する投稿者達。「みないで」という女性の声が聞こえ、投稿者が下にカメラを向けた時、そこに、女の顔と思しきものが映り込む…。 |
| 59巻     | 「人形」                            | 投稿者の女性が単身赴任の夫に見せるため、自宅のリビングで娘を撮影した映像。カメラが投稿者の娘が抱えている人形を映した時、人形に異変が起こる。さらに、娘が人形に対し異常に執着をしていたというのだが…。 |
| 59巻     | 「大雪」                            | 2014年の2月、記録的な大雪が降った関東。投稿者の男性は一日にして銀世界になった外の様子を、携帯電話のカメラで歩きながら撮影していたという。ふと、路上にかまくらが作られているのを見つける。そして、かまくらにカメラを向けた時、そこに、白い人間の顔と思しきものが、穴の中からこちらを見つめているのが映り込む…。 |
| 59巻     | 「邪心 後編」                       | 架空の復讐依頼という形でスタッフの増本が書き込みをしたものに対し「死神」からメールが来る。内容は「直接会って、見ると不幸になる映像を渡します。」と言うものであり、待ち合わせ場所には、ある都内の公園が指定されていた。待ち合わせ時間を30分程、経過した頃である。突然、携帯電話が鳴りその場から離れる増本…。 |
| 59巻     | 「シリーズ監視カメラ 介護」         | 投稿者である女性が、介護中の父親の様子を仕事場から確認するために、設置したネットワークカメラの映像。寝室のベッドで寝ている男性。突如、部屋の電気が点滅を始める。その後、入り口のふすまが開き、喪服を着た女と思しきものがゆっくりと男性に近づく姿が映り込む。再び部屋が明るくなると、女の姿は消えている…。 |
| 59巻     | 「海水浴」                          | 投稿者の男性が20年ほど前、友人家族と近場の海水浴場に行った際に撮影した映像。観光客で賑わう海水浴場の砂浜に、人間の生首と思しきものが映り込む。投稿者によると、この地域では昔、嵐などで、不漁が続くと、海への人身御供として、罪人の首などを船に乗せ、海に流したという伝承が残っているというのだが…。 |
| 59巻     | 「テープ」                          | 投稿者の男性がアルバイト先の同僚達と、地元の潰れたキャンプ場に行った時の映像。廃屋内の風呂場に入る投稿者達。ふと、カメラを浴槽に向けると、その中に、女と思しきものが映り込む。映像に映り込む女と思しき姿と、カセットテープに録音された声の女性は同一人物なのだろうか…。 |
| 59巻     | 「続・邪心 後編」                   | 死神から「見ると不幸になる映像」を受けとるため、公園で待ち合わせることになった取材班。そして、スタッフの増本が死神に直接取材を試みる。その後、隠しカメラの映像を谷岡さんに確認してもらうと、中学校時代、倉本さんと仲の良かったという相原さんという女性に似ているという…。 |
| 60巻     | 「もう半分」                        | 投稿者の男性が恋人の女性とドライブに行った時に、地元で有名な心霊スポットである、とある橋に寄った時の映像。橋を渡る途中、人影に気づいた投稿者達が、そちらへカメラを向けると、上半身の無い、スカート姿の女と思しきものが振り向く。更にその後、投稿者達が逃げ込んだ車内を女と思しきものが覗き込む…。 |
| 60巻     | 「墓所」                            | 投稿者の男性が幼なじみである友人2人と、近所のとある墓地に肝試しに行った時にデジカメで撮影した映像。ふざけながら、墓地内を見てまわる投稿者達。すると、突然、投稿者が転び、カメラを地面に落とす。落ちたカメラには人間の生首と思しき顔が映っている。そして、その顔は溶ける様に消えてしまう…。 |
| 60巻     | 「蛭子 前編」                       | その日、我々は投稿者に会うため、待ち合わせ場所の公園へと向かっていた。夜釣りの最中、こつ然と姿を消してしまった兵藤さんと畑さんという2人の女性。そして、残されたビデオカメラに記録されていた奇妙な音と人影。この日、一体、二人の身に何が起きたというのだろうか? |
| 60巻     | 「空手大会」                        | 投稿者の女性自身が参加していた、とある空手の大会で撮影したという映像。この日、試合中の様子や会場のロビーで後輩を撮影するなどしていたと言う。ロビーで談笑している後輩二人を撮影している時、右側の男性の両肩から人間の手の様なものが出てくるのが映り込む…。 |
| 60巻     | 「シリーズ監視カメラ 駐車場」       | とある、レストランの駐車場に設置された監視カメラの映像。深夜、車で肝試しに訪れたと思われる男女の若いカップル。彼らが車を駐車して肝試しをした後、車で帰ろうとすると、エンジントラブルなのか、一向に発車しない車。その時、半透明の複数の人間が車に向かって歩いて来て、車に吸い込まれるかの様に消えて行く…。 |
| 60巻     | 「風の便り」                        | 投稿者の男性が大学の冬休みに、地元の高校の同級生である友人達と自宅で撮影した映像。友人の高橋さんがトイレに立った時、彼の背後に黒っぽい服をきた女性が立っている。さらにその後、部屋のドアに移動した時にも、同一人物と思われる女性が立っているのが映り込む…。 |
| 60巻     | 「ついてくる」                      | 投稿者の男性がアルバイト先の友人達と、心霊スポットである、トンネルに行った時の映像。トンネルを歩いている時、投稿者は一人で車に戻る事にしたという。途中、車内で待っているとトンネル奥から戻って来た２人に気づき、カメラをズームすると、2人の背後から髪の長い女と思しきモノがついて来ているのが映り込む…。 |
| 60巻     | 「蛭子 後編」                       | 夜釣りの最中、不可解な失踪を遂げた女性二人。その時の映像には異様な声の様な音と、海に引きずり込む様な人影が記録されていた。取材の過程で、二人の捜索をしたダイバーに話を聞く事になった我々は「ヒルコ様」なるものに遺体のありかを教えてもらっているという、宇梶さんというダイバーの存在を知る…。 |

### 2015年
| シリーズ | タイトル                              | パッケージコメント |
| -------- | ------------------------------------- | --- |
| 61巻     | 「野鳥観察」                          | 投稿者の男性が、恋人の女性ととある郊外の雑木林で撮影したという映像。彼女が通っている大学の実習で「野鳥の鳴き声」を使用する事になったため自作の集音マイクを使い、深夜、録音をしていたという。途中、彼女が何かの音が聞こえると言いだす。その後、後方から、宙に浮いた生首のようなものがカメラに迫って来る…。     |
| 61巻     | 「終焉」                              | 投稿者の女性が、自分が演出した演劇の稽古風景を撮影したものであるという。演技途中、左側に立っている劇団員の男性が気を失ったかの様に倒れ込む。しかし、後ろの鏡に映っている男性は立ったままであり、彼の背後から女と思しき姿が近付いて来る姿も映っている…。                                                       |
| 61巻     | 「人形ノ家 前編」                     | 投稿者である大澤さんの幼なじみの夫、荻谷さんが駅のホームから線路に転落する事故をおこした。彼は事故の数日前から「知らない女が着物姿の人形をあやしている」という夢を繰り返しみていたという。さらに事故の時、駅で彼が妻に残した留守番電話の音声には、事故の瞬間と共に不可解な女の笑い声が記録されていた…。       |
| 61巻     | 「露天風呂」                          | 投稿者の男性が高校時代の友人と、とある温泉宿に宿泊した際、深夜、露天風呂に入ったとき撮影したという映像。投稿者達が露天風呂に入りながら話をしている途中、突然奥の女子風呂の照明が点灯する。その後、照明が消えたあと、温泉から立ち上る湯煙に、数体の悲痛に歪んだ様な人間の顔と思しきモノが映り込む…。           |
| 61巻     | 「シリーズ監視カメラ コインロッカー」 | とあるコインロッカーに設置された監視カメラの映像。途中、黒いカバンを抱えた女性が現れ、それをロッカー内に入れる。さらに、女性がポケットからナイフのようなものを取り出し、ロッカー内のカバンに何度も突き刺しているように見える。その後、女性の腰の辺りから、赤ん坊のような小さい顔が出て来るのが映り込む…。     |
| 61巻     | 「BBQ」                               | 投稿者の男性が、大学時代の後輩とその女友達の4人で、とある公園でバーベキューをした時の映像。投稿者と女性が買い出しに向かう途中、道に迷い木々に無数の縄が括り付けられている場所に迷い込む。縄が括り付けられた一本の木をカメラが映した時、木の幹に同化したかの様に見える人間と思しき顔が映り込む…。              |
| 61巻     | 「入学式」                            | 投稿者である父親が、息子の入学式の日に自宅前で撮影したという映像。入学式にはランドセルは持って行かない事になっていた為、息子にランドセルを背負わせて、記念に写真やビデオを撮影していたというのだが。玄関の前で母親が息子の写真を撮っている様子を映した時、画面左に少女と思しき姿が映り込む…。                 |
| 61巻     | 「人形ノ家 後編」                     | その後、荻谷さんの前妻に取材をした我々は、扱い方によっては祟りを招く可能性のあるという「オシラサマ」なる人形をご神体とした土着信仰の存在を知る。さらに荻谷さんの会社の同僚から事故の前の週に荻谷さんと出張に行き、荻谷さんが出張先のホテル近くで声を掛けてきた、足の悪い女の家に行ったという話を聞く…。       |
| 62巻     | 「バッティングセンター」              | 投稿者の女性が休日、恋人の男性とバッティングセンターで遊んでいる様子を撮影したという映像。投稿者が規定の球数を終え、恋人と話していると、すでに終わったはずのバッティングマシーンが動きだす。その後、恋人の男性の背後に立つ、子どもと思しき姿が現れ、ネットをすり抜け、カメラに向かってくる…。                 |
| 62巻     | 「アスレチック」                      | 20年ほど前に、幼い投稿者が公園で遊ぶ模様を父親の茂さんが撮影したものだという映像。アスレチックの丸太で遊ぶ、幼い投稿者。そして、その丸太の隙間から逆さまの女性の顔の出てくるのが映り込んでいる。この映像が撮影されて間もなく投稿者の父、茂さんは亡くなった…。                                                 |
| 62巻     | 「スケープゴート 前編」               | 数日前、我々の元にメールで送られてきた一つの映像。添えられていた相談内容に興味をもった我々は、投稿者の女性と会い話を聞くことになった。郡司さんの恋人である田丸さんが行ったという、大学の民俗学研究ゼミの取材旅行。そして宿泊したペンションで撮影した映像に映っていたという不気味な女の姿…。                   |
| 62巻     | 「シリーズ監視カメラ 門」             | 投稿者が住む、一軒屋の家の玄関に設置されていた監視カメラの映像。投稿者によると、その頃インターホンが鳴り、外に出ても誰も居ないという現象が定期的にあり、監視カメラを設置したのだという。ふと、家の門の扉がひとりでに開く。その後、家の中から投稿者が出て来て家の周りを見て回り、扉を閉め、再び中に戻る…。     |
| 62巻     | 「断崖」                              | 投稿者のカップルが、自殺スポットとして有名なある岬に行った際に、撮影された映像。撮影者の女性が、持っていた懐中電灯を照らし、居なくなった恋人を探すと、彼が崖の先に向かって歩く姿を発見する。その後、女性が崖に近づけず、離れた場所から男性に声を掛けている時、突如彼の背後から複数の手が現れる…。             |
| 62巻     | 「タイムカプセル」                    | 投稿者の男性が小学校時代の友人達と同窓会をした日、仲の良かったグループで埋めたタイムカプセルを掘り出した際に、撮影された映像。シャベルで穴を掘り、出てきた瓶の中身を確認する投稿者達。その後、瓶の中身を確認している時、左奥に映っている掘り出した穴の中から這い出てくる女と思しき姿…。                       |
| 62巻     | 「救急車」                            | 投稿者の男性が夜間、家の近所でバイク事故を起こしたと思われる現場を撮影したという映像。後日、映像を見返していた時、一部、不可解なものが写り込んでいることに気がついたという。救急車の赤い点滅に照らされて、黒い地面に巨大な人間の顔のようなものが現れている…。                                                 |
| 62巻     | 「続・スケープゴート 前編」           | 投稿者である郡司さんから送られてきた映像は、失踪した恋人、田丸さんの残したものであった。暗闇のなかに映った女の影、この映像は田丸さんが所属している民俗学研究ゼミの、調査旅行で撮られたものらしい。その調査旅行のメンバーのうち田丸さんを除く二人が交通事故、心不全という不幸な目に遭っていた…。               |
| 63巻     | 「親子」                              | 投稿者の女性が、休日に息子と近所の公園に遊びに来たときに撮影したという映像。投稿者が池の淵に座っている息子に近づいた時、彼に向かって、水面から小さい手とおぼしきものが出ているのが映る。さらにその後、投稿者が再び息子の方にカメラを向けた時、彼の上の方に、女の生首のようなものが映り込む…。                 |
| 63巻     | 「ゴンドラ」                          | 投稿者の男性が友人カップルと、とある地方の野外アトラクション施設に遊びに行った時に撮影したという映像。施設は山の中に設置されたワイヤーを、体に固定し滑車で滑るものだというのだが。山頂に向かい、ロープウェイのゴンドラに乗っている投稿者達。その時ゴンドラの外から中を覗いている子供と思しき姿が映り込む…。   |
| 63巻     | 「スケープゴート 中編」               | テーブルに置かれた木箱を前に話している４人。木箱を開けて、カメラが中にあるご神体を映した後にその場にいる三人を映した時、彼らの背後に黒っぽい人影が映り込む。その後、庵堂さんが自分の背後をカメラのモニターで確認するため、カメラを自分の方に向けた時、顔が、穴が開いているかの様に黒くなっている…。           |
| 63巻     | 「街撮り」                            | 外国人である投稿者の男性が日本に観光で訪れた際に街中の様子を撮影したという映像。投稿者は動画投稿サイトにのせる目的でこの映像を撮影していたという。ゆっくり前方に進みながら、歩き続ける投稿者の男性。途中、横から半透明の男と思しき姿が現れ、投稿者にぶつかりそうになった瞬間、男は消えてしまう…。             |
| 63巻     | 「上空」                              | 投稿者の男性が友人と旅行に行った帰りに乗った飛行機の中で撮影したものであるという。この映像に恐ろしいものが映り込んでしまったというのだが。飛行機内で投稿者が友人を撮影していたとき、荷物入れの中に人間の顔とおぼしきものが映り込む…。                                                                         |
| 63巻     | 「シリーズ監視カメラ 鳥居」           | とある神社に設置されている監視カメラの映像であるという。ある男性が複数連なった鳥居の中を歩いている時、男性の後ろをついていく、女と思しきものの姿がうつりこむ。この映像を専門家に見てもらったところ、これはこの男性に恨みを抱くモノの姿であるというのだが…。                                                   |
| 63巻     | 「証明写真」                          | 投稿者である男性が友人たちと、飲み会の帰り道、駅に向かう途中に撮影したという映像。友人の男性が写真機のカーテンを開けたとき、中に座っている女性とおぼしき姿が映る。しかし、投稿者が再びカメラを向けた時、中には誰もいない。さらにその後、写真機の上から血まみれの女性とおぼしきものが覗いているのが映りこむ…。 |
| 63巻     | 「続・スケープゴート 中編」           | 呼び出された親族とともにスタッフが室内へ入り風呂場に近づいた時、風呂の鏡に映る女とおぼしき姿が映り込む。庵堂さんは病院で処置を受け、一命は取り留めたものの、脳にダメージが残り、意識不明の状態であるという。まさか、この映像に映り込んだものが、庵堂さんを自殺行為に追いやった、とでも言うのだろうか…?        |
| 64巻     | 「怨讐」                              | 投稿者の男性がドライブの途中、友人達と、とある廃墟に立ち寄った時の映像。投稿者達が廃墟内を探索中、上の階から大きなモノ音が聞こえる。その後、上の階に上がり、ある部屋に入った時、室内に黒焦げの服を着た人形が落ちているのを見つける。更にそのあと、なんと室内のモノがひとりでに宙に浮かび、落下する…。         |
| 64巻     | 「トイレ」                            | 投稿者の女性の恋人の男性が撮影した映像。心霊スポットである公衆トイレの噂を検証するため個室内に入る男性。しばらくして、ドアをノックするような音が鳴りだす。その後、男性がカメラをドアの隙間に向けると、小さな人影が一瞬横切る。そして、カメラを下の隙間に向けると、小さな足が映り込む…。                       |
| 64巻     | 「スケープゴート 後編」               | 取材対象者、庵堂さんの自殺未遂という最悪の結果を迎え、スタッフルームには今までに無い重い空気が漂っていた。さらに、我々は、田丸さんの事や沙希さんの事など、今回の事全てをまとめ、懇意にしていた心霊関係の専門家、山本幻覚氏に意見を聞くため、手紙で相談してみることにした…。                                   |
| 64巻     | 「赤い傘」                            | 投稿者の女性が、恋人の男性と共に、とある踏切で撮影したという映像。撮影中、傘の柄を握る女とおぼしき姿が映りこむ。投稿者が調べたところによると、過去にこの踏切近くで、ある女性が線路内に侵入して電車にはねられて亡くなるという事故があったらしい。そして、その日は雨が降っていたというのだが…。                 |
| 64巻     | 「シリーズ監視カメラ 覗き穴」         | 投稿者である女性の自宅マンションの玄関扉の覗き穴に設置された監視カメラの映像。ライトの灯る深夜のアパートの廊下。画面奥のエレベーターの扉が開くが誰も乗っていない。その後、突如、覗き穴の上の方から何者かの顔のようなものが現れ、消える…。                                                                     |
| 64巻     | 「続・スケープゴート 後編」           | 沙希さんの自傷行為と、部屋から聞こえるという謎の声。その正体を掴むために我々は沙希さんの部屋に固定カメラを設置する。そして、庵堂さんの大学の同期である、仲谷さんによって明かされた木箱の真実。ご神体が納められた木箱は、使用を重ねると悪霊が入り込むというのだが…。                                           |
| 64巻     | 「寺跡」                              | 投稿者の男性が友人たちと、地元で有名な心霊スポットである、とある公園に行った時に撮影したという映像。首なし地蔵の前で写真を撮っている、投稿者達。カメラを友人の方に向けた時、暗闇から首を抱え込むかの様に腕が現れる。さらに、人間の顔とおぼしきものも写っている…。                                             |
| 64巻     | 「人身事故」                          | 投稿者の男性が、友人と電車に乗っていた時に遭遇した人身事故の様子を撮影した映像。電車から降りた投稿者がホーム上に置かれたブルーシートの方にカメラを向けた時、その奥に女とおぼしき姿が映り込む。制服姿の警官や、救護隊に混じり、一般人が混じっているのは異様な様子である…。                                     |
| 64巻     | 「終・スケープゴート 後編」           | その後、我々が墓の側に落ちていたデジタルカメラを確認すると、田丸さんと思われる人物が墓の側に木箱を埋めている映像が収められていた。霊障に悩まされていた田丸さんは、ご神体の木箱をゼミの教室から持ち出し、この場所に返しにきたのだろうか。そしてご神体を返した証拠として、この映像を撮影したのだろうか…。       |
| 65巻     | 「サバイバルゲーム」                  | 投稿者の男性が大学時代の映画サークル仲間である友人たちと都内近郊の廃墟でサバイバルゲームを行った時の映像。友人の後ろをついて行き、敵チームのメンバーを探す投稿者の男性。そして、彼らが廊下を進んでいる時、天井を這って近づいてくる異様な姿の何者かが映り込む…。                                               |
| 65巻     | 「遊女」                              | 取材班のもとに送られて来た、あるビデオテープ。投稿者の同居人がアルバイト先から持ち帰ってきたというこのテープの中に、異様なモノが写りこんでいるという。扇子を片手に、布団の上に横になっている一人の女性。そして、映像にノイズが覆い重なった箇所に、悶え苦しむような人の顔と思しきものが映り込んでいる…。       |
| 65巻     | 「納骨堂」                            | ヨーロッパ在住の投稿者の友人の男性が仕事でフランスを訪れた際に、世界最大の地下納骨堂を撮影したという映像。人間の遺骨で装飾された地下道を進みながら撮影する撮影者の男性。ふと、カメラが、額に穴の空いた頭部の遺骨を映した時、遺骨の眼窩に目と思しきものが映り込む…。                                           |
| 65巻     | 「MEMORY 前編」                       | 投稿者の男性が恋人のマンションで撮影したという一つの投稿映像。投稿者によると、恋人の宍戸さんの身に奇怪な事が度々起きているという。投稿者の日高さんがベランダから、窓の外へカメラを向ける。そして路地に女の姿を見つける。その後、女は瞬時に移動を繰り返し、最後はゆっくりと消えてしまう…。                     |
| 65巻     | 「写真」                              | 投稿者の男性が高校の同級生達と深夜、とある民家の廃墟が立ち並ぶ場所で、肝試しを撮影した映像。一軒の民家に入った時、室内に顔が削られた写真が無数に散らばっているのを見つける。その後、投稿者が、そのうちの一枚を手にとってカメラに向けた時、写真の背後にしゃがんだ少女と思しきものが映り込む…。                 |
| 65巻     | 「家族」                              | 投稿者である女性が、夫の昇進祝いにと、サプライズパーティーを催した際に撮影された映像。投稿者たちが、隠れた数分後、夫の譲さんが帰宅してくる。そして、友人の男性がデジタルカメラのフラッシュを彼に向けて、光らせた時、食卓の椅子に座る三人の人影が一瞬映り込む…。                                               |
| 65巻     | 「シリーズ監視カメラ マンホール」     | 半年ほど前に撮影された、とある郊外の線路脇の路上に設置されている防犯用監視カメラの映像。小雨の降るなか、通行人が行き交う様子が映っている。そして、右側にあるマンホール辺りから半透明の、髪の長い女と思わしき人影が上半身を覗かせる。その女は、一人の男性を追うように、顔の向きを変える…。                     |
| 65巻     | 「MEMORY 後編」                       | 宍戸さんの実家から、16年前に事故死した、古瀬百夏さんが映っていると思われる、ビデオテープが送られて来た。激しいノイズの中、少女の後ろの押入れの引き戸を誰かが内側から少しづつ開けていく手が現れる。さらにその後、宍戸さんの顔に癒着したかのように何者かの少女と思しき顔が現れる…。                             |

### 2016年
| シリーズ | タイトル                            | パッケージコメント |
| -------- | ----------------------------------- | --- |
| 66巻     | 「ぎょうさん」                      | 雑誌ライターである投稿者の女性が、インターネット上で募集した二人と心霊スポットツアーを行った時の映像。この場所は、パワースポットである巨石があり、その近くのトンネルは心霊スポットになっているという。巨石を見た後、トンネル内に入る投稿者たち。途中、女性の一人が何か、音が聞こえると言い出す…。             |
| 66巻     | 「声」                              | 投稿者の男性が、自宅アパートで大学の友人たちと飲み会をしていた時の映像。以前から、時折、隣の部屋から奇妙な声が聞こえてきていた、という投稿者が隣の部屋のベランダから、室内を映した時、部屋の奥に、首を吊ったと思しき、髪の長い人影が映り込んでいる…。                                                         |
| 66巻     | 「六十六 前編」                     | 某映像制作会社に勤務する投稿者から送られてきた、自分の誕生日を祝う様子を撮影した映像。妻が撮影途中、カメラを投稿者に向けるたび、不思議な事に彼の顔だけに謎のノイズが発生する。さらに誕生日ケーキのろうそくに火をつけるため、ライターを着火した時、炎に照らされた無数の顔のようなモノが映り込む…。             |
| 66巻     | 「残留物」                          | 投稿者の20代男性が自主映画仲間とロケハンで訪れた、とある廃ホテルで撮影されたという映像。何者かの生活痕が残る客室に入る投稿者たちが、ロープに干してある衣類の方向を映した時、そこに掛かけられている、赤い服の襟と袖口から、髪の長い女とおぼしき、頭部と腕が垂れ下がっているように見える…。                     |
| 66巻     | 「シリーズ監視カメラ パチンコ」     | 関東近郊のとある、パチンコ店の廃墟に設置された監視カメラの映像。このカメラには動体検知センサーがついており、何者かが映ると、ライトが点滅し、自動的に警備会社に通報される仕組みになっていたという。自動通報を受けた警備員の男性が店内を見て回る。そのとき、警備員の背後をついてくる、女とおぼしき姿…。         |
| 66巻     | 「樹海」                            | 富士山の麓に広がる、青木ヶ原樹海。自殺者が多く、心霊スポットとしても有名であるこの場所をレポートして動画投稿サイトにのせる目的で訪れたという。自殺防止と思われる看板や遺品と思われるものをレポートする投稿者。その後、森から出て、遊歩道を歩いている途中、突然、カメラの前で転ぶレポーターの女性…。           |
| 66巻     | 「六十六 後編」                     | キャンプをしていると思われる若者たちの映像。途中、若者の一人が、沼に何かがいると訴える。その後、別の若者が沼に向かって、用を足そうとしている時、沼の中から現れる、着物を着た複数の人間と思われる姿。映像に映っている複数の人間と思しきもの。これは過去にこの土地で殺された巡礼僧たちの姿なのだろうか…。       |
| 67巻     | 「ロッククライミング」              | 恋人の女性と家の近所の岩場でロッククライミングの練習をしている時に撮影したという映像。この時、にわかには信じがたい現象が起きたという。恋人が岩場を登っている様子を撮っていると、地面から激しい音が聞こえる。再びカメラを上に向けると数体の人影と思しきものが上から落ちてくるのが写り込む…。                   |
| 67巻     | 「奇怪な過去」                      | 『ほんとにあった!呪いのビデオ52』に収録されている、エピソード『奇怪な未来』。投稿者の柴崎さんから送られてきた映像は、彼が友人等と、とある湖で遊んでいる様子を撮影した映像した際に、男性が首を吊ろうとしている姿と、謎の人影の様なものが映っているというものであった…。                                        |
| 67巻     | 「合唱」                            | これは20年ほど前、当時7歳だった投稿者の男性が通っていた音楽教室の発表会で撮影されたという映像。最近、見返したこの映像に世にもおぞましいものが映っていたという。子供達が合唱を歌い終わり、お辞儀をした時、画面右側の子供の背後に一人の少女と思しき姿が映り込む…。                                              |
| 67巻     | 「シリーズ監視カメラ 扉」           | とある町工場の倉庫の出入り口に設置された監視カメラの映像。工場の社長である投稿者によると、出入り口の扉が、日頃開けっぱなしにされていることが多く、犯人が作業員なのか業者なのかつきとめるためにカメラを設置したのだという。倉庫の出入り口の扉を行き来する作業員達が映るが、みな扉を閉めていっている…。         |
| 67巻     | 「人形焼」                          | 投稿者の男性が、深夜の浜辺でたき火をしていたときの映像である。たき火に、友人の一人が衣服類やぬいぐるみなどを入れ、燃やしていく。やがて、たき火の勢いが増して、たき火の中から音がし始める。そしてその後、煙の切れ間に、女性と思しきものが映り込む。さらにその女には、影がないようにも見える…。                 |
| 67巻     | 「テーブルゲーム」                  | 投稿者の男性が高校時代の友人達と近所の雀荘で麻雀をしている様子を撮影したという映像。投稿者の持つカメラが彼の太もも辺りを映した時、足の間の暗がりから子供のような顔が覗いている。後に調べたところによると、この雀荘に出入りしていた男性の幼い息子が、育児放棄により餓死したという噂があるという…。             |
| 67巻     | 「禁忌 前編」                       | 都内在住の某保険会社に勤務する会社員である投稿者から送られてきた映像。ローテーブルを囲んで談笑する投稿者達。そして奥の寝室の引き戸がゆっくりと開きだし隙間から手が入ってきて、さらに人間と思しきものが入ってくる。引き戸の隙間は数センチほどであり、明らかに人の体が通れるはずはないのだが…。                 |
| 68巻     | 「置き傘」                          | 投稿者の男性が、恋人の女性とデートの帰りに公園で撮影した映像であるという。途中、雨が降って来て傘をさす恋人の女性。すると彼女の頬に赤い血のような物が落ちて来る。その後、傘の方を映したとき、裏側に、巨大な女の顔と思しきものが張り付いているのだが…。                                                         |
| 68巻     | 「花束」                            | 投稿者の女性が7歳になる自分の娘を公園に連れていったときの映像であるという。投稿者の娘である少女が遊具の近くでしゃがんでいる時、一輪の花を持っている手をカメラが写すと、少女の手に重なるように別人の手が映っている。さらにその後、少女の背後に腕のない軍服姿の男性と思しきものが映り込む…。                    |
| 68巻     | 「ホテル」                          | 投稿者の男性が友人と二人で、北陸地方を旅行した際、途中立ち寄ったホテルの廃墟に興味本位で入った時の映像。廃墟内を進む投稿者と友人の男性。廃墟内のバーカウンターを撮影したあと、廊下の暗がりを映した時、地面に横たわる女と思しき姿が映り込む…。                                                                 |
| 68巻     | 「禁忌 中編」                       | 中国国内で冥婚目的の遺体の売買が、多く行われているという。正規の売買だけでは需要を補いきれず、他人の墓を掘り起こすなど、遺体窃盗、密売事件が頻発しているらしい。墓から女性の死体を盗掘し、病院の遺体搬送記録を偽造し、冥婚用に販売していたとして、死体盗掘・密売グループが摘発されている…。                   |
| 68巻     | 「クリスマス」                      | 今から26年前、当時6歳だった投稿者の自宅アパートで投稿者の一家がクリスマスパーティーを楽しむ様子を撮影したホームビデオの映像であるという。画面中央のベランダの窓に、女の顔のようなモノが映り込んでいる。さらに、画面右手の暗い和室に佇む、少女らしき人影が映り込んでいる…。                                    |
| 68巻     | 「シリーズ監視カメラ 灯台」         | とある観光地の海岸に設置されていたライブカメラ用の映像であるという。画面奥には、闇夜を照らす灯台の明かり。途中、映像にノイズが発生し、灯台の灯りが海を照らした一瞬、海に沈む船影と思しき物が写り込む。さらに、ノイズに混じり、髑髏のような顔と思しきものが映っている…。                                       |
| 68巻     | 「洗車機」                          | 買い物帰りに愛車を自動洗車機で洗車しようと思った投稿者の男性。投稿者は、洗車機のブラシの回転する様子や、息子のはしゃいでいる様子を撮っている。そして、カメラが息子の座っている後部座席を映した時、息子の隣のシートに四つん這いになった少女と思しき姿が映っている…。                                           |
| 68巻     | 「続・禁忌 中編」                   | 白無垢を着た新婦と思しき女性と、羽織袴を着た男性が座っている。男性は白い箱型のものに寄りかかっており、遺体を座らせたものであると思われる。そして、喪服を着た女性が婚姻の儀式を進め、祝詞をあげている時、その音声が複数の人間が泣き叫ぶような声に変化し、新婦の女性が気を失ったように倒れこむ…。               |
| 69巻     | 「火葬場」                          | 投稿者の男性が遊び仲間数人で深夜にドライブをした際、途中立ち寄った火葬場の廃墟で撮影したという映像。廃虚内の火葬炉の前で、友人の男性が、他の友人男性と電話で話しているとき、受話スピーカーから、女の声のような音が聞こえる。さらに、火葬炉の中から、髪の長い女と思しき者が這ってくる姿が映り込む…。           |
| 69巻     | 「消える」                          | 集積所の掃除当番だった投稿者が、ゴミ集積所で分別法を守らずに、出されていたゴミ袋の中に入っていた8ミリビデオテープの映像。ちゃぶ台を囲う様に家族と思しき4人の人影が座っており、ヒステリックに笑いあうような音も記録されている。その人影が消えていき、最後には誰もいなくなってしまう…。                         |
| 69巻     | 「禁忌 後編」                       | 我々のもとに送られてきた、一本の投稿映像。映像に入った謎の音声と、隙間から忍び込む男の影は、八幡早苗さんという1人の女性を、自殺未遂に追い込んだ。その後我々は八幡さんの写真を依頼をした平塚和弘と名乗る人物の家に直接行ってみることにした…。                                                                  |
| 69巻     | 「砂浜」                            | 投稿者の女性がお盆時期に、夫の実家に行った際、地元の海辺で息子二人が遊ぶ様子を撮影した映像。息子の一人が水を汲んで戻ってきた時、その横の砂に小さな足跡と思しきものが浮かび上がる。さらにその後、二人の背後に何者かの顔と思しきものが映っている…。                                                             |
| 69巻     | 「シリーズ監視カメラ マンション」   | 投稿者の男性が住むマンションに設置された監視カメラの映像。男性は深夜度々、玄関前の外廊下を歩きまわるような靴音に悩まされており、マンションのオーナーの父親に相談して、監視カメラの映像を確認してみた。外廊下が映っている映像。誰もいない外廊下の電灯が明滅を始める。さらに女と思しきものが映っている…。       |
| 69巻     | 「雛人形」                          | 投稿者の大学の先輩である夫婦が、とある森林公園の園内で見つけた防空壕と思しき洞穴で撮影したという映像。彼らは、この洞穴の中で、通常あるはずのないものを見つけてしまったという。その不可解な雛壇の背後からこちらを覗く、女と思しき青白い顔が映り込んでいる…。                                                   |
| 69巻     | 「指輪」                            | 大学生である投降者の女性が友人と二人で、とある緑地で撮影したという映像。この日、緑地内を歩いている時に、友人の女性が誤って指輪を地面に落としてしまったという。地面に落とした指輪を探す投稿者たち。その後、側溝の隙間の中を携帯電話のカメラで映した時、中に何者かの目と思しきものが写り込む…。                 |
| 69巻     | 「続・禁忌 後編」                   | 我々スタッフが平塚家で撮影した、隠しカメラの映像を確認していると、幾つかの不可解な点があることに気がついた。母親の幾子さんが室内に入ってきた後、椅子に座っている等身大の人形の首が幾子さんの方を向くように不自然に動いているようにも見える…。                                                                 |
| 70巻     | 「マリオネット」                    | 投稿者の夫が、娘に購入した操り人形で遊んでいる様子を撮影した映像。夫の操作する操り人形の背後、たなの端に、血塗れの女の顔と思しきものが映り込む。この人形は、公園で行われたバザーで購入したものだというが、まさか、人形に宿っていた不可解な存在が、自宅に付いて来てしまった姿であるとでもいうのだろうか…。     |
| 70巻     | 「染み」                            | 投稿者の男性が、アルバイトをしている居酒屋の同僚たちと訪れた、とある廃屋で撮影した映像。我々は投稿者にあってその日の様子を聞いてみる事にした。その後、我々は問題の廃屋の場所を投稿者に聞いて、行ってみることにした。問題の部屋の畳のシミが広がっていき、さらに老婆と思しき人影が起き上がるように見える…。     |
| 70巻     | 「二段ベッド」                      | これは25年ほど前、投稿者の男性が幼少時に自宅アパートで撮られたという映像。ベッドに登り遊んでいる少年達。その時、室内に着物を着た少年たちを見回すように首を動かす、男性のような人物が映っている。両親に聞いたところ、この日、家に居たのは両親と子供２人の４人だけで、このような人物が居た筈は無いという…。     |
| 70巻     | 「Fake 前編」                       | 夫と娘と家族3人で公園で花火をしている様子が映っているという浜野則子さんから送られてきた映像。浜野さんの娘が、草むらの前で手に線香花火を持っているとき、そのすぐ後ろの暗がりに人間の顔のようなものが映り込んでいる。さらに、ささやくような人の声のようなモノも聞こえる…。                                      |
| 70巻     | 「シリーズ監視カメラ ペットカメラ」 | 投稿者の男性のマンションに設置されていたペットカメラの映像。深夜、ペットの犬がカメラの方向に向かって唸り声を上げる。更にその後、犬がカメラ側に走り寄ってきて、ぶつかったカメラが倒れて後ろ側を向いたとき、奇怪な人間と思しきものが立っているのが映り込む…。                                                   |
| 70巻     | 「寝顔」                            | 投稿者の女性のスマートフォンの中に入っていたという映像。彼女が気がつかない間に撮影されていたという、この映像に観るものを恐怖におとしいれるものが映り込んでいたというのだが。 恋人の男性がスマートフォンを落とす直前、うしろの鏡に女のような姿が映っている…。                                                  |
| 70巻     | 「墓」                              | 大学生である投稿者が、ラクロス部の合宿時に宿泊所の近くの墓地で肝試しを行ったときの映像。肝試しの目的地に到着する一同。その後、右側の後ろを向いている女性の髪の毛の中に、人間の手と思しきものが映り込む。さらに、彼女の首筋に男性の顔のようなものも映っている…。                                               |
| 70巻     | 「Fake 後編」                       | 子どもたちが草むらで遊んでいる映像の画面の左端に、その場に居なかったという子どもと思しき姿が映りこむ。さらに映像にノイズがはいり、歪んだ顔と思しきものが蠢く、奇妙な映像が挿入される。20年近く前、古井戸に転落し、亡くなった瀬崎健くん。彼の魂は未だ、仄暗い闇の底に沈んだままである、とでもいうのだろうか…。 |

### 2017年
| シリーズ | タイトル                          | パッケージコメント |
| -------- | --------------------------------- | --- |
| 71巻     | 「タクシー」                      | タクシーの車内を映し出したドライブレコーダーの映像。時刻は深夜1時過ぎ。タクシーが高架下道路に入って行く。すると誰もいないはずの後部座席に女性と思しき人影が映しだされていた。人影はその後、一度消え直後に再び姿を表す。投稿者の話では、この時”左側の髪の毛が逆立つ”ような寒気を感じたのだと言う…。                           |
| 71巻     | 「シルエット」                    | とあるカップルがバイト仲間との飲み会の帰りに携帯電話で撮影した映像。深夜、建設中と思われるビルの屋上に人影を目撃する。携帯カメラはその姿をはっきりと映し出している。そして突然その人物が彼らの前で飛び降りる。次の瞬間、眼の前に突然現れる少年だと思しき姿が映し出されていた…。                                              |
| 71巻     | 「シリーズ監視カメラ 老人」       | とある一般家庭に設置された監視カメラの映像。誰もいない部屋から、壁を叩くような物音が聞こえている。よく見てみると一冊の本が勝手に動いているのが確認できる。そしてダンボールが不自然な回転を見せ落下する。と、廊下を映した監視カメラ映像にこの家の住人と思しき男性が姿を表す…。                                                |
| 71巻     | 「瑕疵 前編」                     | 2000年に撮影されたホームビデオの映像。姉夫婦が甥に会う為、姉の部屋を訪れる。部屋の隅に何者かの姿がある。よく見ると男性と思しき霊の姿がこちらを睨みつけているようにも見える。また、足元が円くつぶれた様な形状で宙に浮いている。当時6歳だった投稿者は16年経った今”ある想い”を持ちこの映像を送ってきた…。                       |
| 71巻     | 「停電」                          | 子供の誕生日祝いを記録した映像。和やかなムードが一瞬にして壊されてしまう出来事が起こったという。電子レンジを使用している途中にブレーカーが落ちる。電気が点いた直後、突然、撮影者が悲鳴をあげる。「見ちゃった」そう悲鳴をあげる撮影者の視線の先には、真っ黒で異形の者が映し出されていた…。                                    |
| 71巻     | 「かくれんぼ」                    | 祖母の七回忌で親族一同が集まった時の映像。庭で楽しそうにかくれんぼをして遊ぶ子供たち。それを微笑ましく見守る親たちの姿。鬼になった撮影者は、家の角からこちらを覗く子供を見つけ、その後を追う。すると、またも子供が走り去る姿を見て、それを追って行く…。                                                                      |
| 71巻     | 「瑕疵 後編」                     | 投稿者の母親の死は仕事や子育てによる過労、彼氏による暴力、そんな極度のストレスからくる突然死だったのかもしれない。住んでいたアパートも”心理的瑕疵物件”でなかった事が証明された。投稿者の心霊体験は幼少時代の思い過ごしかもしれない。しかし、投稿映像のあの不気味な霊は一体何者であろうか…。                                  |
| 72巻     | 「ベランダ」                      | ある小学生が自宅のベランダに野鳥の巣を作り、巣立ちまでを観察した記録映像。ベランダの柵の向こうから、こちらを覗き込む男性と思しき姿が確認できる。この場所はマンションの3階であり、ベランダの向こうには人が立てる場所などないのだという。だとすると、これは一体、何を映し出したというのであろうか…。                           |
| 72巻     | 「伝説の自主映画」                | 20年ほど前に撮影された大学の映画サークルが制作したホラー映画の映像。木の枝の奥から人の顔のようなものが、こちらを覗き込んでいるように見える。このカットから3つのカットに渡り、同じ場所に顔のようなものが存在する。しかし、その後のカットからはそれが無くなっている…。                                                         |
| 72巻     | 「曲がり角」                      | 臨場感ある映像が取れると評判のウェアラブルカメラと呼ばれる小型カメラの映像。このカメラで近所をテスト撮影したとき、曲がり角で突然視界に現れた女性とぶつかりそうになる。慌てて振り返ると先ほどの女性の姿はない。角を曲がる瞬間をスロー再生してみると、カーブミラーのポールの部分に女性の後ろ姿が不自然に現れている…。          |
| 72巻     | 「おくりもの 前編」               | これは友人家族が集まり、ホームパーティーをしている様子を映した映像。投稿者は香澄さんという女性で、香澄さんの夫「正伸」さんが、この家の主である磯崎茂さんと会社の仲間であり、5年ほど前から、友人家族含めこのような交流があったのだという。その日は昼頃から磯崎家に集合しみんなで楽しく過ごしていたという…。                   |
| 72巻     | 「存在しない友達」                | 友人と廃ホテルを探索している様子を記録した映像。投稿者の話ではAさんをこの部屋に来るように指示した記憶はなく、何よりこの部屋に最初に入ったのはAさんが倒れているのを発見したときなのだという。そして、Aさんは投稿者がこの部屋に居ないことを確認し、この部屋を去ろうとする…。                                                   |
| 72巻     | 「シリーズ監視カメラ 野菜泥棒」   | ビニールハウスの中に設置された監視カメラの映像。突然、監視カメラが回転しながら落下する。その視点の先に、白く漂う何者かの姿が確認できる。拡大して見てみると、それは手足が細長く、天井にまで届きそうな大きな女性の姿の様にも見えはしないだろうか？ そしてそれは暗闇に溶けるように消えてしまった…。                             |
| 72巻     | 「続・おくりもの 前編」           | 自宅で起こした傷害未遂事件。妻が浮気していると信じて疑わず、部屋でふさぎ込み続けている茂さん。温厚な彼を突き動かしているものの正体は一体なんなのか?そんな中、我々の前に新たな証言者が現れた。それは茂さんの職場仲間の女性が、2016年の秋に事故で亡くなったという話から始まる…。                                               |
| 73巻     | 「サプライズ」                    | 投稿者が妻と娘に誕生日のお祝いをしてもらったときの映像。妻と娘は投稿者を喜ばせようとサプライズパーティーを仕掛ける。ケーキを手に脱衣所に隠れる娘と、それを携帯カメラで撮影する母親。一瞬、映る浴室内に人影らしきものが確認できる。それに気づかない様子の母と娘。直後、再び浴室を映し出すと何者かの姿が…。                    |
| 73巻     | 「夏合宿」                        | 投稿者が中学生の頃、部活の合宿先で撮影した映像。お菓子を食べながら楽しそうにふざけ合う少女の後ろ。開け放たれた押し入れの中に、2つの顔のようなものが確認できる。長く乱れた髪の毛。黒くくすんだ肌。そして不気味に白く見開かれた目。隠れるように重なり合う２つの顔らしきものが彼女たちの様子を覗き込んでいる…。                 |
| 73巻     | 「民宿」                          | 仕事先の仲間と旅行に行ったときにスマートフォンで撮影された映像。突然、画面が大きく乱れブロックノイズが走る。撮影者は異変に驚きカメラを右方向へ戻した。そして再びカメラを左へと戻す。またも画面一杯に大きなブロックノイズが走りだした。そこには何故か頭蓋骨らしきものが確認できる…。                                          |
| 73巻     | 「おくりもの 中編」               | 磯崎茂さんは普段はとても温厚であるそうなのだが、意識がもうろうとする中で、なぜか妻の薫さんに対して傷害未遂事件を起こしてしまったのだという。投稿映像には、薫さんに襲いかかるその刹那、茂さんの顔がこの世の者と思えない姿に変化する瞬間がはっきりと記録されていた…。                                                          |
| 73巻     | 「花火の上」                      | とある花火大会の様子を記録用に無人航空機で撮影された映像。打ち上がる花火を捉えている無人航空機。すると、突然、人の手のようなものがレンズ前に現れ掴みかかる。無人航空機はその手と思しきものに掴まれ落下する。およそ800メートルからバランスを崩したカメラの視点は回転しながら下降し、海の中へ墜落した…。                       |
| 73巻     | 「シリーズ監視カメラ 復元」       | とある会社の監視カメラの映像。突然、カメラの下から炎が立ち上がる。それに気付いた2人が慌てて立ち上がり、男性は消化器を取りに、女性はどこかに電話をかけている様子である。男性は消化器の安全栓を抜こうとするが取れない。勢い良く燃え上がる炎の中、黒い人影が突如現れ消えてしまう…。                                             |
| 73巻     | 「続・おくりもの 中編」           | 女性のパソコンから発見された1つの動画ファイル。そのほとんどは、少女がカメラに向かい『生きる事』に否定的な発言をしたり、周りの人に非難する内容であった。それは何となく、『イジメ』を連想させるもので、そして少女はこう断言する。『モッカになる』。つまり『この世から去る』という意味。少女はその言葉通りに窓から飛び降りた…。 |
| 74巻     | 「山道」                          | マウンテンバイクで山道を走行する様子を、ヘルメットのひたい部分に小型カメラを装着して撮影された映像。投稿者は山奥の町から山道を抜けていく道中で、突然バランスを崩し顔面を強打、両足を打撲するという事故に見舞われる。痛みもがいているその瞬間、前方から四つん這いで地を這う様にして何者かが近づいてくる…。                    |
| 74巻     | 「積載車」                        | これはインターネット上に配信するために撮影された映像。投稿者は車の運転業務を生業にしており、長距離運転中の居眠りを防止する為、この配信活動を始めた。投稿者が撮影を終えようとカメラに手を伸ばす。すると、隣に突如何者かの姿が現れる。その顔はところどころ傷で歪み、投稿者をジッと見つめている様にも見える…。                  |
| 74巻     | 「ドッキリ」                      | とあるCS放送用に収録されたバラエティ番組の収録映像。某タレントに対してドッキリを仕掛けようとするが、ある事情でお蔵入りになってしまったという。番組スタッフが、打ち合わせの部屋にラップ現象や、女性のうめき声、照明を明滅させる等の演出をする中、幽霊役の女性の背後に黒い人影のようなものが確認出来る…。                      |
| 74巻     | 「おくりもの 後編」               | 普段大人しい人が突如として何かに取り憑かれた様に激高し、顔が不気味に変化するという怪現象。一人目、二人目、三人目の行方不明者…謎に満ち満ちた呪いの連鎖。我々スタッフは行方不明者のパソコンから動画ファイルを発見。そこには一人の少女の姿があった。彼女の顔も同じように気味悪く変化するのだった…。                             |
| 74巻     | 「シリーズ監視カメラ 二階の和室」 | これはインターネット上にある、とあるサイト内において、以前無断で配信されていた監視カメラの映像。時刻は夕方。電気の点いていない暗い中、ふすまに人形のような黒い影が現れる。どこかからの光の干渉をうけているものだろうか?それは常に不可解な動きと形に変化して、最後は煙に包まれるように消えてしまった…。                       |
| 74巻     | 「カメラ機能」                    | 投稿者が友達と再会した時、携帯電話のカメラ機能で撮影した映像。カメラの前にオレンジ色の光が写っている。他の動画ファイルにも同じようなオレンジの光が写っているものがあった。カメラに語りかけるAさんの背後にまたもオレンジの光が写っているのが確認できる。よく見てみると、それは人の顔のようにも見える…。                       |
| 74巻     | 「続・おくりもの 後編」           | Kさんの証言から判明した謎の少女Rさんの正体。彼女が死をもってこの世に残した怨みの動画。それはクラスメイトが集団パニックを起こす結果となった。現在、磯崎由美ちゃんも虐めを苦に部屋に引きこもったままである。そして虐めていた同級生にRさんの動画を送った謎の人物とは一体誰なのか…。                                             |

### 2018年
| シリーズ | タイトル                      | パッケージコメント |
| -------- | ----------------------------- | --- |
| 75巻     | 「下見」                      | 投稿者の男性が一人でキャンプ場を訪れた時の映像。強い風の音の中、どこから男性の叫び声が聞こえる。「おーい。」そう呼ぶ何者かの叫び声。投稿者もそれに気づき声のする湖の方へと振り返る。この時、投稿者は肉眼で湖で溺れる男の姿を一瞬見たのだそうだが…。 |
| 75巻     | 「かいぼり」                  | 映像制作会社に勤める投稿者の男性が、ロケハン時に立ち寄った公演で「かいぼり」の様子を撮影した映像。「かいぼり」は農業用の溜池で冬場に水を抜き、ヘドロなどを取り除く作業の事。その作業で池から現れた様々な魚類を映した時、地面に横たわる、人間のようなものが映っているのだが…。                                                                                   |
| 75巻     | 「母の願い 前編」             | 公園で楽しく遊ぶ、愛娘の姿を撮影しようとスマートフォンのカメラ機能によって収録された映像。子供たちが集う平和な公園で、呆然とブランコに座る、見知らぬ男性の姿を見たという。その男性はこの映像にも映っていて、この後、カメラの前でその男性に突然、異変が起きたという…。                                                                                           |
| 75巻     | 「無人駅」                    | 投稿者の男性は同僚と遅くまで酒を飲み、終電を乗り間違え無人駅にたどり着いた。心配した恋人から連絡を受け、現状を説明するために撮影したという映像。周りを見渡し迎えに来る恋人の車を探す投稿者。と、暗闇から勢いよく走り去る何者かの姿があった。その者の首から上がないのだが…。                                                                                     |
| 75巻     | 「GPS機能」                   | 職場仲間ととある廃墟を訪れた時の映像。投稿者は当時、社会現象にもなったスマートフォン向けのゲームをするため、この廃墟を訪れたのだという。ゲームアプリの指示に従い、扉をあけ部屋に入る一同。この時、画面から目当てのキャラクターが突然消えてしまう。再び、カメラを向けるとその奥に…。                                                                             |
| 75巻     | 「シリーズ監視カメラ 厠」     | 公園の男子トイレでは何者かに鏡を割られる事が数回発生しており、管理人が男子トイレに監視カメラを設置した。誰もいないはずの奥の個室トイレのドアがひとりでに閉じる。更に利用者の男性が、洗面所で手を洗い出して行った直後、手前の鏡に男と思しき顔が映り込む…。 |
| 75巻     | 「母の願い 後編」             | 沢山の人々が利用するこの公園内で自殺した件数が、多数あることがわかった。それだけではなく、この公園付近でも自殺による事件が起きていたことを地元の方の証言で確認できた。穏やかで何もないように見えた公園の周辺で多数の首吊り、飛び降り自殺などの事件が起きていることがわかったのだが…。                                                                           |
| 76巻     | 「インディアン水車」          | 投稿者の男性が北海道旅行をした際、とある川に設置されていたインディアン水車の施設で撮影した映像。ガラス越しにおびただしい数の鮭が泳いでいる。投稿者がカメラをガラスに近づけて水中を映していたとき、その中に人間の頭部のようなものが漂って、ガラス面に接近する様子が映っている…。                                                                                 |
| 76巻     | 「孤独死」                    | 電気店に勤務しているという投稿者が、仲間との飲み会の席を撮影した映像。酒も進み、盛り上がる一堂、しかし、そこである異変が起きる。最初に、すりガラス越しに老人らしき姿が映る、そして、投稿者が驚いてカメラを上に向けた瞬間、窓から何者かがこちらを向いているのが映し出される…。                                                                                   |
| 76巻     | 「雪道」                      | 近畿地方に転勤した投稿者の男性が、珍しい大雪の中、職場の同僚を家に送っている時の映像。大雪が降る夜間、電信柱の後ろに、半袖姿の男と思しきものが立っている。そして次の瞬間、血塗れの同じ男と思しきものが、助手席の足元から同僚の女性を見上げているのが映っている…。                                                                                               |
| 76巻     | 「誰がために 前編」           | 約4年半前に、カラオケボックスで遊ぶ同級生たちの姿を、携帯電話で撮影した映像。友人の結婚がきっかけで、ふたたびこの映像を見ると、同級生の一人、樋口かなえさんにある変化が起きていることに気づいたという。その樋口さんに、悲劇が起こってしまったというのだが…。 |
| 76巻     | 「シリーズ監視カメラ 彷徨う」 | 某劇団に所属している女性から送られてきた映像。稽古中、芝居を演じる役者たち。一人の役者が床に倒れ込み、感電して照明が点滅する場面で舞台奥を移動する女と思しき影が映り込む。さらにその後、左側に現れた両手を持ち上げるような仕草の女は首を吊っているようにもみえるのだが…。                                                                                       |
| 76巻     | 「温泉旅行」                  | 投稿者が年末に年下の恋人と、とある海辺の旅館に宿泊した時の映像。投稿者によると、宿泊した翌朝、恋人のAさんが窓から見える海辺に、知人女性がいると言い出し、口論になり、窓の外を撮影していたという。恋人のAさんが窓側に移動した時、彼女の背後をついて歩く女と思しき姿が…。                                                                                         |
| 76巻     | 「料理」                      | 投稿者の女性が遠距離恋愛の恋人に、好物の野菜炒めのレシピを説明するため、webカメラで撮影した映像。料理を進めている途中、映像が乱れ、背後の壁に、体が埋まっているような格好の人間と思しきものが映っている。さらに投稿者の体が一瞬消えてしまっているようにも見える…。                                                                                              |
| 76巻     | 「誰がために 後編」           | 不可解に消えてしまった同級生の樋口さん。そして樋口さんと最も仲が良かった福田さんを指差す謎の手。さらに、指を指された福田さんの背後に映り込む女性のような人影。取材班は、この映像が収録された時に一緒にいた、同級生の二人、飯島さんと加藤さんに、当時の話を聞くことができた…。                                                                                   |
| 77巻     | 「ホワイトアウト」            | 山頂にある施設に車で向かう途中、猛吹雪に巻き込まれ、止む無く引き返すところを撮影した映像。車外に出た投稿者たちの視界を雪は一瞬で覆い、身の危険さえ感じるホワイトアウト現象の中、同乗者の最後の一人が車内に乗り込み、扉が閉まろうとした瞬間。こちらを覗く、女性のような顔が映り込んでいる…。                                                                     |
| 77巻     | 「子供の風景」                | 投稿者の男性が妻とその息子と一緒に自然公園へピクニックに出かけた際、撮影された映像。投稿者である父親からカメラを任され、はしゃぐ息子。雑木林に入り、向こうで待つ父親の姿を撮影しようとカメラをズームする。しばらくして、来た道を戻ろうと振り返ったとき、一瞬、木の根元からこちらを覗く男性の首のようなものが映りこむ…。                                         |
| 77巻     | 「写真スタジオ」              | 記念写真を撮る時は、その写真に強い想いが宿るとも言われている。投稿者も1歳の誕生日を迎える娘との家族写真を撮影する為、近所の写真スタジオに訪れたのだという。被写体である家族の顔が一瞬別人のように変わる。フラッシュの光を浴びた次の瞬間、家族に顔が変化しているように見えるのだが…。                                                                            |
| 77巻     | 「ずっと一緒 前編」           | イベントサークル活動の一環で、新入生の入学を祝いキャンプに行った時に撮られた映像。出会いを喜び、仲間や恋人たちと、ふざけあったり、楽しそうにはしゃぐ大学生たち。身体から浮き出てくるように黒く染まっていく沙那恵さん。そしてそのあと沙那恵さんの背後から現れた人影。どこかの女性のようにも見えるが、はっきりと識別することはできない…。                         |
| 77巻     | 「美容院」                    | 美容師である投稿者が後輩へ手順を教えるための、参考映像用として撮影した時の映像。突然、落下するマネキン。投稿者曰く、その時落ちたマネキンが独りでに、動いているように見えたのだという。そして、マネキンを拾おうと、恐る恐る近づいた次の瞬間、マネキンの首が人間の顔のように変化しこちらを振り返る…。                                                             |
| 77巻     | 「フェスティバル」            | 投稿者の男性が友人と、とある大型公園で行われていた、催しに行った際に撮影したという映像。投稿者が催しを見て回り、公園内の石が積み上がった小さな滝を映した時、その積み上がった石に黒く焦げたようなの人間の頭部と腕のようなものが映っている。調べによると15年程前、この公園では何者かによって爆発物事件が起きていたのが判明した…。                                 |
| 77巻     | 「祖父母の家」                | 今年の正月、投稿者の男性が兄弟や親戚とともに祖父母の家に集まった時に撮影されたという映像。一見楽しげに見えるこの映像だが、翌日、悲劇的な事実に直面することになったという。甥っ子の子供から投稿者の男性がみかんを受け取った時、左側の座卓の下に女と思しきものが映っている…。                                                                                     |
| 77巻     | 「ずっと一緒 後編」           | 沙那恵さんに起こった不可解な現象。それは呪われた神木によって引き起こされたのではと投稿者のめぐみさんは言う。突然現れた黒い発疹のようなもの、その時映り込んだ人影が意味するものとは?そしてこの三角関係がどのように関係しているのか?神木の呪いは存在するのか…? |
| 78巻     | 「踏切」                      | 幽霊が出ると噂される踏切を動画サイトに投稿するため撮影された映像。この踏切では人身事故が多発していることからそんな噂が立ったという。踏切を再度、映すとそこに先ほどはいなかった男性の姿がある。しかし、もう一人の投稿者には見えていない様子だ。そして、吸い込まれるように踏切に向かって歩いていく、次の瞬間、目の前に突然、電車が通り過ぎる…。                   |
| 78巻     | 「獅子舞」                    | 投稿者の男性が、関西地方の祖父母の家に遊びに行った際、祭りの日に行われていた獅子舞の様子を撮影した映像。激しく動く獅子舞を映している最中、一瞬、胴体の布の中にもう一人の人間の下半身と思しきものが映り込んでいる。さらに、右側の建物の入り口の縁に異常な大きさの男性の顔と思しきものが反射して映っている…。                                                     |
| 78巻     | 「休日」                      | 投稿者の男性が農家を営んでいる親戚の家の敷地内で撮影したという映像。投稿者は二人の娘たちがミニバイクに乗る様子を映していたと言う。映像の後半、白い服の長女が、ビニールハウスの前を通り過ぎた時、その中に3人の首をつった人影と思しきものが映り込んでいる。調べによるとこの敷地は、前の持ち主の家族が借金を苦に無理心中した物件だという…。                        |
| 78巻     | 「続・ずっと一緒 前編」       | イ大学のイベントサークルよって行われた、肝試しを撮影した映像内の沙那恵さんという女性に不可解な現象が起きた。浮き上がる黒い痣。そして、沙那恵さんの後ろから現れる人影。その要因と思われた呪いの神木を探しに行くも、映り込んだ人影との関連にたどり着くことはできなかった。この現象が起きた後、沙那恵さんは突然の発作に悩まされる。その原因は、彼氏の浮気だった…。 |
| 78巻     | 「ゆれる」                    | 突然、揺れだしたブランコ。その様子を撮影した美咲さんにだけ不可解なものが見えてしまったという。さらに投稿してから2週間後、彼女は事故で亡くなってしまう。不自然に揺れる1台のブランコ。2台で撮影された映像のうち1台のカメラだけに子供の姿が映り込む。ブランコを止める美咲さん。その次の瞬間、ブランコに座る男の子の姿が映り込んでいる…。                           |
| 78巻     | 「シリーズ監視カメラ 中古車」 | 投稿者の男性が、家の庭先に停めてある乗用車を監視カメラで撮影した映像。いつも夜中の1時過ぎ。誰もいないはずの車からクラクションがけたたましく鳴るのだという。深夜の1時5分を指した瞬間、運転席に男性と思しきものがハンドルにもたれかかるように座っている。その男性の顎の部分がハンドルのクラクションに乗っかっているのである…。                                    |
| 78巻     | 「排水溝」                    | カリカリと風呂場に響く音。その音の出所を探す投稿者。その音が排水溝から聞こえていると気づき、携帯電話のレンズを排水溝に向ける。ライトを当て排水溝の中を照らしていると、詰まった髪の毛中から女性と思わしき手が、こちらに向かって這い上がってくる。その髪が排水溝に向かって伸びているようにも見えるのだが、次の瞬間には消えている…。                               |
| 78巻     | 「続・ずっと一緒 後編」       | 滋直さんは帰宅後、急に倒れ、現在、集中治療室で入院中であるという。倒れた滋直さんのそばには、空になった骨壷があったという。あたりの状況から、滋直さんは遺骨を口にしていたということがわかった。そして、京子さんの遺骨をすべて自分に取り込むその行動が、京子さんの意思によるものなのか…?滋直さんは、現在、意識不明で入院している…。                               |
| 79巻     | 「新幹線」                    | 男性が、家族旅行に行った際、新幹線の様子を撮影した映像。来ることのできなかった父親に、旅行の様子を伝えるため、カメラを回していた。カメラを窓際に置き、景色を撮影する投稿者。途中、新幹線が、3回ほどトンネルにさしかかったとき。男と思しきものが、窓にへばりつくようにして現れる…。                                                                              |
| 79巻     | 「ボルダリング」              | 商業施設に設置されているボルダリングジムに親子で遊びに行ったという投稿者の男性。最初の映像で投稿者の娘が壁を登っている時、右側の扉に彼女を追うような姿の人影が映っている。この時、壁を実際に登っている人は存在していない。さらに別の日の映像で、左下の暗がりに、座っている子供と思しきものも確認できる…。                                                       |
| 79巻     | 「タイ旅行」                  | 投稿者の男性が友人と去年、東南アジアのタイに住んでいる妹夫婦の元を訪れた時に、何気なく町並みや寺院跡などを撮影した映像。この映像に常識では理解不能なものが映り込んでしまったという。寺院跡を映した映像の中、横に複数並んだ仏像との間に、首のない、上半身裸の人間と思しきものが映っている…。                                                                     |
| 79巻     | 「インターホン」              | 投稿者が、自宅の玄関に設置した防犯カメラの映像。ゆっくりとこちらへ向かってくる、ひとりの女性。それは門の前で立ち止まりインターホンを鳴らす。すぐに飛び出してくる投稿者。しかし投稿者には、女性の姿が見えておらず家の門は無防備に開け放たれる。すると女性はゆっくりと歩き出し、家の中へと入っていくのだが…。                                                     |
| 79巻     | 「中古のテレビ」              | VHSの再生機と一体化されたブラウン管テレビ。つけては消して、が繰り返されるテレビ。消えた瞬間に、滲み浮き上がるような人の顔のような影。テレビを消すたびに、映り込む影の形が変わっていくように見える。そして、画面に写り込んでいるものを、顔であると想定すると、口に当たる部分の動きも毎回変わっているようにも見える…。                                            |
| 79巻     | 「治療室」                    | 今夏、投稿者の男性が、病院で足の怪我を処置して貰っている様子を、記念にスマートフォンで撮影していたという映像。上を向いたカメラが正面を向いた一瞬、足元に、目の赤い女と思しき姿が確認できる。病院関係者によると、数年前にこの病院で手術を受けた、男性が麻酔薬の分量ミスで意識が戻らず他界しているという…。                                                       |
| 79巻     | 「鉄板」                      | 投稿者の男性が、とあるお好み焼き屋を訪れた際、撮影した映像。投稿者がカメラをテーブルに向け、再び鉄板を映したとき。画面左側に、女と思しき逆さまの顔が、こちらを振り向くかのように映り込む。後の調べによると、数年前、この店の常連客だった女性が、付近の道路で交通事故に遭い、亡くなったのだという…。                                                             |
| 79巻     | 「縁恨」                      | アイドルのミュージックビデオの撮影風景を映したメイキング映像。その収録された、メイキング映像の中に、不可解な現象が起きているという。この映像をきっかけに、隠されていた人間関係の闇が浮き彫りとなる。そして我々は、この投稿映像について、取材をしていく中で、幾つかの、関連すると思われる映像を発見する…。                                                       |

### 2019年
| シリーズ | タイトル                          | パッケージコメント |
| -------- | --------------------------------- | --- |
| 80巻     | 「海辺」                          | 男友達4人で中部地方を旅行した際に立ち寄った砂浜で撮影したという映像。カメラが岩場を映した時、水中に女と思しき水死体のような人影が映っている。この海岸附近では数年前に、地元の女子大生がウィンドサーフィンの練習中に溺死する痛ましい事故が起きているという…。                                                                                  |
| 80巻     | 「トンネル」                      | 大学生の投稿者とその友人が関東近郊の廃トンネルに訪れた際の映像。投稿者のカメラが トンネルを進む友人の姿を追う。恋人の事から口論になる二人。口論が進むにつれて、投稿者はカメラを地面に置いた際に、トンネルの出口付近に女性の人影の様な物が現れこちらをずっと見ている…。                                                                        |
| 80巻     | 「見知らぬ女の子」                | 投稿者の女性が20数年前、当時4歳の頃に母親と一緒に湖へ遊びに行った際の映像。投稿者が、遠くを指差し「サキちゃん」とつぶやいている。投稿者の母親がカメラを向けると、黄色い服を着た子供が遠くでカメラの方を見つめるように立っている。カメラをズームしていくといつの間にか、子供の姿を見失ってしまう…。                                            |
| 80巻     | 「水面」                          | 投稿者とその恋人がとある公園を訪れた際の映像。投稿者らは、公園内の池を渡るため貸し出し用ボートに乗り込み2人の時間を楽しんでいた。するとまるで何かが衝突したかのように突如、ボートのバランスが崩れる。そしてカメラが水面を映したときボートの横に不気味な顔らしきものが映り込む…。                                                              |
| 80巻     | 「続・縁恨 前編」                 | アイドルのプロモーションビデオの撮影風景を撮影したメイキング映像。前作、シリーズ79で紹介した投稿映像だが、その後、取材をする中でこの投稿映像でおきた現象と類似する投稿映像が多数見つかった。モニターの前に座るこのビデオを監督した男性の頭部が、不自然に消えている…。                                                                         |
| 80巻     | 「熱唱」                          | 投稿者の男性が、とあるカラオケ店で撮影したという映像。カラオケで熱唱している男性の背後のソファーに座る、通常ではあり得ない異常な角度に首が曲がった男と思しき姿。投稿者によると、去年、地元の遊び仲間で左官職人の友人が作業中に強風に煽られて足場から転落死しているという…。                                                                   |
| 80巻     | 「シリーズ監視カメラ 散乱」       | とあるスーパーに設置された監視カメラの映像。最近、お菓子コーナーの商品が、床にばらまかれる悪質なイタズラが横行しているのだという。どこからともなく現れる、ひとりの少年。間もなくして、彼は陳列棚の商品を服の中へと詰め込み、万引きをするつもりなのかそのまま立ち去ろうとする…。                                                               |
| 80巻     | 「積乱雲」                        | 東京に住む男性が恋人と食事をした帰り、突如、発生した積乱雲と思しき雲を撮影した映像。カメラが、恋人の方を映した時、彼女の肩から人間の左手のようなものが這い上がっているように見える。調べによると、この映像が撮影された橋の下の河で、自殺した男性と思しき遺体が発見されているという…。                                                         |
| 80巻     | 「続・縁恨 後編」                 | 問題の動画に入り込んだ、ノイズだけを切り取り編集した映像をご覧頂きたい。変わって、変わって、奪ってやる。叫ぶような男性と思われる声が、動画の中に隠れていた。この動画はドキュメント映画の素材では無いと、海田さん言っていた。それならば、夫婦二人でメッセージを伝える為に撮られた動画だと思われる…。                                           |
| 81巻     | 「ブラックバイト」                | 投稿者の男性が実家へと帰省し、両親と焼肉屋へ行った際の映像。投稿者が七輪へとカメラを向けた瞬間、変色した男の頭部と思しきものが現れこちらを睨みつける。のちの調査によると以前この店でアルバイトをしていた男性が過酷な労働に耐えかね首吊り自殺をしたのだという…。                                                                               |
| 81巻     | 「覗く女」                        | 都内某所のある繁華街。投稿者たちが乗り込んだ、エレベーターで撮影された映像。エレベーターの窓を覗く女性の姿。8階に着いた後、5階に向かう投稿者たち。すると、5階に到着するも、女性の姿はない、このビルは、エレベーターが一つである…。 |
| 81巻     | 「YouTuber」                      | youtuberとして活動している投稿者。街中で通行人に声をかけ、インタビューをするという動画を配信している。画面右端のガラスの反射に映る、白い布をまとった人影のようなもの。ただ立ち止まってこちらをじっと見据えているようにも見える…。 |
| 81巻     | 「オバケ」                        | 夜の公園で友人の送別会の後に撮った映像。投稿者の友人が公園の池の方に移動する。投稿者がそれを追いかけてカメラを向けると、池の対岸に白い布のようなものが歩いているのが見える。一見、布を被っているイタズラのようにも見えるのだが…。 |
| 81巻     | 「オバケ2」                       | 投稿者が運営に携わっている、地下アイドルのライブ映像。投稿者がフロアにカメラを向けると、鏡に何か白い布をまとって立っている人物が写り込んでいる。 投稿者が一度ステージにカメラを戻し、もう一度フロアに向けてみると白い布の人物は、跡形もなく消えている…。                                                                                      |
| 81巻     | 「ノイズ」                        | 投稿者が運営に携わる地下アイドル、KIKAのライブ映像。KIKAが歌っている途中、歌声に女性の悲鳴のようにも聞こえるノイズが混ざってくる。当日は実際に歌っている訳ではなく、予め歌が入った楽曲の音源を流している。その音源を確認しても、そのようなノイズは入っていないという…。                                                                       |
| 81巻     | 「シリーズ監視カメラ 301号室」    | とあるマンションの一室。誰も住んでいない301号室から、何やら物音が聞こえるとのこと。管理人は音の原因を突き止めようとカメラを設置。4日間カメラを別の場所に設置して撮影をしたのだが、その全てに和室の部屋の襖が震えているような音が記録されていた…。                                                                                             |
| 81巻     | 「気づいて」                      | とあるカップルがSNSに投稿していた動画。アップロードされた動画内の数本に、スーツ姿の男が写り込んでいる。フロントガラス越しに見える沿道の木の陰に注目すると、人影など映ってはいないが、カメラがパンされるとその背景に男の姿がはっきりと映っている…。                                                                                            |
| 81巻     | 「物置小屋」                      | 祖母の家へ訪問した際の映像。物置小屋の様子を撮影する投稿者。「何かいる」と、叔母に伝え後ろの方にカメラを向けた瞬間、何者かがカメラに近づいてくる。不気味な表情を浮かべる男性とおぼしき白い人影。その白い人影は、刃物のようなものを握っているようにも見える…。                                                                                 |
| 81巻     | 「301号室2」                      | 投稿者が部屋の中を調べながらスマートフォンのライトをつけて撮影。問題の襖がある畳の部屋に入ったとき、何者かが襖の前に立っている。再び、カメラを向けると誰もいなくなっているが、黒い服を着た女性と思われる人物が、こちらの様子を伺っているように立っている…。                                                                                   |
| 82巻     | 「ナイトサファリ」                | とある地方のナイトサファリの映像。投稿者は、専用バスの窓からスマホを使って夜に活動する動物達の様子を撮影したという。その映像に、園内にいるはずのない“モノ”が映り込んでいた…。 |
| 82巻     | 「佇むもの」                      | ライダーの男性が撮影した映像。女性が雨の降る中、傘も差さず俯いて沿道に立っている。横断歩道を渡る気配もない、不可解な様子の女性の姿。一見、普通の通行人にも思えるのだが…。 |
| 82巻     | 「静止する身体 前編」             | 投稿者の女性が友人の家を訪ねた際の不可解な映像。カメラを向けられた友人の女性の動きが静止し、どこか一点をただ見つめているのだ。投稿者はそれに気づかず会話を続けているのだが…。 |
| 82巻     | 「初日の出」                      | 今年の正月、関東地方に住む男性が夫婦で、とある山の神社に初詣に行った際、高台で撮影したという映像。投稿者のカメラが高台の下の方を映した時、ケロイド状に爛れた顔が写りこんでおり…。 |
| 82巻     | 「何を呼ぶ」                      | 投稿者の男性が恋人ととある温泉旅館へ行った際の映像。仲良く卓球に興じるカップルの後方の窓に青白い少女の姿が…。スタッフは、とあるWEBサイトでこの地域に関する気になる記述を発見する。 |
| 82巻     | 「マジシャン」                    | 投稿者の男性が、とある繁華街で食事の帰りに撮影したという映像。駅に向かう途中の路上で手品師の男性に話しかけられたのだという。手品師の男性の背後に髪の長い女性の姿が…。 |
| 82巻     | 「切断」                          | 会社員である投稿者が、職場の同僚とヨーロッパのとある国を訪れた際、撮影したという映像。街中に一台の車が通り過ぎた直後、世にもおぞましい奇怪なものが紛れ込んでしまっている。 |
| 82巻     | 「静止する身体 後編」             | 大変な事態になった。投稿者である三橋百合子とその夫が車で移動している際に事故を起こしたのだという。幸い、夫婦ともに軽傷で済んだものの、その時の様子が何とも不可解だったという…。 |
| 83巻     | 「地鉄」                          | 中国出張に訪れた投稿者が撮影した映像。現地の様子を家族に見せるため、思い出の一環として記録していたという。電車がホームに近づいた際、線路上に突然人影が現れ、また電車に接触したような音も記録されている。過去に電車に轢かれてしまった人物が亡霊となったのだろうか…。                                                                           |
| 83巻     | 「長いトンネル」                  | 投稿者の男性が、職場からの帰路にある長いトンネルを撮影した映像。残業が続いていた投稿者は、深夜、遅い時間にこのトンネルを通るなか、毎日誰かの気配を感じる様な気がしてカメラを回し始めたという。その映像の中に、微動だにせず立っている不気味な女性の人影が…。                                                                                   |
| 83巻     | 「従兄弟の家」                    | 投稿者の男性が小学生の頃に従兄弟の家に遊びに行った際に撮影した映像。従兄弟の部屋のクローゼットの棚の上に、腐敗したような女とおぼしき者が横たわっている。実はこの映像が撮影された翌年、当時高校生だった従兄弟の男性は自殺してしまったと言うのだが…。                                                                                           |
| 83巻     | 「続・静止する身体 前編」         | 投稿動画に映っていた、黒い服を着た人影と、動きを止めた投稿者の友人。我々、呪いのビデオ製作委員会は、一連の不可解な映像や出来事は、投稿者・三橋百合子の友人である磯貝さつきの自宅やその周辺の土地に起因するものではないか、との仮説を立てて、調査を始めたが…。                                                                                 |
| 83巻     | 「ポンプ車」                      | とある地方の自治体関係者である男性が、自身が所属している消防団の訓練の様子を撮影したという映像。カメラがポンプ車の側面を映した時、車体の下から這い出ている黒っぽい人間と思しきものが見える。数年前に、とある民家で発生した火災から逃げ遅れた男性なのだろうか…。                                                                               |
| 83巻     | 「不気味な彫刻」                  | 地獄絵図の様な彫刻像の展示を撮影している映像。拷問を受けている女性の彫刻が一瞬、ギロリと撮影者の方を睨んでいる。人形に魂が宿る、人の想いや長くその場所に留まった人形に魂が入る、というのは有名な怪異談だが、この彫刻像にも魂が宿ったとでもいうのだろうか…。                                                                                   |
| 83巻     | 「続・静止する身体 後編」         | 不可解なノイズが入っていた田中さんへの取材映像。音声解析の結果、驚くべき事実が発覚した。ノイズと思われる音声を抽出し、音声を逆再生させてみたところ、はっきりとした女性の声で「おまえがいなければいいのに」と聞き取れるのだ。そして、その声は聞き覚えのある声だった…。                                                                         |
| 84巻     | 「真夜中の滑り台」                | 公園の滑り台で動画撮影中に悲劇に見舞われてしまった投稿者の友人。すぐに救急車で病院に運ばれたが、どこにも異常は見つからなかったのだという。後日、その友人から、投稿者の元に、公園で撮影した映像が送られてきた。そこには不可解な人影が写り込んでいる…。                                                                                         |
| 84巻     | 「野外トイレ」                    | ドライブ中、たまたま見つけた野外トイレに立ち寄った投稿者の男性。スマートフォンのライトを起動した際、誤って動画を回してしまったという。トイレの壁に逆さにぶら下がったような、黒い人らしきもの…。投稿者は帰宅途中、ハンドル操作を誤り、事故を起こしたというのだが…。                                                                            |
| 84巻     | 「リフト」                        | 投稿者の男性が恋人と、とある山に遊びに行き、一人用リフトに乗った時に携帯電話で撮影した映像。リフトの支柱の隙間から、こちらを覗く人間の顔と思しきものが映っている。投稿者によると、数日後、知らない女の声で「迎えに来て欲しい」という謎の電話があったという…。                                                                                 |
| 84巻     | 「終・静止する身体 前編」         | 磯貝さつきのマンション周辺を調べていた我々取材班に猛然と抗議してきた男性。投稿映像の家は磯貝さつきの住居ではなく、実際はその男性、相葉さんの住居だったことが判明する…。相葉さんと磯貝さつきは大学時代の知り合いであり、三橋百合子と付き合っていたのだという。                                                                                 |
| 84巻     | 「手招き」                        | 実家に住み着いたという野良猫をスマートフォンで撮影していた投稿者。奥にいる猫にカメラを向けると、部屋の隅に正座をし、こちらに手招きをしている白い人影が写りこんでいる。投稿者によると、この白い人影は、投稿者の親戚であるお婆さんのヨシエさんに似ているというのだが…。                                                                         |
| 84巻     | 「祖父の病室」                    | 二十数年前に、投稿者の祖父が心筋梗塞で倒れて入院した時の病室での映像。見舞いに来た親類の男性を映した時、背後に顔が血まみれの女と思しき姿が現れる。異変に気づいた投稿者が親類の男性に映像を見せたところ、過去、彼に付きまとっていた女性がいたらしいのだが…。                                                                                   |
| 84巻     | 「鍾乳洞の男」                    | とある鍾乳洞で撮影された映像。カメラが鍾乳洞の天井を写すと、その岩陰から男の様な顔がこちらを覗き込んでいる。生気のない男性の顔はどこか悲痛にも見える。かつて、この鍾乳洞で、大学のサークル活動中にメンバーの一人が行方不明になるという事件があったと言う。                                                                                    |
| 84巻     | 「終・静止する身体 後編」         | 相葉さんの留守中、マンションのエントランスに2台、部屋の出入り口に1台のカメラを設置して撮影を試みた取材班は、ついに問題の核心にせまるものの撮影に成功する。突然現れ、相葉さんの部屋の前で立ち止まる黒い服を着た人物。それは磯貝さつき本人なのであろうか…。                                                                                     |
| 85巻     | 「神の視点」                      | 投稿者が小型のドローンをテストフライトさせた際に撮影した映像。人気がないはずの木々の間の小道を男性が歩いているが、急に姿が見えなくなってしまう。その後、試験飛行を終えてドローンを回収した投稿者の背後に、先程の男性の姿が…。最初の位置から、かなり距離があったのだが…。                                                                      |
| 85巻     | 「シリーズ監視カメラ 簡易宿泊所」 | およそ10年前の、とある簡易宿泊所の一室を収めた映像。テレビをつけたまま眠り込んでしまう男性宿泊者。そのテレビの電源が消えた瞬間、男性宿泊者の枕元に、奇妙な人影が映り込む。この客室では、不可解な現象が起こると宿泊者からのクレームが絶えなかったという…。                                                                                     |
| 85巻     | 「Propagation 前編」              | 製作委員会のもとに送られてきた、別々の二本の映像。調査を進めた我々は、その二本がある一人の人物によって繋がっていることを知るのだった…。 |
| 85巻     | ―夢遊病―                          | 一本目は投稿者が、友人を撮影したものである。目覚めると言いようのない疲労を感じるという友人のため、投稿者が寝ている姿をカメラで撮影することを提案したという。そこには友人の奇妙な姿が写っていた。 |
| 85巻     | ―ワークショップ―                  | もう一本は、とあるスタジオで行われた俳優のワークショップを記録した映像。講師が声を荒げると、突然ドアや窓が激しく叩かれ、室内の蛍光灯が突然点滅し、消える現象が写っていた。 |
| 85巻     | 「手筒花火」                      | 今年の夏、投稿者の女性の地元の伝統行事の様子を撮影したという映像。地元の男衆が、自分自身の手で作成した花火を、神社で打ち上げ奉納するという。手筒花火から、激しい炎が吹き出し、軽く爆発をした直後、その煙の中に人間の苦しみ悶えるような巨大な顔が現れる…。                                                                                     |
| 85巻     | 「監視者」                        | 大学生のグループが、仲間内で肝試しに山奥の廃村を訪れた際の映像。廃屋を進むメンバーたち。途中、一人が先に進むことを拒み、戻ることを提案する。その直後、誰も居ないはずの廃屋から男の声が…。パニックになって逃げるメンバーを不可解な人影が追いかけてくる…。                                                                                      |
| 85巻     | 「七夕」                          | 映像制作会社に勤める男性が、自身の娘が通う幼稚園で行われた七夕のイベントの様子を撮影したという映像。園児たちが整列しているところを映した時、棚の中に人間の顔と思しきものが横たわっているのが映っている。ひき逃げに遭った近所の男性に似ているというのだが…。                                                                                   |
| 85巻     | 「Propagation 後編」              | 夜中に不可解な行動をしていた今井さんの話によると、今井さんも問題のワークショップに参加しており、同じワークショップに参加していた友人、大橋彩香さんが一年前に自殺していたことが判明する。大橋さんはその講師と親密な仲だったという。我々は、もう一人の投稿者、成瀬さんと撮影場所ワークショップの教室で会う。その取材中、今井さんが急に倒れて…。 |

### 2020年
| シリーズ | タイトル                                  | パッケージコメント |
| -------- | ----------------------------------------- | --- |
| 86巻     | 「シリーズ監視カメラ カーテンの向こう側」 | 投稿者の男性が、自宅マンションに設置したという、カメラ映像。夜中に窓を叩くような音がするため、監視用のカメラを設置したという。夜中の騒音に悩まされてきた、という投稿者。しかし、カメラが捉えた奇妙な音の正体は、投稿者をさらに苦しめるものとなってしまった…。 |
| 86巻     | 「一緒に見ていた」                        | 河川にクラゲの群れが発生し、投稿者は物珍しさからその様子を撮影していた。映像には、水面に投稿者の影 が映っている。しばらくすると、不思議なことに、投稿者の影からまるで幽体離脱するかのように、もう一体の影が現れ、空に登っていく様に消えていく…。 |
| 86巻     | 「続 Propagation 前編」                   | 我々の元に送られてきた二本の動画。それを結ぶ一人の女性。そんななか、成瀬さんからワークショップが再開されるという情報が届いた。時を同じくして今井さんからスタッフルームに連絡が入る。今井さんによると、大橋さんが亡くなる前日の映像が存在するという…。 |
| 86巻     | ―夢遊病2―                                 | 落ち着いたと思われていたが、再び寝ている最中に異様な行動を取るようになったという今井さん。我々は今井さんの部屋に不可解なものが映っていることを確認する…。 |
| 86巻     | 「煽り運転」                              | 投稿者の女性が恋人と旅行に行った帰りに撮影した映像。高速道路を走っている際に、後の車が悪質な「煽り運転」をしてきた。助手席にいた投稿者が証拠としてスマートフォンで撮影したものだという。その中に車のリアガラスにうつる人間の顔のようなものが…。 |
| 86巻     | 「弟」                                    | 投稿者の男性が子供の頃、自宅で母親が撮影したと言う映像。微笑ましいホームビデオに、闇の存在が映り込んでいた。投稿者の弟がガラスの棚に近づくが、反射して映るその姿は全く動かない。映像が撮られる直前、弟が高熱を出して入院し、記憶を失くしてしまったという…。 |
| 86巻     | 「水遊び」                                | 90年代、北陸地方で撮影された海水浴場での様子。当時幼かった投稿者が兄と両親との4人で訪れた時に撮影されたものであると言う。車体の下に、髪の長い顔と思しきものが映っている。この映像が撮られた時、とある一家の少女が、海で溺死するという、痛ましい事故が起きたというのだが…。 |
| 86巻     | 「続 Propagation 後編」                   | ワークショップの受講生の一人から一本の映像が送られてきた。成瀬さんが暴れ宮坂さんを襲う映像だった。その映像の中に、不気味に笑う梨本さんの姿が収録されていた…。 |
| 86巻     | ―指差し―                                  | 亡くなった大橋彩香さんの最後の映像が今井さんから送られてきた。ご両親の了解を得て公開することにした。そこには意識がないと思われる状態でカメラを指さす大橋さんの姿が…。そんななか、スタッフルームに衝撃的な報せが飛び込んでくる。「何かを託された気がする」という今井さんの言葉通り、梨本さんは大橋さんの思いを引き継いでしまったのだろうか…。 |
| 87巻     | 「黑く蠢くもの」                          | 投稿者の錦戸百合子(仮名)さんが、産婦人科への定期検診の帰りに寄った神社で撮ったという映像。この映像を撮った後に体調を崩したのだという。それ以来不安が消えないという錦戸さん。夫が本作のファンだという事をきっかけに映像募集していることを知り、藁をもすがる思いで来たのだという。映像には、百合子さんの顔にどろどろとした黒い液体のようなものが覆いかぶさっているように映っている。これは一体何なのだろうか。調査を進めるスタッフであったが、突然、百合子さんの夫、敬太さんより取材を中止をしてほしいという連絡があった…。 |
| 87巻     | 「異世界」                                | ある有名な心霊トンネルを訪れた際に撮影された映像である。トンネルの手前で車を停車し同乗者の一人がスマホを取り出し、操作し始める。実はこのトンネル、一部のオカルトマニアの中で有名な噂話がある。トンネルの中でとある曲を流すと、怪奇現象が起きるという噂があるというのだが…。 |
| 87巻     | 「公衆トイレの不審者」                    | 会社員の男性が飲み会帰りに撮影した映像であるという。公園の公衆トイレの個室内でカメラは回っている。個室の外からペタペタとした足音と、ブツブツと何かを言っている声が聞こえるというのだが…。 |
| 87巻     | 「ビル火災」                              | これは、関東某所で発生した、火災の映像である。投稿者は都内で働く会社員、撮影した場所は、会社からかなり距離があるのだが、この日は仕事の都合で、電車を乗り継ぎこの地まで来ていた。ある日、ふと思い出して録画した映像を見返すと、撮影していた当時は全く気づかなかったものが撮れていたんだという…。 |
| 87巻     | 「物怪」                                  | これは、投稿者の女性が小学校低学年の時、親戚同士で関西地方の旅館で食事をした時の映像であるという。この映像に闇の存在が映り込んでいた、というのだが…。 |
| 87巻     | 「船上」                                  | この映像は投稿者の男性が恋人の女性ととある島を観光した際、乗船した船の中で撮影した映像であるという。そして映像の中に誰もが目を疑うものが映り込んでいたというのだが…。 |
| 88巻     | 「見てはいけない」                        | これは投稿者が家に遊びに来た友人を撮影した映像である。当時、友人にいたずらをすることに夢中になっていた投稿者その日は風呂に入る友人を脅かし、その驚いた姿を撮影しようと思ったといのだが。ドアを開けると、それは現れた…。 |
| 88巻     | 「いるはずのない同級生」                  | 今からおよそ20年ほど前。中学校での催しを記録した映像。 投稿者によると、この動画には説明し難い現象が映し出されている、というのだがいるはずのない、自殺した同級生。そして、不自然に顔が消えてしまっているという、奇妙な現象。これは、投稿者のいうように、自殺した同級生が、何か、関係しているとでも、いうのだろうか…。 |
| 88巻     | 「続・黒く蠢くもの 前編」                 | 我々のもとに一本の映像を持ってやって来た投稿者、錦戸百合子さん。そこに写っていたのは、奇妙な黒いモノを顔にかぶっている百合子さん自身の姿だった。新たにスタッフに加わった上田の行き過ぎた行動によって、我々は調査の中止に追い込まれる。そんな時に、かつて送られてきた一本の投稿映像を発見する…。 |
| 88巻     | 「シリーズ監視カメラ 外壁工事」           | 都内で、水商売をしている投稿者の女性が、外壁工事が行われている自宅マンションのベランダに取り付けた固定カメラの映像。数日前にベランダに干していた高額なスニーカーが無くなったため、カメラを設置して昼夜を問わず録画することにしたのだと言うが、日中と夜の映像にそれぞれ、予想だにしないモノが映り込んでいたと言う…。 |
| 88巻     | 「失踪」                                  | これは二十数年前、投稿者の男性の従姉妹の家で撮影されたもので、最近病死した従姉妹の父親の遺品の中から発見された映像であるという。そして、映像に映る幼い従姉妹の少女の身に不気味な出来事が起きているというのだが。投稿者によると、当時この映像が撮影された直後、なんと、この従兄弟の少女は失踪してしまったという…。 |
| 88巻     | 「続・黒く蠢くもの 後編」                 | 一度調査を中止させた投稿映像を御覧いただこう。投稿者が同僚と友人のバーで飲んでいる様子を撮影したものである。映像の途中でおかしなものが紛れ込んだと言うのだが。そこに写っていたのは見知らぬ部屋に現れる、顔を黒いもので覆われた女性の姿であった。事故で亡くなった子供、そして、心臓発作で亡くなった子供。これらの子供達の死は、生まれてくる百合子さんの子供と一体何か関係があるのだろうか。そして、一年前の投稿映像に写ってる謎の部屋と女性は、いったい何者なのか…。                                                       |
| 89巻     | 「繰り返される死」                        | これは、投稿者の車に取り付けられたドライブレコーダーに収録された映像である。画面右の建物の上、人の様な形の影が建物の上から真っ逆さまに落下している。人間が飛び降りる瞬間を捉えてしまったカメラだが、捉えたものはこれだけではなかった…。 |
| 89巻     | 「スナック」                              | これは投稿者が会社の先輩、後輩とでスナックに行った時の映像である。投稿者の先輩は最近太ってきているようで、体調を心配する妻から炭水化物を禁止されていたという…。 |
| 89巻     | 「終・黒く蠢くもの 前編」                 | 始まりは一本の投稿映像だった。顔を黒い何かで覆われた投稿者の不気味な姿、奇しくも同じ現象が別の投稿映像にも記録されていた。調査を進めるスタッフに、思いも寄らない出来事が襲いかかろうとは、この時、誰も予想していなかった。以前、スタッフの中田が発見した、ネット上の書き込み、そこに新たな投稿があることを、中田が発見したのだが… |
| 89巻     | 「凍氷」                                  | 投稿者の女性が友人と共にとある観光地を訪れた際、撮影した映像である。この日の気温は氷点下となり湖が凍りついていたのだという。学生時代、投稿者の同級生だった女子生徒が入水自殺により亡くなったことがあったという投稿者。そして、この映像に映る女性の影は亡くなった女子生徒に似ているように思える、というのだが…。 |
| 89巻     | 「新婚旅行」                              | 投稿者夫婦が新婚旅行で、アジアのとある国に行った時に撮影したという映像。二人が日中の観光を終え、宿泊先のホテルのエレベーターで何気なく撮影していた時に、背筋が凍るものが映り込んでいたと言う。投稿者がこの映像をホテルの従業員に見せて話を聞いたところ、なんと数年前に、映像内のホテルで火災があり、複数の宿泊客が犠牲になっているというのだが…。 |
| 89巻     | 「棲みつくもの」                          | 投稿者の家で起こる不可解な現象と映像に映る女の姿…。家に住みついているものは果たして…。 |
| 89巻     | 「終・黒く蠢くもの 後編」                 | 上田が百合子さんに連絡をして敬太さんに謝罪を申し出たという。しかし、敬太さんが席を外した隙に、上田はまた家の中を撮影していた。その映像にまたもや映り込んだ、顔を黒く覆われた女性。しかし、敬太さんや我々を驚愕させたのは、そのことだけではなかった…。 |
| 90巻     | 「鈴の音」                                | これは投稿者の男性が友人と釣りに行った時の映像である。投稿者は釣りが趣味で、この日も同じ趣味を持つ友人と夜釣りに出かけた。真っ暗な中、懐中電灯の明かりを頼りに釣りを楽しんでいたという…竿に付けた鈴が鳴り、魚のあたりを知らせる。しかし、二人の竿は揺れていない…。 |
| 90巻     | 「窓」                                    | 投稿者の部屋では不思議なことが起きる。何もない壁や天井に窓が現れる。不動産屋の話では過去にこの部屋で事故や奇妙な現象が起きたとこともないのだという。嘘つき呼ばわりされるのに少し腹が立ち、見せてやろうと動画を撮影したというのだが…。まさか、この窓は別の世界へと通じており、そこへ投稿者を誘い込もうとしているとでも言うのだろうか…。 |
| 90巻     | 「子ども用カメラ 前編」                   | これは都内在住の投稿者から送られてきた映像である。投稿者の娘が子ども用カメラで投稿者を撮った映像に奇妙なものが映り込んでいるというのだが…。取材班は投稿者、小沢文香さんの自宅に出向き、詳しい話を聞いてみることにした。ほとんどは娘の千尋さんが撮ったなんでもない映像だが、たまに千尋さん本人が映っている映像があった。千尋さんが映っているということは千尋さん以外の誰かが撮ったということになるが…。 |
| 90巻     | 「フェンス」                              | これは投稿者がサークルの先輩とドライブに行った時の映像である。車を買ったばかりの先輩は運転がしたくて仕方なく、毎日のように投稿者を連れてドライブをしていたという。この日、普通のドライブに飽きた先輩と投稿者は友人の提案で峠にある心霊スポットに出かけた。ここは投稿者の地元では有名な心霊スポットで、飛び降り自殺をする人間が多いことでも知られているというのだが…。 |
| 90巻     | 「団欒」                                  | これは投稿者がある心霊スポットへ行った時に撮影していた映像である。木が鬱蒼と生茂る中、懐中電灯とスマートフォンの明かりを頼りに歩く投稿者と友人たち。雑木林の中、まるでちゃぶ台を囲むように男性、老婆、女の子が座っている。そのそばには女性が立っているように見える…。 |
| 90巻     | 「子ども用カメラ 後編」                   | 千尋さんが行方不明になってしまったという。かねてから「なっちゃん」に、どこかに行こうと、誘われていた千尋さん。まさか、千尋さんは、なっちゃんに連れて行かれた、とでもいうのだろうか…。投稿者、小沢文香さんの夫・太一さんの会社の後輩である菅原さんへ再び取材を試みることにしたのだが、実は菅原さんも我々に話したいことがあったという…。 |
| 特恐編   | 「ハイキング」                            | これは投稿者が友人とハイキングに行った時の映像。山歩きが趣味の投稿者と友人。林道はいくつも分岐点があり、この日は今まで歩いてなかった林道を選んで歩いたという。階段を登っていくと投稿者と友人。鳥居の側に痩せ細った老女が立っているように見えるのだが…。 |
| 特恐編   | 「機材チェック」                          | これは投稿者の男性がビデオカメラの機材チェックをしている時の映像である。投稿者の遠田さんは制作会社で撮影助手をしていうるという。ビデオカメラのチェックをしていると、映像にノイズが発生し、フォーカスも不自然に合わなくなる。投稿者はビデオカメラをを変えるがトラブルは治らない。そして、フォーカスが女性の後ろに合うと、そこには女と思しき人物が映っている、というのだが…。 |
| 特恐編   | 「トンネルの先 前編」                     | これは投稿者が友人と心霊スポットに行った時の映像である。投稿者と友人は怪談イベントに通うほど怖い話が好きで、怪談イベントで紹介された心霊スポットに足繁く行っていたという。この日も、先日参加した怪談イベントで紹介された心霊スポットであるトンネルにやってきた。このトンネルで不可解な現象に遭遇した、というのだが…。 |
| 特恐編   | 「グラスボート」                          | これは投稿者の男性が家族で、インド洋のとある観光地に訪れた時に、船底がガラス張りで海中の様子が見て楽しめる、というグラスボートに乗船した時の映像だという。投稿者によると、この風光明媚な場所に似つかわしくない、死の世界の住人が映り込んでいた、というのだが…。 |
| 特恐編   | 「移動する影」                            | これは投稿者の女性が友人とオンラインで飲み会をしていた時の映像である。オンライン飲み会を楽しむ投稿者たちの分割画面に男性の顔のようなものが映り込んでいる。その男性が画面から別の画面へと移動しているように見え、そこに不可解な映像が映り込んでいたというのだが…。 |
| 特恐編   | 「遊び場」                                | 90年代にとある地方で撮影されたという映像。投稿者の男性が小学生の時、3人の兄弟と公園の遊具で遊んでいる時に撮られたものである。最近、見返した際に、あの世とこの世の区別が付かないものが映り込んでいた、というのだが…。 |
| 特恐編   | 「トンネルの先 後編」                     | トンネルの中を歩く投稿者と友人。出口に差し掛かり、一台の車が止まっていることに気づく。よく見ると投稿者と友人が乗ってきた車にとても似ているように見える。カメラが運転席を映すと、ハンドルに何かが付差している。よく見ると、赤く濡れており、血のようにも見えないだろうか。投稿者がトンネルに入り、出口までやってくると、そこには乗ってきた車があった。投稿者が乗ってきた車が入口に止めてあったことを伝えるため、再び、出口までやってくると、そこには車と友人２人の姿がなかった、というのだが…。                             |

### 2021年
| シリーズ | タイトル                    | パッケージコメント |
| -------- | --------------------------- | --- |
| 91巻     | 「這う」                    | 投稿者が、祖父母の葬式後に撮影した映像。感染拡大禍の中での葬式だったため参列者はマスクを着用していた。その光景が珍しく、不謹慎であるが撮影していたという。そこに不気味な存在が写り込んでいたというのだが…。 |
| 91巻     | 「濡れるお札」              | 投稿者の家で起きる不可解な現象。その家に置かれているお札を拾う投稿者。お札は濡れて変色していおり、髪の毛のようなものが絡まっている。さらに、何かで引っ掻いたような跡にも見えるものが現れる。そして次の瞬間、押し入れの隙間に見えたものとは一体…。 |
| 91巻     | 「古着」                    | 投稿者が数年前、結婚式の二次会の帰りに撮影した映像である。友人との別れ際、スマートフォンで写真を撮ろうとした際に、操作ミスで動画になってしまったがそのまま撮影をしていたというのだが…。 |
| 91巻     | 「金神 前篇」               | 金神と書かれた石塔に手を合わせる男性。男性に促され、撮影者も手を合わせるためカメラを置いた。何か気付いた撮影者がカメラを向けると、そこには霧の塊のような物が浮かんでいた。そして、カメラが再び霧の塊を写すと、3つに増えていた。この3つの霧の塊のような物と石塔に書かれている金神。これは何を意味するのだろうか…。 |
| 91巻     | 「でてよ」                  | 投稿者が、ある心霊スポットに友人と行った時の映像。元はホテルだったが、今は廃墟となり、このあたりでは有名な心霊スポットになっているという。建物は所々崩壊しており、異様な雰囲気を放っている。ここで不可解な現象に遭遇したというのだが…。 |
| 91巻     | 「シリーズ監視カメラ 遊具」 | ある福祉施設に設置された防犯カメラの映像である。この施設では最近、スタッフが出勤してくると三輪車やボールなどの遊具が散乱しているという出来事が多発していた。そのため防犯カメラを設置したという。そこには、不可解な現象が記録されていた…。 |
| 91巻     | 「首長」                    | 投稿者が仕事で森林に行った時の映像である。映画の助監督をしている投稿者は、同じく助監督をしている男性とロケハンに行ったという。撮影で首吊り死体を見つけるというシーンがあり、イメージに合う場所を探していたというのだが…。 |
| 91巻     | 「金神 後篇」               | 宇野美緒さんから送られてきた投稿映像。そこには金神の石塔近くを飛ぶ不可思議な物体が映っていた。我々は調査を開始し、家族や親族7人に死が訪れるという「金神七殺」というものを知る、さらに美緒さんと、母親の貴美さんが「金神七殺」に巻き込まれている可能性が浮かび上がってきた。我々は投稿映像に映っていた忠信さんに話を聞くことになっていたが、感染症拡大により延期になっていた。そんなある日、スタッフが金神の石塔がある場所を見つけたのだが…。 |
| 92巻     | 「酬い」                    | 投稿者の永井さんが三年前に撮影したという映像。その映像にはいじめを受けている男性が急に「潰れろ」と叫ぶような声が聞こえる。いじめを受けていた男性が恨みをはらすべく、何らかの方法で永井さんたちをこの世から消し去ろうしたとでも言うのだろうか…。 |
| 92巻     | 「高速道路」                | 衝突事故が多発するため、設置された高速道路合流部の監視カメラ。多くの車が行き交う高速道路の映像、道路に突然現れる少女の姿。周りの車の様子から、実際に車道を歩いていたとは到底思えないだが…。 |
| 92巻     | 「おまじない 前篇」         | 富山太一さんから送られてきた投稿映像。そこにはアイドルグループ・クリスティスを見つめる女性が映り込んでいた。クリスティスのメンバーである清瀬歩さんの話によると、この女性は、数年前、清瀬さんの前で自傷行為をした河西紗良さんではないか、ということだったのだが…。 |
| 92巻     | 「滑落」                    | 去年の秋、投稿者の男性が友人たちと、その地域で有名な山を訪れた際に撮影されたものであるという。山の頂上には社があり、神主による登山客の安全祈願の儀式が行われていたという。投稿者たちが岩場の山道を登っている時、地面の岩に何やら不可解なものが映り込んでいるというのだが…。 |
| 92巻     | 「ふらちな奴」              | バーの個室で撮影された映像である。クラブで働いている投稿者が同僚の女性と客の男性とでアフターに行った時のものだという。盛り上がる男性と女性たち。そこに、その場にそぐわない不気味な物が映り込んだというのだが…。 |
| 92巻     | 「誘うもの」                | 投稿者が実家に帰省した時に畑仕事をしている祖母を撮影した時の映像である。久しぶりに実家に帰った投稿者は祖母の手伝いをしていた。投稿者曰く手を止め、畑仕事をしている祖母を撮影していると、奇妙な物が映り込んだというのだが…。 |
| 92巻     | 「おまじない 後篇」         | 我々は河西さんに会うことができないか話し合った。その結果、河西さんが現在もアイドルグループのファン活動をしているのではないかという仮説の元、いろいろなアイドルグループのライブ会場に出向き、聞き込みを行った。しかし、河西さんにつながる手がかりは得られなかった。そんなある日、清瀬さんから連絡があった。河西さんが映っているという映像が見つかったという…。                                                                                |
| 93巻     | 「僕の家族」                | 投稿者の男性が幼少期に自宅で撮影したという映像。我々が最もリラックスの出来る空間に目を覆いたくなる様なものが現れたというのだが…。 |
| 93巻     | 「燃やす」                  | 投稿者が会社の後輩とキャンプに行った時に撮影した映像。投稿者は、最近元気がない後輩を気晴らしになればとキャンプに誘ったという。薪の前で談笑する投稿者と後輩。そこに不気味なものが映り込んだというのだが…。 |
| 93巻     | 「邪魔 前篇」               | 地方のケーブルTV局でレポーターとして働いている上野亜美さんから送られてきた投稿映像。とあるローカル番組のミニコーナーで紹介した蕎麦屋で、人と思しき奇異なるものが映り込んでいるという。投稿映像を見ていたスタッフの1人がこの店に取材に行ったことがあると言い出し、調べていくうちに新たなことがわかってきたのだが…。 |
| 93巻     | 「隅女」                    | 数年前、投稿者が友人の行きつけの定食屋で撮影した映像。日頃から友人が美味しいと言っている定食屋にやってきた投稿者は動画を撮ったという。一緒に来られなかった別の友人に店の雰囲気を伝えるために撮影された映像の中に、霊と思しき人影がうつっている。そして、その霊は蕎麦屋に映っている女の霊だというのだが…。 |
| 93巻     | 「さ迷うもの」              | 投稿者の男性が実家に帰省した際に撮影した映像。投稿者は地元の友人と共に昔よく遊んでいたという公園を訪れた。友人の飼っている子犬を連れてひっそりと静まり返った夜の園内を散策していた投稿者たち。池の周りで狐のような鳴き声の方を探していたというのだが…。 |
| 93巻     | 「速度違反」                | 投稿者の男性が趣味のロードバイクで出かけた時に撮影した映像。珍しい景色や動物など思わぬ映像が撮影出来ることがあり、ヘルメットに小型カメラを取り付け撮影しているという。この日は日が暮れる頃には家についているはずだったが、パンクなどのトラブルに遭い、夜になってしまった。投稿者は家路を急ぐ余り、近道をしようと普段は通らないコースを走ったのだが…。                                                                                        |
| 93巻     | 「床下」                    | 築百年以上の古民家で撮影された映像。投稿者によると、天井や床下には獣が住み着いているらしく、物音や鳴き声が聞こえることが珍しくないという。様子がおかしかったため、状況の確認をすべく物音をする床下を撮影したのだが…。 |
| 93巻     | 「邪魔 後篇」               | 上野亜美さんから送られてきた投稿映像。そこには店の隅に佇む奇妙な人影が映り込んでいた。我々が調査をすすめる中で、この蕎麦屋と以前送られてきた投稿映像の定食屋が同じ住所であることを突き止めた。そしてその2つの投稿映像に映り込んだ人影は似ている様に見えた。この奇妙な共通点が意味するものとは何なのか…? |
| 94巻     | 「卸売りセンター」          | これは、当時10歳だった投稿者の息子が。とある卸売りセンターを撮影した映像である。映像を撮影していると“変なもの”が映り込んだと息子が訴えてきたため、投稿者はこの動画を確認したところ、説明しがたい不気味なものが映り込んでいた、というのだが…。 |
| 94巻     | 「ベランダにて」            | これは不動産会社に勤務している配島隼人さん(仮名)から送られてきた映像である。物件紹介用に同僚の女性と撮影しているのだが、ベランダを写したカメラが、この世のものとは思えないものを捉えていた、というのだが…。 |
| 94巻     | 「顔顔顔」                  | これは、投稿者不明の映像である…。差出人の住所もなく、誰が何のために送ってきたのかわからないこの映像をご覧いただきたい。カメラを持った何者かが野道を進むと傍らに小屋が見えてくる。その小屋の中には女性がおり、まるで監禁されているように見えないだろうか…。 |
| 94巻     | 「続・おまじない 前編」     | 『ほんとにあった!呪いのビデオ92』に収録されている投稿映像「おまじない」の調査で出会った河西紗良さんが突然事務所にやってきた。我々に見せたいものがあるという。河西さんの勤務先や、これまで追いかけてきたアイドルグループへ調査をする中で、新たな事実が分かってきた…。 |
| 94巻     | 「トリックアート」          | 投稿者の男性が看護師である恋人の女性と去年、とあるトリックアートのイベントに訪れたときの映像。休日の観光客で賑わうこの空間に場違いなものが映り込んでいた、というのだが…。投稿者が鏡張りの迷路から出た箇所で、着物を着た老婆と思しき姿が映っている…。 |
| 94巻     | 「教授の娘」                | これは投稿者が受講していたオンライン授業の映像である。最近では教授が自室で撮影した講義動画を録画したものをオンデマンドで見る授業が多くなっているという。ある日、その講義動画を見ていると、不可解なものが映り込んでいた、というのだが…。 |
| 94巻     | 「梨狩り」                  | 投稿者の女性が幼少期に祖父母の住む関西地方で撮影されたという映像。生まれて初めての梨狩りを愉しむこの映像に、あの世とこの世との区別がつかない存在が映り込んでいた、というのだが…。投稿者家族がレジャーシートで食事をしている箇所で不気味な女と思しきものが横たわっている…。 |
| 94巻     | 「続・おまじない 後編」     | 河西さんの周辺や彼女の追いかけてきた男性アイドルリストの取材のうち、連絡が取れた猿井さん(仮名)への取材を通じて、河西さんにまつわるある“会合”の存在が明らかになった。その会合の首謀者に接触し、おそらくその根源となっていたであろう事象にようやく近づけたと思った矢先に、我々はまた新たな混乱の渦に巻き込まれるのであった…。 |

### 2022年
| シリーズ | タイトル                        | パッケージコメント |
| -------- | ------------------------------- | --- |
| 95巻     | 「なくしもの」                  | これは20代である投稿者の男性自身の出生時に、父親が記念に撮影していたと言う映像。この人生の幸せの縮図のような映像に、そぐわないモノが映り込んでいた、と言うのだが。かつてこの病院で働いていた看護師の女性によると80年代後半、出産予定日の数日前に、病院に向かっていた妊婦の乗るタクシーがトラックに追突される事故が起きているという…。                                                                             |
| 95巻     | 「謝罪」                        | フリーランスで映像制作に携わる投稿者の男性。とある実録系ホラー映画のロケハンで、実際の訳あり物件に訪れていたという。このアパートでは、かつて住んでいた住民のうち、2人が布団や浴室で自殺しており、1人が行方不明であるというのだが…。 |
| 95巻     | 「訪問者」                      | この動画は、投稿者の男性が、同じ大学に通う友人たちと撮影した動画である。一人暮らしをしている投稿者たちは、帰り道にこの駐車場でよく酒を買い、遅くまで飲んでいるそうだ。何気なく動画を撮り始めた投稿者は、この後、不可解な出来事を目の当たりにしてしまう…。 |
| 95巻     | 「怪屋敷 前編」                 | 我々、ほんとにあった呪いのビデオ製作委員会の元に、ある一軒家に設置された監視カメラの映像が送られてきた。そこには、説明し難い不気味なモノが映り込んでいた。我々は、この不気味なモノの正体を探るべく、投稿者である島野麻衣さん(仮名)の住む某所へ向かうことにした。そして、その正体に近づくにつれ、予想だにしない出来事に直面することとなった…。                                                                     |
| 95巻     | 「会議室」                      | これは、投稿者の男性が、以前勤めていた会社で撮影したものであるという。会議の前日であるこの日、同じ部署の後輩と共に、テスト撮影をおこなっていた、というのだが。このカメラは元々、ある男性社員が会社に寄贈したものであるという。そして、その男性社員は、のちに不慮の交通事故で死亡。死因は、事故で炎上した車内に閉じ込められた焼死だったそうだ…。                                                                   |
| 95巻     | 「次へ」                        | 投稿者の女性が恋人の男性と、自宅近所の路上で撮影したという映像。すれ違った初老の男性が、意味不明なことを言いながら恋人の男性に絡んできた様子を投稿者が証拠として撮影していたのだと言う。そして、この映像に不気味な現象が記録されていた、と言うのだが…。途中、恋人の男性の額に、初老の男性が額を押し付けてくる…。                                                                                                  |
| 95巻     | 「熊牧場」                      | これは投稿者の男性が、妻と共に実家へと帰郷した際、地元にあった、熊を飼育する施設へ行った時に撮影したという映像。この映像に、本来絶対にあり得ないものが映り込んでいるというのだが…。投稿者によると、この施設で飼育されているものは野生の熊であり人里近くに降りてきて捕獲された場合もあるという…。 |
| 95巻     | 「怪屋敷 後編」                 | 手がかりが掴めず取材が行き詰まったところで、映像が撮影された家の所有者、久美子さんへ驚きの提案を行うディレクター。それはなんと、これまで体調の都合で面会できずにいた久美子さんの父・正昭さんの寝室に、監視用の定点カメラを設置したい、というものであった…。予想外の提案に驚かれながらも了承を得た我々は、そこで俄には信じがたい不気味な瞬間を目の当たりにする…。                                                  |
| 96巻     | 「墓参り代行サービス」          | 墓の掃除やお参りなどを行う代行サービスを利用する人が増えている。この映像も、作業員が墓参りの様子を依頼主に向けて撮影したものだという。だが、この映像には、奇妙な瞬間が収められていると、いうのだが。この映像を確認した依頼主は、すぐに、自らの足で現地へ赴き、墓参りをしたのだという……。 |
| 96巻     | 「誰?」                         | これは、とある心霊スポットへ向かった投稿者が撮影した映像である。投稿者の男性は、バイト仲間と共に、肝試しに出かけた。そして、その時の様子を収めたこの映像には、奇妙なものが写り込んでいた、と、いうのだが。男女4人で心霊スポットを探索していると、投稿者が、お供えものと思しき花を踏んでしまう……。 |
| 96巻     | 「ナガレモノ 前編」             | ある日、我々、呪いのビデオ制作委員会の元に、一本の映像が送られてきた。そして、その映像を撮影した場所で、投稿者は奇妙な物体に触れた、というのだが。映像には確かに、投稿者のいう木箱と、不可解なものが映っていた。しかし、当初、我々スタッフは、投稿者の依頼の意図がつかみきれなかった……。 |
| 96巻     | 「徘徊」                        | これは、投稿者の男性が、とある地下歩道を利用した際に撮影した映像である。そして、この地下歩道内の映像に、不気味な現象が記録されていた、というのだが。我々は、投稿者に、直接話を伺うことができた。投稿者が感じた気配の正体とは、一体なんなのか。女性の泣き叫ぶような声がはっきりと聞こえ、後ろを振り返ると、地下歩道の奥に、何者かが立っているのだが……。                                                            |
| 96巻     | 「シリーズ監視カメラ 万引き」   | とあるスーパーのバックヤードに設置された監視カメラの映像。万引きをした女性と、彼女を咎める店員とのやりとりが記録されているのだが。この映像に映されたものは、彼女を万引きへと走らせた悪霊、とでもいうのだろうか。映像に映るバッグについて、この女性に確認したところとあるフリーマーケットで購入したものだという……。                                                                                                |
| 96巻     | 「お迎え」                      | この映像は、曽祖母が亡くなる数日前の姿を、投稿者の女性が、こっそり撮影した時のものだと、いうのだが。投稿者の曽祖母は、一人民謡のような歌を口ずさんでいる。すると、窓の反射に、何者かが縁側の方に近づく姿が確認できる。投稿者曰く、曽祖母は、まだ幼い我が子を病気で亡くしているのだという……。 |
| 96巻     | 「ナガレモノ 後編」             | 投稿者の証言に沿って、河川敷を調査していた我々は、問題の木箱を発見することができた。その箱の中に入っていた物の正体は不明だが、何らかの「意図」を、強く感じさせられたのであった。我々は、箱の中身について詳しく調べるため、専門家のもとへ伺い、調査を依頼。数日後、ある地域の風習との関連性が見えてきたのだった…。                                                                                                 |
| 97巻     | 「盛り塩」                      | 投稿者である大学生の女性が、自宅マンションで撮影したという映像。この映像には、身の毛もよだつ異質なものが記録されている、というのだが。隣の部屋に接していないはずの壁から話し声が頻繁に聞こえた、という投稿者。彼女は、念の為、盛り塩をしてみた、というのだが…。 |
| 97巻     | 「三段壁」                      | 投稿者の男性が、仕事で和歌山県の白浜を訪れたときに地元で有名な観光地で撮影したという映像。投稿者によるとこの洞窟の上は崖になっており、有名な自殺の名所であるという。そして自殺して亡くなった人の遺体がこの洞窟内に流れ込むこともある、というのだが…。 |
| 97巻     | 「シリーズ監視カメラ 非常階段」 | とあるオフィスビルの非常階段に設置された、監視カメラの映像。ここに、明らかにこの世のモノではない何かが映り込んでいる、というのだが。この映像が記録されたオフィスの関係者によると、この佇まいと動く様子は以前、このオフィスで働いていた男性社員の浮気相手だった女性のそれと似ているのだという…。 |
| 97巻     | 「続・ナガレモノ 前編」         | 無病息災を祈り、男女一対の雛を丸く編んだ藁にのせて川に流す“流し雛”。かつて、子宝に恵まれるようにと、村独自の流し雛を行っていた村が存在したのだという。しかし、効果が出ないばかりか、逆に子供の死亡率が高くなってしまった、というのだが……。調査班は、手にしたわずかな手がかりを頼りに、すぐさま、問題の村へと調査に向かうことにした。                                                                              |
| 97巻     | 「山道の車」                    | これは心霊スポット巡りが趣味だと言う投稿者の男性が撮影した映像。投稿者によると、とある心霊スポットに向かう途中で不気味な車を見つけた為、面白半分に撮影した動画であると言うのだが…。 |
| 97巻     | 「婚姻届」                      | 人生の大きな節目である瞬間を撮影した映像。婚姻届に新婚夫婦で記入しているところを、幼なじみに撮影してもらったというのだが。我々の調べによると、撮影場所付近で、恋愛感情のもつれによる若い女性の飛び降り自殺現場があることがわかった。 |
| 97巻     | 「秘密基地」                    | 投稿者の女性の子供たちが、段ボールで秘密基地を作り自分達で撮影していたという映像。この映像に、その場には絶対にいなかった異形のモノが映り込んでいたというのだが。我々の調べによると、5年ほど前にこのマンションの近くで、幼い少女の悲惨な死亡事故が起こっていた…。 |
| 97巻     | 「続・ナガレモノ 後編」         | 調査で浮上した、とある廃村。その中のとある家で、以前鎌田さんが河川敷で見つけたものとよく似た木箱を発見することができた。また、そこには、トウコという名の女性の写真と意味深な手書き文字、電話帳が残されていた……。投稿者不在のまま、調査の歩みは少しずつ木箱の謎に近づいていき、そしてついに以前に村に住んでいたという女性と連絡が取れた。彼女は村独自の“流し雛”、そしてトウコさんについても知っているのだという…。 |
| 98巻     | 「案山子」                      | これは、投稿者の男性が、友人たちと、地元で有名な心霊スポットで肝試しをしているところを撮影したものであるという。投稿者たちが、真夜中の山道を歩いていると、不気味な案山子が現れたというのだが…。 |
| 98巻     | 「詰問」                        | これは、無理な幅寄せをしてきたタクシー運転手に対し、投稿者の男性が警察を交えて話し合いをしている様子を記録したモノであるという。タクシー運転手の背後に、逆さを向いた女性と思しき顔は写り込んでいると言うのだが…。 |
| 98巻     | 「再会」                        | 投稿者の男性が幼い頃、家族でとある観光地のゴントラ乗り場で撮影したという映像、この映像に存在を許せないモノが映っていたと言うのだが…。 |
| 98巻     | 「終・ナガレモノ 前編」         | 木箱の発見後、なぜか、連絡が途絶えていた投稿者・鎌田さん。投稿者不在のまま、かつての村の住人を頼りに調査を続けていた我々は、意外な形で彼女の情報を得ることとなる。我々は、鎌田さんが、とある場所に現れるという情報を入手。彼女に接触できるチャンスをうかがうため、待ち伏せをすることにしたというのだが…。 |
| 98巻     | 「掃除機の中」                  | 掃除をしている最中、何か小さな生き物を吸い込んでしまったのだろうか。掃除機のなかから、カリカリと引っ掻くような音が聞こえてくるのだという。これは、掃除機の中に何がいるのかを確かめるため、投稿者の友人と共に。掃除機の中の様子を撮影した時のものだと言うのだが…。 |
| 98巻     | 「パーキングエリア」            | 大型連休の初日。とあるパーキングエリアの駐車場で撮影された映像。投稿者家族が行楽地へ向かう途中に立ち寄り、妻と娘が車に戻る様子を撮影していたというのだが…。 |
| 98巻     | 「塔」                          | これは投稿者の男性が数年前に仕事で、中国の黄河に隣接する地域を訪れた際、現地の通訳の男性に連れられていった観光地で撮影したという映像。この映像に、現世とは異なる世界の住人が映り込んでいたと言うのだが…。 |
| 98巻     | 「ミステリーボックス」          | 「ダークウェブ」と言われる危険なウェブサイトを経由して手に入れたという、ミステリーボックスの開封動画。このミステリーボックスという中身がわからない箱。この箱には遺留品や呪具など、いわく付きのアイテムが入っているという噂があるのだという。投稿者の男性によると、このミステリーボックスは、中国・台湾から送られてきたものだと言うのだが…。                                                                       |
| 98巻     | 「終・ナガレモノ 前編」         | 我々の捜査の結果、木箱を流したと思われる一人の女性の悲しい人生が浮かび上がってきた。望まぬ形でできた我が子を愛することができず、川に流し、そんな自分自身をも呪って命を絶った…。今思えば、川周辺で起こった数々の異変は、母と子の繋がりを断ち切るようなものであったのだろうか。そして、もう一つの謎、我々が二度にわたって撮影してしまった“髪の長い奇妙な女”、あれは一体なんなのか…。                                |

### 2023年
| シリーズ | タイトル | パッケージコメント |
| -------- | --- | --- |
| 99巻     | 「笑う女」 | 投稿者の家族が花火を楽しんでいた時の映像。何気ない夏のひと時が一変、奇妙な人物に遭遇したというのだが…。背後から笑い声が聞こえ、後ろを振り向く投稿者、しかしその時、背後には女の姿はない。我々の調べによると、この近辺では、夜間に大声で笑う女性の不審者情報が多数寄せられているのだという…。 |
| 99巻     | 「神隠し」 | 夕暮れの公園で、一人遊具で遊んでいる幼い少女。この映像は、18年前に投稿者の女性が夫の実家近くにあった公園で、娘を遊ばせていた時のものだという。だがこの場所で、なんとも説明のつかないものが映り込んでしまったというのだが…。我々は、投稿者に話を伺うことにした…。 |
| 99巻     | 「ロボット掃除機」 | 投稿者の男性が、娘と共に自宅で撮影したという映像。その日は、家にあったロボット掃除機にスマートフォンを載せ、カメラ機能を使って床を動き回る様子を撮影して遊んでいたという。地を這う昆虫のように、真上を向いたカメラが部屋の中を移動していく中に、通常では考えられない現象が映っていた…。 |
| 99巻     | 「怨音 前編」 | この映像は、現在、我々が調査を進めている映像の一部分である。肝試しで訪れたというこの場所で、投稿者たちは恐ろしいものを見てしまったというのだが…。途中、丑の刻参りと思しき瞬間を目撃してしまう投稿者たち。しかし、カメラはそれ以上に恐ろしいものを画面に映し出してしまったというのだが…。我々は、投稿者たちのいう恐ろしいものの正体を探るべく、映像が撮影されたトンネルへと向かった…。 |
| 99巻     | 「封印」 | 東北地方の、とある民宿で撮影されたという映像。投稿者は、この民宿で気味が悪い体験をしたというのだが…。深夜、消したはずだというテレビからは、深夜放送休止を知らせる信号音が流れている…。布団の中からスマートフォンで、外の様子を伺うと、部屋からは、何者かがうろついているような音、そして、不気味な声のようなノイズ音が聞こえてくる…。 |
| 99巻     | 「合わせ鏡」 | 投稿者の男性が恋人と一緒に訪れた観光地で撮影したという映像。楽しげな1日を写した映像の中に、不可解な物が映り込んでいるというのだが…。投稿者が、録画中のスマートフォンをロッカー内に置く。ロッカーの内部は金属で出来ており、合わせ鏡をしたように無限にロッカーが続いて見える…。 |
| 99巻     | 「福知山」 | 60代の投稿者の男性が、二十数年前、近しい親戚の葬式の際に撮影したという映像。映像に映る男性は当時、とある機械メーカーの工場で管理業務を行なっていた、そして映像が撮影される1ヵ月ほど前に、その工場で部品の洗浄液タンクを清掃していた30代の女性従業員が、蓋の劣化による破損で、中に転落する痛ましい事故が起きていたという…。 |
| 99巻     | 「怨音 後編」 | トンネルで撮影された映像からはじまった今回の調査。将太さんだけが聞いた金属音。そして、画面に浮かび上がる苦しそうな顔。それらがこれまでに起きた事象に何か関係しているとでもいうのだろうか…。そして、丑の刻参りをして誰かを恨み殺そうとしていた謎の人物…。その禍々しい負の感情が、あの場所にいた者に襲いかかった、とでもいうのだろうか…。 |
| 101巻    | 「謎の光」 | 投稿者カップルが、旅行中の様子をVlog用に記録していたという映像。夜の山道を走行している時に奇妙な車に遭遇したという。説明のつかない不思議な体験をした、というのだが…。 |
| 101巻    | 「水没」 | これは投稿者の男性が、恋人と一緒に河川敷に訪れた際に撮影したという映像である。この映像を撮影していた際、不可解な現象に見舞われたと言うのだが。調べてみたところ、かつて撮影現場である水門付近は、水難事故などにより川で亡くなった者の水死体がよく流れ着く場所として知られていたのだという…。 |
| 101巻    | 「疫病神」 | 姉夫婦が用事で家を離れている間、その娘である姪の子守りも兼ねて留守番をしにきたという投稿者。家の中でかくれんぼをして遊んでいる様子を、帰ってくる姉に見せようとスマートフォンで撮影していたところ、得体の知れないものが紛れ込んできた、というのだが…。 |
| 101巻    | 「ジェノサイド 前編」 | 調査班の元に届けられた、ある一本の投稿映像。この映像には、手紙と、1枚の行方不明者捜索のチラシも同封されていた。 行方不明者の名前は、周防浩二さん。失踪当時28歳。彼は投稿者の弟なのだという。投稿者・周防美菜子さんによると、一人暮らしをしていた浩二さんの様子を母親に見せるため、スマートフォンで撮影したところ、映像の中に、不気味なものが映り込んだ、という。そこで浮上したのが、浩二さんが頻繁に会っていたという、とあるカウンセラー。浩二さんの友人たちは皆、その男にどこか怪しい印象を抱いたと言う。浩二さんの失踪と、この降旗聖道という謎の人物に、なんらかの関係があるのだろうか。 |
| 101巻    | 「薄闇」 | これは投稿者の女子高校生が、友人たちと公園にある公衆トイレへ立ち寄った様子を撮影したものである。この公衆トイレはライトが設置されておらず、夜は真っ暗になるため、肝試し感覚で立ち寄った、というのだが…。 |
| 101巻    | 「従姉妹」 | これは15年ほど前、投稿者が姉と一緒に、従姉妹の部屋で遊んでいる時に撮影したという映像。宝箱の鏡には、従姉妹の顔とはまるで別の歪んだ子供の顔が映り込んでいた、というのだが…。 |
| 101巻    | 「ジェノサイド 後編」 | 降旗氏とKINOが訪れたという養豚場跡地にたどり着くことができた。降旗氏は、ここで何をしていたのか。浩二さん失踪の手掛かりを見つけるため、我々は二手に分かれて養豚場跡地を探索することにした。 齊藤が、この先で幼い子供を目撃したというのだが、すでにこの時、夜9時を回っていた。真冬の山奥に、幼い子供が一人でいるとは考えにくい。浩二さんは一体、何処で何をしていたというのだろうか。 |
| 100巻    | 2022年4月――。とあるMAスタジオにて。それは丁度『ほんとにあった!呪いのビデオ96』ナレーション収録の最中のことであった。シリーズ1～7まで構成・演出を担当し、現在までシリーズを通してナレーターを務めている中村義洋が、収録予定だった投稿映像のうちの1本を、24年前にも見たことがあるのだという。ただし理由があって当時は採用しなかったのだというのだが……。 | 2022年4月――。とあるMAスタジオにて。それは丁度『ほんとにあった!呪いのビデオ96』ナレーション収録の最中のことであった。シリーズ1～7まで構成・演出を担当し、現在までシリーズを通してナレーターを務めている中村義洋が、収録予定だった投稿映像のうちの1本を、24年前にも見たことがあるのだという。ただし理由があって当時は採用しなかったのだというのだが……。 |
| 102巻    | 「橋の下」 | これは、投稿者が友人と花火をしていた時に撮影したという映像。撮影場所の頭上にある橋は、かつてとあるカップルが転落事故を起こし、生き残った男性が女性の後を追って橋から身を投げて以来、交通事故が絶えず、何度もお祓いが行われているという噂があるという…。 |
| 102巻    | 「聖夜」 | これは、投稿者の女性が幼少時に自身と弟が通っていた幼稚園のクリスマス会の様子を撮影したと言う映像。かつてこの幼稚園の経営者の娘が病死しており、その直後からその娘に似た容姿の人形が幼稚園のイベントに運び込まれるようになったというのだが…。 |
| 102巻    | 「鬼女の山 前編」 | 自宅で何気なく飼い猫を撮っていた、という投稿者の小宮山壮太さん(仮名)。撮影時には気付かずに、後になって映像を観返してから、目を疑う異様な光景をカメラがとらえていたことに気付いたのだという。調べを進めていく中、投稿者の妻・葵さん(仮名)が過去に体験した奇妙な事象や、にわかには信じがたい、登山での遭難話に戸惑いつつも、我々はその山へと取材に向かうことになった…。 |
| 102巻    | 「海を歩く足」 | これは、投稿者の男性が友人たちと海岸で酒を飲み、宴会をして楽しんでいた時に撮影したという映像。久しぶりに集まった友人たちとの楽しいひとときを収めたこの映像に、非常に不可解な存在が映り込んだという。これはこの海を彷徨い、生きた人間を海へと誘おうとする者の姿なのだろうか…。 |
| 102巻    | 「火災通報」 | 投稿者の男性は仕事帰り、ビル火災と思しき現場に遭遇し、この映像を撮影したという。興奮し道を歩きながら、並ぶ消防車と消防隊員たちを撮影する投稿者が不意にカメラを振り上げた瞬間、白いビルの窓から蠢くものが垂れ下がっている様子が映る。火事との通報により数台の消防隊が駆けつけ、現場は騒然としていたにも関わらず、異変は何ひとつとして確認されなかったという。この異様な状況は果たして、映像に映ったものと何か関係があるのだろうか…。 |
| 102巻    | 「内見」 | これは、会社員である投稿者が、結婚後の新居を探し、内見をしていた際に撮ったものである。映像には投稿者とその妻が、不動産会社の担当者とともに、部屋の間取りを見て回る様子が記録されている。ここに、存在するはずのないものが映りこんでいると、いうのだが。不動産会社に確認したところ、この部屋は事故物件などではないという回答が返ってきたという…。 |
| 102巻    | 「鬼女の山 後編」 | 調査の末、葵さんが登山中に遭難した山へ向かった我々は、“ミヤ”という謎めいた女性の存在にたどり着いた。しかし、集落では“祟りを纏った存在”として畏れられ、近隣住民たちから村八分にあっていたのだという。過去にミヤの姿を捉えた8ミリフィルム映像が存在しているということが分かり、さらに住居跡地で調査を進めていた時であった。スタッフの木勢が突然、怯えた表情を見せたかと思うと走ってその場から走り去ってしまった…。 |
| 103巻    | 「スキー」 | 投稿者の実家に長年放置されていたホームビデオの映像。我々の調査によると少年の母親はこの映像が撮影される数年前に自宅の階段から転落死していたことが判明した。さらに、この少年はこの映像が撮影された同じ年に、父親との登山にでかけた際、行方不明になり、未だ見つかっていないのだという…。 |
| 103巻    | 「消波ブロック」 | 投稿者が、小学生の息子と海釣りへ出かけた時に撮影したという映像である。この日は魚が釣れず、諦めて帰ろうとした際、息子の防止が風に飛ばされ、消波ブロックの隙間に落ちてしまったのだという。帽子の行方を確認するため、小型カメラを取り付けた釣り糸を消波ブロックの隙間に垂らしてみたというのだが…。 |
| 103巻    | 「続・鬼女の山 前編」 | 投稿者の妻、小宮山葵さんの症状は回復するどころか、悪化していくばかりであった。そんな中、葵さんのスケッチブックに描かれ始めたのは、ある初老女性の顔…。一方、過去、“ミヤ”について調査していたという人物・松崎さんがその当時所属していた大学の研究室にコンタクトをとることができた我々は、残された資料から、不可解な映像が収録されたテープを含む、ある手がかりを掴むことに成功した…。 |
| 103巻    | 「山道のトンネル」 | これは、大学生である投稿者が、自身のサークル仲間とともに、とあるトンネルを訪れた際の映像である。そこは。地方の有名な心霊スポットで、奇妙な噂が絶えないのだという。投稿者たちは、山道をドライブした帰り道、ふとした好奇心からルートを外れ、そのトンネルを通過することにしたのだが…。 |
| 103巻    | 「運動会」 | かつて、投稿者の親戚の少年が通っていた保育園の運動会の様子を撮影した映像。投稿者によると、この映像に映る少年が生まれて間も無いころ、深夜に自宅マンションで火災が発生。逃げ送れた両親と、同居していた父方の祖母の三人全員が亡くなってしまったのだという…。 |
| 103巻    | 「岬」 | これは、とあるカップルが週末のデートで訪れた海辺の観光地で撮影したという映像。高台にやって来る投稿者たち。彼らはその一角に、自殺防止を目的に貼られたであろう剥がれかけた張り紙を見つけるのだが…。まさかカメラは、かつてこの高台から身を投げた者の姿を写してしまった、とでも言うのだろうか…。 |
| 103巻    | 「続・鬼女の山 後編」 | 資料に残されていた手がかりから、我々はある一人の男性の元に辿り着いた。名前を仮に庄司大洋さんとする。彼の置かれた境遇は、偶然にも小宮山葵さんの体験したものと酷似するものがあった…。そして庄司さんの元を訪れた我々は、そこで奇妙で不可解な体験をすることになる。さらに、それからしばらくしたある日、スタッフルームにかかってきた一本の電話により、それまで見過ごしていた自分たちの過ちに初めて気づくのであった…。 |
| 104巻    | 「発表会」 | かつて投稿者の女性が通っていた大学の文化祭で撮られた映像。ここに奇妙な現象が記録されていたというのだが…。投稿者によると、当時ピアノ専攻だったとある女生徒が自宅マンションの屋上から投身自殺をする、痛ましい事件があったという。まさかこれは自ら命を絶った女生徒が何かを訴えている姿であるとでもいうのだろうか…。 |
| 104巻    | 「形代」 | ストーカー被害に悩む投稿者が自宅で就寝中、外に人の気配を感じたため、その証拠を残す目的で撮影したという映像。ここに通常では考えられない物が写り込んでしまった…そして現在投稿者はこの部屋を引き払い、別の場所に暮らしているというのだが…。 |
| 104巻    | 「NY市街」 | 投稿者が仕事でニューヨークへ渡航した際の映像。撮影当時、新型コロナウイルス感染症の渦中にも関わらず、ニューヨーク市街は多くの人で賑わっていた。そんな日本とは違う光景を収めようとスマホで撮影したのだという。しかし、ここに目を疑うようなものが記録されていた、というのだが…。 |
| 104巻    | 「終・鬼女の山 前編」 | 投稿者の妻、葵さんが悩まされている謎の声の正体を探るべく、我々は、小宮山さんの自宅に3日間、監視カメラを設置し調査することとなった…。一方、松崎俊朗さんが“ミヤ”について調べていた当時の資料が、松崎さんの母親から我々の元に届いた。この資料がミヤについての真相に迫る大きな鍵となるのだろうか…。 |
| 104巻    | 「続・海を歩く足」 | 「ほんとにあった！呪いのビデオ102」で紹介した、海での若者たちの宴会の映像に不可解な足のようなものが映りこんだ映像『海を歩く足』。今回、102巻を観たとある視聴者から我々の元に1枚の葉書が寄せられた。どうやら、実在のとあるYouTubeチャンネルで『海を歩く足』に酷似した映像が配信されているのだという…。 |
| 104巻    | 「ロープウェイ」 | 投稿者の男性がとある山間部の観光地に遊びに行った際に撮影したという映像。ここに人知を超えた存在が映っていたというのだが…。我々の取材によると、この場所の南西部に位置する集落ではかつて「姥捨て」が行われていたという…。 |
| 104巻    | 「サッカー観戦」 | 投稿者の男性が、友人たちとサッカー観戦をした帰り道の様子をスマートフォンで撮影したという映像。投稿者たちはタクシーを探すため大通りへ向かって歩いていた。その道中、カメラは不可思議な現象を捉えていた、というのだが…。 |
| 104巻    | 「続・鬼女の山 後編」 | 松崎さんが 生前最後に訪れたであろう場所が判明し、そこへ向かうこととなった。途中、スタッフの木勢が暗闇の中でうごめく人影を見かける。その結果、我々は思わぬ場所で不可解な現象に見舞われてしまう…。また調査が行き詰ったと思われた矢先、修復依頼を出していたSDカードが修復できたという連絡が入った。その中には、松崎さんが探索途中、まさに事故で亡くなる直前を写したと思われる映像が収められていたのである…。 |

### 2024年
| シリーズ | タイトル | パッケージコメント |
| -------- | --- | --- |
| 105巻    | 「沐浴」 | 出産を間近に控えた投稿者が撮影した映像。もうすぐ生まれる赤ん坊のために、投稿者の夫がベビードールを使い沐浴の練習をしていた。だがこの時、悪夢のようなおぞましいものが映り込んでしまったというのだが…。ベビードールはネットオークションで見つけた中古品だったが、この出来事の後に不気味な内容の手紙が同封されていたことに気づいたという…。 |
| 105巻    | 「ケモノ」 | 近年、熊や猪などが人里近くに出没する報道が相次いでいる。投稿者の男性が、山林に隣接している実家の周辺で撮影した映像。実家の裏山はキャンプ場で、昔から定期的に子供の失踪事件が度々起きており、大型の猛禽類に攫われたのではないかという意見がある一方、地元の人間はそれを神隠しと恐れていたという…。 |
| 105巻    | 「骸の知らせ 前編」 | 今回、我々のもとに、ある一本の投稿映像が届いた。投稿者の白石さんによると、リモート会議中に不可解な現象と奇妙なものが記録されたという。また撮影時、会話の音声をリアルタイムで文字起こししてくれる機能を使っていた。しかし、その文字起こし機能にも、実際には誰も発していない不可解な言葉が残されていたという。我々は、詳しい話を聞くため、投稿者の白石さんに会うことにした。 |
| 105巻    | 「回転」 | 投稿者の男性が友人と訪れた関西地区の旅先で撮られた映像。この何の変哲もない映像に、にわかには信じ難いモノが映り込んでいた、というのだが…。取材班が調べたところによると、この場所近くではかつて戦国大名同士の合戦があり、敗走した戦国大名が逃げ込んだ寺で焼き討ちが行われていたという。 |
| 105巻    | 「車中泊」 | 投稿者親子が、ある冬の週末に天体観測にでかけた際に撮影したという映像。とある山の麓にある駐車場で車中泊を計画した投稿者。映像は、その日の深夜に起こった出来事を記録したものだという。16年前に、この山で小学生の女の子が行方不明になる事件が起こっていたというのだが…。 |
| 105巻    | 「残骸」 | 二十数年前、投稿者の女性が家族と共に訪れたとある博物館で撮影したという映像。この映像に、時代を超越したかのような奇怪な存在が紛れ込んでいたという。投稿者によると、この時展示されていた日本家屋は実際に使用されていたものを移築したものであるという。まさかこれはこの古い家に生前住んでいた住民が、死してなお、住み続けている姿である、とでも言うのだろうか…。 |
| 105巻    | 「骸の知らせ 後編」 | 今度は白石さんの自宅から我々とWEB会議ツールを繋げてみることにした。監視カメラ視点で、数時間にわたって様子を記録することにしたのだが、そこにまた現れたのは…。記録された映像から浮かび上がった一人の女性の存在、これまでの心霊現象の数々は投稿者 白石さんに対する彼女からのメッセージだった、とでもいうのだろうか…。 |
| 106巻    | 「捜索」 | これは、投稿者の飼い犬が脱走してしまい、その犬を捜索している時の様子を収めた動画である。ある日の夜、飼い犬と散歩をしていた際に、誤ってリードを離してしまった。そして、飼い犬が山の奥に脱走してしまったのだという。投稿者の住む村は、かつて天明(てんめい)の大飢饉に見舞われたことで知られている、というのだが…。 |
| 106巻    | 「ハノイ」 | これは投稿者の女性が大学の卒業記念に友人とベトナムに行った時の映像であるという。 彼女らは、現地のバイクタクシーを利用してホテルに移動中、悪夢の出来事に遭遇してしまったというのだが…。まさかここに映る、醜怪な亡霊の姿が、投稿者をあの世へ引きずり込もうとした、とでもいうのだろうか…。 |
| 106巻    | 「修学旅行」 | これは、投稿者の男性が23年前に撮影した中学校の修学旅行での様子を収めた映像であるという。この映像に、いるはずのないものが映り込んでいたというのだが。投稿者によると、この映像が撮られる数ヶ月前にクラスメイトの男子生徒が心臓発作で亡くなったという。原因は不明であり、朝起こしに行った母親が発見した時にはすでに亡くなっていたというのだが…。 |
| 106巻    | 「呪いのビデオ 前編」 | ほんとにあった!呪いのビデオ製作委員会は、今回、本ビデオシリーズ自体の継続可否について、再考せざるを得ない事態に直面した。そのきっかけとなったのは、中学生の田中さん(仮名)から送られてきた投稿映像であった…。田中さんが受け取ったメッセージには『4人に同じメッセージを送信すると幸せになる。送信しないと何が起こるかわからない』という文章、そして、不気味な動画が添えられていた…。 |
| 106巻    | 「舞台挨拶」 | 2023年7月28日より劇場公開された「ほんとにあった!呪いのビデオ100」。この映画の舞台挨拶が各地で行われていた中、とある会場の記録映像に不可思議なものが確認できると、映画関係者から報告を受けた。この現象は、「ほんとにあった!呪いのビデオ100」で公開された疱瘡神を呼び起こすとされる映像と、何らかの関連があるのだろうか…。 |
| 106巻    | 「ホームレス」 | これは、投稿者の男性が撮影した動画だという。夜の人気のない路地裏にて、ホームレスと思しき男性2名がダンボールの奪い合いをしている様子を遠くから撮影した、というのだが…。もしかすると、かつてそのダンボールを寝床としていたホームレスの霊が、今もなおその場所に留まっている、とでもいうのだろうか。今もどこかで、この段ボールは別のホームレスの寝床となっているのかもしれない…。 |
| 106巻    | 「呪いのビデオ 後編」 | 投稿者の元に届いたチェーンメッセージ。このラインを送った最初の人間が誰なのか。動画の意味するものはなんなのか。この2つがポイントだと考えた我々は、調査を進め、最初の発信者の特定を急いだ。しかし、関与していた人数は非常に多く、時間のかかる調査となった…。 |
| 107巻    | 「鼠」 | 投稿者の男性がとある繁華街で見つけたネズミを撮影した動画。しばらく撮影していると、このネズミは別の場所へと逃げてしまった。なぜかこのネズミに異様な興味を抱いた投稿者は、その後もネズミの後を追いかけ、あたりを探し回っていたというのだが…。 |
| 107巻    | 「終電後の踏切」 | 大学生である投稿者の男性が友人とともに宅飲みをしたあと、コンビニへ向かった際に、撮影した映像。投稿者は、翌日に意中の相手へ告白をするという友人を、面白がって撮影していた。この時の時刻は、深夜の一時を回っていたというのだが…。 |
| 107巻    | 「七五三」 | 投稿者の親類の姉妹が七五三の記念に、地元の神社の境内に併設されていた撮影スタジオで撮影した映像。投稿者の住む地方では昭和初期頃まで、七五三の儀式の一環として、病気や障害を抱えている子どもが「神に返される」と称され、間引きされる風習があったというのだが…。 |
| 107巻    | 「続・呪いのビデオ 前編」 | 問題の動画を拡散させた張本人・安達さんに突撃取材を行い、元々そのビデオテープを所持しているとされる人物・今野さんの連絡先を入手することに成功。そこから今野さんにビデオテープを渡した人物・出水さんまでたどり着いた我々だったが、なんと出水さんは20年以上前から当製作委員会に何度もそのテープを投稿していたのだという。倉庫での調査の結果、2002年から2015年にかけて出水さんから合計7通の投稿がされていることがわかったのだが…。 |
| 107巻    | 「浮気調査」 | 投稿者が友人の彼氏の浮気現場を押さえる証拠として撮影した映像。しかし、映像には投稿者たちが想定していたものとは別の、不気味な存在が映ってしまったというのだが…。 |
| 107巻    | 「連行」 | 大学生である投稿者の男性が飲み会の帰り、とある繁華街で撮影した映像に奇妙な点があると言う。この映像が撮られた近くのビルにあったガールズバーの女性店員が路上で何者かに暴行されて亡くなっているというのだが…。 |
| 107巻    | 「縁日」 | 投稿者の女性が恋人の男性と、地元の祭りで撮影したという映像。多くの人で賑わうこの映像に、闇の存在が映り込んでいたという…。数年前にこの映像に映る付近のマンションで高齢の男性が自室で首を吊って亡くなっている情報を入手する事ができた…。 |
| 107巻    | 「続・呪いのビデオ 後編」 | 我々が探し求めていた呪いのビデオは、20年以上も前に「ほん呪」に投稿されていたものであった。ビデオを探し求める中で遭遇した奇妙な人影。そして今も出水さんを苦しめている怪奇現象。これらはすべて、呪いのビデオが元凶なのだろうか…。一体、このビデオを作成した人物は誰で、何の目的で作成したのか…。 |
| 108巻    | 「残響」 | 投稿者とその彼女が心霊スポットのトンネルに向かった際に撮影した動画。真夏の日中にもかかわらず、トンネル内は異様に冷え込んでおり、陰気で不気味な雰囲気が漂っていた。戦前、この近辺には炭鉱があったという。そこで投稿者たちは血も凍るような恐怖体験をしてしまった、というのだが…。 |
| 108巻    | 「継承」 | 投稿者の従兄弟の男性が出生した年に撮影された映像。去年病死した投稿者の父親の遺品に含まれていたビデオテープには、思わず息をのむ事象が記録されていた、というのだが…。 |
| 108巻    | 「シリーズ監視カメラ 不法侵入」 | 住居者がいないため廃墟化している民家。若者たちが時折肝試しのために侵入し騒ぎを起こしており、近隣からのクレームを度々受けていた。そこで投稿者は屋内に監視カメラを設置、何かあればすぐに通報できるようにしていた、というのだが…。 |
| 108巻    | 「終・呪いのビデオ 前編」 | この呪いのビデオは20年以上前に当製作委員会に投稿されていたものであることが判明。 現在分かっているのは、この映像が全体の一部分に過ぎないということ。 そして、映像の制作者が陰陽師の末裔を名乗っているということだ。いったい誰が、何の目的でビデオを作成したのか。そしてマスターテープはどこにあるのか。そんな中、菊池から、そのマスターテープの所在に関する重要な手掛かりが見つかったという連絡が入った。 |
| 108巻    | 「通りすがり」 | 肝試しに訪れた投稿者の男性が撮影した動画。廃墟群が立ち並ぶ暗い道を一人、カメラを回しながら散策していた。暗闇の中、明かりも持たずに一人で歩いている白い服を着た女性と遭遇する。女性は目が見えていないのか、視覚障害者が利用する白杖を手にしていることが確認できる…。 |
| 108巻    | 「ハレの日」 | 40年ほど前に撮影された、投稿者のいとこの結婚式の映像。しかし、その晴れやかな空間にそぐわないものが映り込んでいた、というのだが。投稿者によると、この時、新郎の男性は再婚であり、かつての妻とは死別しているという。さらに、噂によると、男性のかつての妻は自宅の浴槽で溺死しており、事故として処理されているというのだが…。 |
| 108巻    | 「ミスコン」 | 投稿者から送られてきた一枚のCD-R。このディスクには、投稿者が通っている大学の学祭で行われたミスコンテストのプロモーション動画が記録されているという。しかし、この映像にはこの世ならざる奇怪な存在が映り込んでいる、というのだが…。 |
| 108巻    | 「終・呪いのビデオ 後編」 | 多くの人々を呪い、苦しめ、無差別に拡散され続けていた「呪いのビデオ」。そのビデオの正体は、最愛の妻を亡くした男性の恐怖と歪んだ愛情から生まれた産物であった。仏教、神道、陰陽道。それらの要素を取り入れてつくられたそのビデオは、悪霊を呼び起こし、視聴者に取り憑いてしまう降霊ビデオの役割を果たしてしまった、とでもいうのだろうか…。 |
| 109巻    | とあるドキュメンタリー企画が「ほん呪」制作会社に持ち込まれた。それは、元・「ほん呪」ディレクター菊池を通しての持ち込みであった。企画者は、自らを一ノ瀬と名乗る女性ディレクターで、内容は彼女の知人・永戸佳史さん（仮名）にまつわる奇妙な調査記録であった。永戸さんはかつて妻と娘の3人で暮らしていたが、2年前の8月、車の正面衝突事故により娘のナナさん（仮名）を亡くしてしまった。妻も意識不明で入院する中、精神的に不安定になり新興宗教や占いの類いに縋り没頭するも、その後、失踪を遂げてしまう。しかしなんと、別の場所で永戸さんは「娘と暮らしている」ことが判明する。更に、不可解な現象が収録されたSDカードが、遺書と共に永戸さんの車から見つかった。驚くことにその映像は件の正面衝突事故より後の日付にも関わらず、永戸さんと、既に死亡したはずのナナさんが共に元気な様子で映っている、というのだ。持ち込まれた制作会社のプロデューサーは、興味を示しつつも、通常のドキュメンタリー企画として取り扱うことに難色を示し、一ノ瀬と菊池に対して、ある提案をするのだが……。 | とあるドキュメンタリー企画が「ほん呪」制作会社に持ち込まれた。それは、元・「ほん呪」ディレクター菊池を通しての持ち込みであった。企画者は、自らを一ノ瀬と名乗る女性ディレクターで、内容は彼女の知人・永戸佳史さん（仮名）にまつわる奇妙な調査記録であった。永戸さんはかつて妻と娘の3人で暮らしていたが、2年前の8月、車の正面衝突事故により娘のナナさん（仮名）を亡くしてしまった。妻も意識不明で入院する中、精神的に不安定になり新興宗教や占いの類いに縋り没頭するも、その後、失踪を遂げてしまう。しかしなんと、別の場所で永戸さんは「娘と暮らしている」ことが判明する。更に、不可解な現象が収録されたSDカードが、遺書と共に永戸さんの車から見つかった。驚くことにその映像は件の正面衝突事故より後の日付にも関わらず、永戸さんと、既に死亡したはずのナナさんが共に元気な様子で映っている、というのだ。持ち込まれた制作会社のプロデューサーは、興味を示しつつも、通常のドキュメンタリー企画として取り扱うことに難色を示し、一ノ瀬と菊池に対して、ある提案をするのだが……。 |

### 2025年
| シリーズ | タイトル                              | パッケージコメント |
| -------- | ------------------------------------- | --- |
| 110巻    | 「ドキュメント」                      | 映像制作会社に勤めていた投稿者が15年前に撮影したドキュメンタリービデオのテープ。とある事件の取材で関係者の自宅を訪問した際に撮影したものだという。マンションへと入り、階段を登っていく投稿者たち。突如、スタッフの石守さんが、投稿者の後方で立ち止まり、ごめんなさい、と呟き始める…。                                                                                     |
| 110巻    | 「テレビ朝会」                        | 廃校となった小学校で見つかったビデオテープの映像。かつて放送室から生放送された映像を録画したものと推測されるが、その中には常識では説明できない“不可解な現象”が記録されていた、というのだが…。このビデオテープについて調査を進めてみたが…。 |
| 110巻    | 「待ち合わせ」                        | 投稿者の友人が撮影したという映像。投稿者はSNSで知り合った男性と初めて会う約束をしていた。だが、いざ会う段階になると不安を感じ、友人に同行を頼んだという。しかし、その夜、彼女たちは予想を超えた恐怖に直面してしまった、というのだが…。 |
| 110巻    | 「Missing 前編」                      | 投稿者とその妹、そして投稿者の娘の3人が、不気味は出来事に直面した際に撮影したという映像である。この時、彼女たちは日帰り旅行の帰り道だった。しかし、夜の人里離れた一本道で、車のエンジンが突如停止。完全に立ち往生してしまった、というのだが…。 |
| 110巻    | 「遮断機」                            | 冬休みに祖父母の家を訪れた投稿者。その際、近所の公演を散策し、楽しいひとときを映像に残したという。しかし、この穏やかな時間は思いもよらない恐怖へと姿を変えてしまった、というのだが…。 |
| 110巻    | 「シリーズ監視カメラ バックヤード」   | とあるダイニングバーのバックヤードを記録した監視カメラの映像。ここに思わず息を呑むような現象が映し出されていた、という。かけられているユニフォームに異変が…。投稿者によると、このユニフォームはオープン当初から店を支えていた若手スタッフのものだという…。 |
| 110巻    | 「ライブ配信」                        | 投稿者とその友人たちがSNSでライブ配信を行った際の映像である。場所は林間学校の宿泊施設。夜の就寝時間を過ぎた後、周囲に気づかれないよう、こっそりと始めたのだという。しかし、この配信中の映像には、説明のつかない異形の存在が映り込んでいた、というのだが…。 |
| 110巻    | 「Missing 後編」                      | 投稿者の娘・ひまりちゃんの異変が深刻化する中、スタッフは調査を続行。地元の方の紹介で、行方不明の高月莉奈ちゃん親子が住んでいたアパートの管理人と、保育園の保護者として親子を知るという女性を紹介してもらうことができた。スタッフは話を聞くため、再び現地へ向かった…。 |
| 111巻    | 「不審者」                            | 大学生である投稿者が、 恋人とふたりで、とある公園を訪れた際の映像。居酒屋で酒を飲んだ帰り道、酔い覚ましに公園のベンチで話をしていたところ、 公園内にいたサラリーマンと思しき男性が、 不審な男に絡まれていたのだという。この付近では、不審人物による声掛け事案やストーキングが、多数報告されている…。                                                                      |
| 111巻    | 「リプレイ」                          | 会社員の男性から送られてきた一本の映像。そこには、古い診療所と思しきものが映し出されていた。投稿者の父親が所有していた、８ミリフィルムの焼き増し。その映像に記されていた異様なものとは、果たして…。 |
| 111巻    | 「節分」                              | これは、投稿者が節分の日、留守を頼まれた姉の家で撮影した映像である。姉夫婦が外出している間、姉の娘とふたりで豆まきを楽しんでいたその最中、そこには、本来あり得ないものが映り込んでいた…。厄を祓うはずの節分の夜。ふたりきりの家に、紛れ込んでいた異質な何か。もしかすると、それは…鬼、とでも呼ぶべき存在、なのだろうか…。                                                 |
| 111巻    | 「黙示録 前編」                       | 『ほんとにあった！呪いのビデオ』製作委員会に寄せられた、一本の投稿映像。その調査をきっかけに、我々は触れてはならない領域へと足を踏み入れてしまった。これは、その一部始終を記録したものである…。 |
| 111巻    | 「匣」                                | 恋人と同棲中の投稿者が、自宅で撮影した映像。投稿者は、彼氏へのサプライズプレゼントをインターネットで注文しており、その到着を待っていたのだという。投稿者が購入したプレゼントは、古物を取り扱うインターネットサイトで販売されていた、ヴィンテージものの財布であったというが…。                                                                                             |
| 111巻    | 「シリーズ監視カメラ 拝殿前」         | ある山奥の古い神社に設置された防犯カメラの映像。拝殿前の賽銭箱を見張るために取り付けられたものだったが、そこには、ある過去を思わせる恐ろしいものが映り込んでいた、というのだが…。調べによれば、この神社ではかつて、前任の神主が境内の古井戸に身を投げ命を絶ったという…。                                                                                                  |
| 111巻    | 「砂丘」                              | 2001年に撮影されたという、砂丘での映像。投稿者は友人たちと旅行でこの地を訪れ、当時の様子をビデオカメラで記録していたという。だが、その映像には、生きた人間の気配がまるで感じられない不気味な人影が、はっきりと映り込んでいた…。この砂丘では、かつて砂の中から4体の人骨が発見されている…。                                                                                 |
| 111巻    | 「黙示録 後編」                       | 我々は“呪詛”のような文言が書かれた紙に記されていた住所を手がかりに、調査を開始することにした。そこには、群馬県と長野県。ふたつの異なる土地の住所が記されていた。我々はまず、群馬県の住所へと向かったが…。 |
| 112巻    | 「霧の家」                            | 在来線を乗り継いで旅をするのが趣味だという投稿者。ある日、投稿者とその友人は、田舎の見知らぬ土地で下車し、街歩きを楽しんでいたが、時間を勘違いして終電を逃してしまったという。このとき、スマートフォンは圏外になっており、マップが使用できないまま、投稿者たちは市街地を求めて歩いていたという…。                                                                         |
| 112巻    | 「祝い」                              | 投稿者の女性が都内のレンタルスペースを使い、大学時代からの友人の誕生日祝いをした際の映像であるという。このとき、参加予定だった友人の岩佐遥さんが到着しておらず、連絡がつかない状態だったという。玄関を開けるような音が聞こえ、様子を見に行く投稿者の友人。しかしそこには、誰の姿も見当たらない…。                                                                         |
| 112巻    | 「シリーズ監視カメラ 石材所」         | 墓石の製造と販売を手掛ける石材所の監視カメラの映像。何気ない作業風景の記録の中に、奇妙な現象が映り込んでいたというのだが…。採石場では、かつて発破作業中の事故により命を落とした作業員がいたという報告がいくつも残されている。もしこの墓石がそうした現場から切り出された石だったとすれば…。                                                                                |
| 112巻    | 「続・黙示録 前編」                   | 部屋に貼られていた護符。そこには「予言獣・件(くだん)」と思しきものが描かれていた。件とは、豊作や疫病などの予言を残したとされる、伝承上の存在である。我々は、映像の真偽を確かめるため、現地調査を行った。その部屋で見つかったのは、二枚の不気味な和紙、そして【御神事】と記された一本のビデオテープだった…。                                                               |
| 112巻    | 「夜襲」                              | とある大学サークルが合宿旅行中に撮影した映像。仲間を驚かせようと、深夜の旅館をふざけながら巡るドッキリの記録である。だが、何気ない悪ふざけの裏で、明らかにその場にあるはずのない異物が映っており…。我々の調べによれば、この旅館が建つ以前、この土地には一人暮らしの高齢男性が暮らす一軒家があったという…。                                                                |
| 112巻    | 「覗き穴」                            | 「ほんとにあった！呪いのビデオ」製作委員会の元に届いた、差出人不明の封筒。中には映像が記録されたSDカードと、その内容を記した一枚の紙が同封されていた。映像は10年以上前に撮影されたものであるという。それはアパートの一室の郵便受けにカメラを入れ、住人の様子を盗撮した、まさに犯罪行為の映像であった…。                                                                   |
| 112巻    | 「衝突事故」                          | 旅先のインドで、投稿者たちが乗ったタクシーがトラックとの衝突事故に巻き込まれた。幸い大きな怪我はなかったものの、現場は人だかりができ騒然としていたという。混乱のさなか、投稿者はその事故現場の様子をカメラに収めていた。しかし、あとになって、その映像に妙な違和感を覚えたという…。                                                                                       |
| 112巻    | 「続・黙示録 後編」                   | 調査の中で浮かび上がってくたのは、“コマエサマ”と呼ばれる神の名と、村に残された信仰の記録。二枚の呪詛の紙に記されていた“死の予言”。そして、予言された者にまとわりつく不気味な存在。調査を続ける我々の周囲にも、正体不明の何者かの気配が強まっていた。そんな呪いの痕跡をたどる中で、思いもよらぬ“ある事実”に触れることになるとは、この時、誰ひとりとして知る由もなかった…。 |
| 113巻    | 「焼け跡」                            | |
| 113巻    | 「旅客船」                            | |
| 113巻    | 「地下出口」                          | |
| 113巻    | 「終・黙示録 前編」                   | |
| 113巻    | 「秋の月」                            | |
| 113巻    | 「シリーズ監視カメラ 河川下トンネル」 | |
| 113巻    | 「Ghost」                             | |
| 113巻    | 「終・黙示録 後編」                   | |

### BEST SELECTION
| シリーズ                    | タイトル                                                                            | 原点                                                                                | パッケージコメント |
| --------------------------- | ----------------------------------------------------------------------------------- | ----------------------------------------------------------------------------------- | --- |
| BEST SELECTION              | 「白い着物の女」                                                                    | 1巻                                                                                 | 消しているはずのテレビ画面に映った白い着物の女の霊…。すべてはこの1本のビデオから始まった!                                                |
| BEST SELECTION              | 「墓参りの記録」                                                                    | 1巻                                                                                 | 祖母の七回忌の墓参りの風景を収めた8ミリフィルム。その中に信じられない映像が…。                                                           |
| BEST SELECTION              | 「大学校舎にて」                                                                    | 1巻                                                                                 | 深夜、某大学校舎を肝試し感覚で探検する学生たち。そこは過去、ある生徒が自殺を遂げた校舎だった…。                                          |
| BEST SELECTION              | 「病院の待合室」                                                                    | 4巻                                                                                 | 監視カメラに写った幼い子供の白い足。交通事故により両足を切断された少年の浮遊霊だろうか…。                                                |
| BEST SELECTION              | 「タイムカプセル」                                                                  | 5巻                                                                                 | 小学校の同窓生が10年ぶりにタイムカプセルを掘り起こして見たところ、不可解な映像が…。                                                      |
| BEST SELECTION              | 「続・白い着物の女」                                                                | Special 1巻                                                                         | 「白い着物の女」のビデオをレンタルして鑑賞した女性たちの部屋に同じ霊が…。映像を通して霊が蔓延するとでもいうのだろうか…。                 |
| BEST SELECTION              | ★特典映像「十字路」(未発表)                                                         |                                                                                     | |
| BEST SELECTION 2            | 「不幸を招くビデオ」                                                                | 2巻                                                                                 | 見た者すべてに不幸が訪れるという正真正銘の呪いのビデオ。撮影者が謎の失踪を遂げた問題のビデオを追う!                                      |
| BEST SELECTION 2            | 「踏み切りに現れた足」                                                              | 2巻                                                                                 | 飛び込み自殺が相次ぐという呪われた踏切に設置された監視カメラに映った足。霊が呼んでいる、とでもいうのだろうか…。                          |
| BEST SELECTION 2            | 「除霊」                                                                            | 6巻                                                                                 | 霊媒師から提供されたビデオ。除霊の現場をおさめたビデオに、数々の動物霊や悪霊が映し出されている…。                                        |
| BEST SELECTION 2            | 「リハビリ室にて」                                                                  | 4巻                                                                                 | ある病院のリハビリ室での記録ビデオ。歩行訓練を行う患者を写した映像の中に手すりを掴んでいる手が…。                                        |
| BEST SELECTION 2            | 「続・不幸を招くビデオ」                                                            | 2巻                                                                                 | カップルが小旅行で撮影してしまった心霊映像は、ダビングされてそれを見た様々な人々を不幸に陥れる…。一体そこには何が映っていたのだろうか?   |
| BEST SELECTION 2            | 「問題映像、その後…」                                                               | Special 1巻                                                                         | 坊主頭の男の霊にはどんな怨念があったのだろうか?スタッフは追跡取材により電車沿線の鉄道員だった老人から貴重な証言を得る…。                 |
| BEST SELECTION 2            | ★特典映像「声」(未発表)                                                             |                                                                                     | |
| BEST SELECTION 3            | 「父を呼ぶ声」                                                                      | 5巻                                                                                 | 小学校の校庭で子供を遊ばせている風景を収めたビデオに「おとうさん」という声が…。浮遊霊の仕業だろうか…?                                    |
| BEST SELECTION 3            | 「新たな情報」                                                                      | Special 1巻                                                                         | 不可解な声が入ったビデオを見た地元出身者から情報が。映像を検証すると、何と背後にある廃屋に霊が映っていた…。                              |
| BEST SELECTION 3            | 「運動会」                                                                          | 3巻                                                                                 | 父親が子供の運動会の風景を収めた８ミリフィルム。その片隅に少年の顔らしきものが映っている…。                                              |
| BEST SELECTION 3            | 「屋根裏の顔」                                                                      | 3巻                                                                                 | 害虫駆除を請け負う業者が下見のために撮影した屋根裏の様子。光源を避けるかのように白い霊が動く…。                                          |
| BEST SELECTION 3            | 「監視カメラ」                                                                      | 1巻                                                                                 | カラオケBOXの監視カメラ。客の入っていない1室で、ほんの一瞬、少女の姿が映し出される…。                                                    |
| BEST SELECTION 3            | 「続・父を呼ぶ声」                                                                  | Special 1巻                                                                         | 取材を続けるスタッフルームで不可解なラップ音が響くようになった。霊視に訪れた霊媒師が驚愕の事実を告げる…。                                |
| BEST SELECTION 3            | ★特典映像「第二の霊」(未発表)                                                       |                                                                                     | |
| BEST SELECTION DVD BOX      | 「卒業旅行」                                                                        | 16巻                                                                                | |
| BEST SELECTION DVD BOX      | 「呪いの女」                                                                        | 13巻                                                                                | |
| BEST SELECTION DVD BOX      | 「あるオフィスで…」                                                                 | 13巻                                                                                | |
| BEST SELECTION DVD BOX      | 「余命」                                                                            | 21巻                                                                                | |
| BEST SELECTION DVD BOX      | 「ダビング」                                                                        | 24巻                                                                                | |
| BEST SELECTION DVD BOX      | 「いないはずの…」                                                                   | 13巻                                                                                | |
| BEST SELECTION DVD BOX      | 「私がもう一人…」                                                                   | 20巻                                                                                | |
| BEST SELECTION DVD BOX      | 「曰くの物件」                                                                      | 11巻                                                                                | |
| BEST SELECTION DVD BOX      | 「ニューロシス」                                                                    | 15巻                                                                                | |
| BEST SELECTION DVD BOX      | 「続・ダビング」                                                                    | 24巻                                                                                | |
| BEST SELECTION DVD BOX      | 「人体欠損」                                                                        | Special 5巻                                                                         | |
| BEST SELECTION DVD BOX      | 「疾走!」                                                                           | Special 5巻                                                                         | |
| 最恐の呪縛編 DVD BOX        | 「焼け残った怨霊」                                                                  | 20巻                                                                                | |
| 最恐の呪縛編 DVD BOX        | 「セミナー・キャンプ」                                                              | 26巻                                                                                | |
| 最恐の呪縛編 DVD BOX        | 「監禁」                                                                            | 22巻                                                                                | |
| 最恐の呪縛編 DVD BOX        | 「不気味な女」                                                                      | 25巻                                                                                | |
| 最恐の呪縛編 DVD BOX        | 「夜の散歩」                                                                        | 12巻                                                                                | |
| 最恐の呪縛編 DVD BOX        | 「専門学校」                                                                        | 30巻                                                                                | |
| 最恐の呪縛編 DVD BOX        | 「続・監禁」                                                                        | 22巻                                                                                | |
| 最恐の呪縛編 DVD BOX        | 「井戸」                                                                            | Special 5巻                                                                         | |
| 最恐の呪縛編 DVD BOX        | 「鏡の中」                                                                          | 21巻                                                                                | |
| 最恐の呪縛編 DVD BOX        | 「冥界へとつながる森」                                                              | 31巻                                                                                | |
| 最恐の呪縛編 DVD BOX        | 「黒い物体」                                                                        | 35巻                                                                                | |
| 最恐の呪縛編 DVD BOX        | 「洞窟」                                                                            | 24巻                                                                                | |
| 最恐の呪縛編 DVD BOX        | 「ダンス」                                                                          | 29巻                                                                                | |
| 最恐の呪縛編 DVD BOX        | 「ビデオレター」                                                                    | 18巻                                                                                | |
| 最恐の呪縛編 DVD BOX        | 「続・冥界へとつながる森」                                                          | 31巻                                                                                | |
| 最恐映像厳選版 DVD BOX BOOK | 「首の家」                                                                          | 45巻                                                                                | |
| 最恐映像厳選版 DVD BOX BOOK | 「日曜日の公園」                                                                    | 19巻                                                                                | |
| 最恐映像厳選版 DVD BOX BOOK | 「アメリカの友人」                                                                  | 41巻                                                                                | |
| 最恐映像厳選版 DVD BOX BOOK | 「深夜のドライブ」                                                                  | 36巻                                                                                | |
| 最恐映像厳選版 DVD BOX BOOK | 「マンションの屋上」                                                                | 36巻                                                                                | |
| 最恐映像厳選版 DVD BOX BOOK | 「呪いのわら人形」                                                                  | 37巻                                                                                | |
| 最恐映像厳選版 DVD BOX BOOK | 「大震災」                                                                          | 42巻                                                                                | |
| 最恐映像厳選版 DVD BOX BOOK | 「叫び」                                                                            | 16巻                                                                                | |
| 最恐映像厳選版 DVD BOX BOOK | 「ITバブル」                                                                        | 28巻                                                                                | |
| 最恐映像厳選版 DVD BOX BOOK | 「駅のホーム」                                                                      | 21巻                                                                                | |
| 最恐映像厳選版 DVD BOX BOOK | 「隣人の声」                                                                        | 37巻                                                                                | |
| 最恐映像厳選版 DVD BOX BOOK | 「通り魔」                                                                          | 22巻                                                                                | |
| 最恐映像厳選版 DVD BOX BOOK | 「面接」                                                                            | 28巻                                                                                | |
| 最恐映像厳選版 DVD BOX BOOK | 「ブランコ」                                                                        | 45巻                                                                                | |
| 最恐映像厳選版 DVD BOX BOOK | SPECIAL 解禁!封印されてきた伝説の映像 ほんとにあった!呪いのビデオ～呪海スペシャル～ | SPECIAL 解禁!封印されてきた伝説の映像 ほんとにあった!呪いのビデオ～呪海スペシャル～ | 2000年に制作され、長い間封印を余儀なくされた、あの伝説の「ほんとにあった!呪いのビデオ～呪海スペシャル～」がハイライトシーンでついに復活! |
| 怖すぎる BEST DVD BOOK      | 「夜警」                                                                            | 51巻                                                                                | |
| 怖すぎる BEST DVD BOOK      | 「逢魔時の怪」                                                                      | 45巻                                                                                | |
| 怖すぎる BEST DVD BOOK      | 「クラシックバレエ」                                                                | 41巻                                                                                | |
| 怖すぎる BEST DVD BOOK      | 「溶怪 前編」                                                                       | 51巻                                                                                | |
| 怖すぎる BEST DVD BOOK      | 「閃光」                                                                            | 44巻                                                                                | |
| 怖すぎる BEST DVD BOOK      | 「奇妙な客」                                                                        | 33巻                                                                                | |
| 怖すぎる BEST DVD BOOK      | 「溶怪 後編」                                                                       | 51巻                                                                                | |
| 怖すぎる BEST DVD BOOK      | 「人身事故」                                                                        | 19巻                                                                                | |
| 怖すぎる BEST DVD BOOK      | 「ひとりかくれんぼ」                                                                | 41巻                                                                                | |
| 怖すぎる BEST DVD BOOK      | 「雨女」                                                                            | 48巻                                                                                | |
| 怖すぎる BEST DVD BOOK      | 「歩道橋の怪」                                                                      | 48巻                                                                                | |
| 怖すぎる BEST DVD BOOK      | 「パントマイム」                                                                    | 41巻                                                                                | |
| 怖すぎる BEST DVD BOOK      | 「漂流する写真」                                                                    | 46巻                                                                                | |
| 怖すぎる BEST DVD BOOK      | 「呪いの携帯メール」                                                                | 36巻                                                                                | |
| 怖すぎる BEST DVD BOOK      | 「樹海のテープ」                                                                    | 49巻                                                                                | |
| 怖すぎる BEST DVD BOOK      | 「硫化水素」                                                                        | 40巻                                                                                | |
| 怖すぎる BEST DVD BOOK      | 「続・呪いの携帯メール」                                                            | 36巻                                                                                | |
| 恐怖の最安値版 DVD BOOK     | 「ドライブレコーダー」                                                              | 33巻                                                                                | |
| 恐怖の最安値版 DVD BOOK     | 「夜景」                                                                            | 38巻                                                                                | |
| 恐怖の最安値版 DVD BOOK     | 「不倫カップル」                                                                    | 22巻                                                                                | |
| 恐怖の最安値版 DVD BOOK     | 「女子寮」                                                                          | 33巻                                                                                | |
| 恐怖の最安値版 DVD BOOK     | 「頭のおかしい女」                                                                  | 49巻                                                                                | |
| 恐怖の最安値版 DVD BOOK     | 「心の闇」                                                                          | 47巻                                                                                | |
| 恐怖の最安値版 DVD BOOK     | 「霊園」                                                                            | 42巻                                                                                | |
| 恐怖の最安値版 DVD BOOK     | 「廃神社」                                                                          | 23巻                                                                                | |
| 恐怖の最安値版 DVD BOOK     | 「落下する霊」                                                                      | 10巻                                                                                | |
| 恐怖の最安値版 DVD BOOK     | 「警官人形」                                                                        | 50巻                                                                                | |
| 恐怖の最安値版 DVD BOOK     | 「獣」                                                                              | 43巻                                                                                | |
| 恐怖の最安値版 DVD BOOK     | 「続・廃神社」                                                                      | 23巻                                                                                | |
| BEST 10                     | 10.「作業服の男」                                                                   | 2巻                                                                                 | |
| BEST 10                     | 9.「犬の散歩」                                                                      | 32巻                                                                                | |
| BEST 10                     | 8.「首の家」                                                                        | 45巻                                                                                | |
| BEST 10                     | 7.「頭のおかしな老人」                                                              | 14巻                                                                                | |
| BEST 10                     | 6.「かくれんぼ」                                                                    | 71巻                                                                                | |
| BEST 10                     | 5.「吊り橋」                                                                        | 58巻                                                                                | |
| BEST 10                     | 4.「夜の警備」                                                                      | 51巻                                                                                | |
| BEST 10                     | 3.「廃神社」                                                                        | 23巻                                                                                | |
| BEST 10                     | 2.「余命」                                                                          | 21巻                                                                                | |
| BEST 10                     | 1.「疾走!」                                                                         | Special 5巻                                                                         | |
| BEST OF BEST                | 10.「ニューロシス」                                                                 | 15巻                                                                                | |
| BEST OF BEST                | 9.「見えぬ踏切」                                                                    | 54巻                                                                                | |
| BEST OF BEST                | 8.「もう半分」                                                                      | 60巻                                                                                | |
| BEST OF BEST                | 7.「面接」                                                                          | 28巻                                                                                | |
| BEST OF BEST                | 6.「証明写真」                                                                      | 63巻                                                                                | |
| BEST OF BEST                | 5.「卒業旅行」                                                                      | 16巻                                                                                | |
| BEST OF BEST                | 4.「曰くの物件」                                                                    | 11巻                                                                                | |
| BEST OF BEST                | 3.「クラシックバレエ」                                                              | 41巻                                                                                | |
| BEST OF BEST                | 2.「マンションの屋上」                                                              | 36巻                                                                                | |
| BEST OF BEST                | 1.「鏡の中」                                                                        | 21巻                                                                                | |